# Peugeot 306
El Peugeot 306 es un automóvil del segmento C producido por el fabricante francés Peugeot entre los años 1993 y 2001. Es el sucesor del Peugeot 309, y fue sustituido en 2001 por el Peugeot 307. Algunos de sus contrincantes son los Ford Focus, Fiat Bravo/Brava, Opel Astra, Renault Megane, Volkswagen Golf.
El 306 tiene motor delantero transversal y tracción delantera. Su plataforma es la misma del Peugeot 205, que luego fue utilizada para desarrollar el Peugeot 406 . Comparte numerosos componentes mecánicos con otros modelos del  Peugeot, como las cajas de cambios y los motores.
Existe con carrocerías hatchback de tres y cinco puertas, cabriolet de dos puertas, berlina de cuatro puertas y familiar de cinco puertas, que fueron puestas a la venta en febrero de 1993, abril de 1994, octubre de 1994 y mayo de 1999 respectivamente. El cabriolé es un cuatro plazas con techo de lona, y el resto de las variantes tiene cinco plazas.

## Historia
El 306 se desarrolló entre 1990 y 1992 para su lanzamiento a principios de 1993. Fue el sustituto del Peugeot 309 (que había roto el sistema de numeración ascendente habitual de Peugeot, en parte porque se lanzó antes de que el Peugeot 305, más antiguo y de mayor tamaño, fuera descontinuado). 
Las versiones conceptuales del 306 se vieron por primera vez a finales de 1990, aunque la prensa especializada en automovilismo informó inicialmente que reemplazaría al 205, de menor tamaño. Sin embargo, a finales de 1991, Peugeot confirmó que el nuevo coche reemplazaría al 309, así como a algunas versiones del 205, que se mantendría en producción durante varios años más, a pesar del lanzamiento del supermini 106 de entrada en septiembre de 1991.
Mecánicamente, el 306 es prácticamente idéntico al Citroën ZX, lanzado dos años antes: ambos utilizan la misma plataforma y estructura. El 306, con su atractivo diseño Pininfarina derivado del Peugeot 205, tuvo más éxito que su gemelo. El Citroën Berlingo y el Peugeot Partner también se construyeron sobre la misma plataforma. El chasis del 306 y el ZX también se empleó en el sustituto del ZX, el Citroën Xsara. El uso compartido de plataformas entre Peugeot y Citroën ha sido política de la empresa matriz PSA Peugeot Citroën desde finales de los años 70, después de que Peugeot adquiriera la entonces en quiebra Citroën tras la crisis del petróleo de 1974. El primer ejemplo fue el Citroën Visa basado en el Peugeot 104 y el Citroën LNA (y el Talbot Samba).
La presentación oficial del 306 tuvo lugar en febrero de 1993 en el Salón del Automóvil de Ámsterdam, mientras que en Italia se puso a la venta el 5 de marzo de 1993: a diferencia del 309, el 306 estuvo inicialmente disponible con carrocería de dos volúmenes, tanto de 3 como de 5 puertas, con un práctico portón trasero para el equipaje. Posteriormente, la compañía transalpina ya tenía en mente ampliar la gama con una berlina de tres volúmenes y un cabriolet. Los demás modelos previstos también serían diseñados por Pininfarina: la colaboración con el carrocero italiano fue uno de los puntos fuertes del 306, que, entre otras cosas, seguía las formas, adecuadamente ampliadas, del Peugeot 106, producido desde 1991 y que estaba cosechando un éxito inesperado. 
Reemplazando al Peugeot 309, se comercializó en versión de 5 puertas desde el 18 de febrero de 1993, así como en versión de 3 puertas y diésel desde otoño de 1993. Posteriormente, estuvo disponible en versión de 4 puertas y descapotable en 1994, y posteriormente en versión familiar en 1997, hasta su cese en 2001 (2002 para la versión familiar y el descapotable). El 306 heredó la plataforma y muchos componentes del Citroën ZX. Curiosamente, el linaje Talbot aún es visible en este coche: la chapa presenta una T inscrita en un círculo estampada junto al león de Peugeot. De hecho, el 306 se fabricó por primera vez en la fábrica de Poissy, el bastión de Simca-Talbot. El 306 es descendiente del Peugeot 309, pero difiere completamente de él, tanto en estilo como en mecánica y chasis. La fábrica de Ryton (Reino Unido) también produjo el modelo posteriormente. El diseño y la producción del descapotable fue confiado a Pininfarina, convirtiendo al 306 en el último descapotable de Peugeot ensamblado en Italia, junto a una línea de montaje dedicada a Ferrari.
Los motores de gasolina están disponibles en cilindradas de 1.1, 1.4, 1.6, 1.8 y 2.0 L. El motor 1.1 apareció en algunas versiones de gama baja. Las versiones de 16 válvulas aparecieron en 1993 en el 2.0 L y en 1997 en el 1.8 L. También hay versiones GLP. Los motores diésel incluyen tres versiones de aspiración natural (XUD de 1769 y 1905 cc, posteriormente DW8 de 1868 cc), así como un turbodiésel de 1.9 L con intercooler. En 1999, el turbodiésel de 1.9 L fue sustituido por un turbodiésel HDi de 2.0 L con inyección directa common-rail.
El 306 ha sido durante mucho tiempo un éxito de ventas de Peugeot. La longevidad de la fabricación ha visto, lógicamente, la expansión del equipo, y la fabricación ha seguido la evolución de las técnicas. Los motores de gasolina (salvo algunas raras versiones de 1993 con carburador) fueron de inyección y catalizados desde el principio, mientras que los catalizadores aparecieron en las versiones diésel durante el rediseño de abril de 1997. El sistema antibloqueo de ruedas con tres sensores ABS y el airbag se han generalizado en el equipamiento de serie con el paso de los años. La evolución de los componentes y servicios asociados a los vehículos ha visto cómo el intervalo entre cambios de aceite ha pasado de 7.500 km (como en el 305) en los primeros modelos a 30.000 en los más recientes, y el cambio de la correa de distribución de 80.000 km o 5 años en los primeros diésel a 160.000 km o 10 años en el HDi. El 306 es un buen ejemplo de su papel fundamental en la década de 1990: fue el primero en no usar (casi) carburadores ni distribuidores, que aún eran comunes en su lanzamiento, y culminó su trayectoria con un acelerador basado en potenciómetro, una computadora de gestión del motor y una computadora de carrocería en sus versiones posteriores. Finalmente, las pocas piezas comunes entre una versión de inicio de producción en 1993 y uno de los últimos modelos de 2002 podrían hacer pensar que se trataban de modelos diferentes. Las versiones renovadas introdujeron el sensor de lluvia Valeo para el control automático del limpiaparabrisas.
En cuanto al chasis, el 306 siempre ha sido un referente: su manejo es muy sólido, la suspensión está bien equilibrada y el conjunto general es consistente. La tendencia al subviraje de los coches de tracción delantera se contrarresta con un eje trasero autodireccional montado sobre espaciadores elásticos, que inclina las ruedas ligeramente hacia dentro en curvas cerradas, aumentando considerablemente la agilidad en los virajes y superando con creces a la competencia, a excepción del ZX de diseño similar [ref. requerida]. Además, este coche entra en curva con muy poco balanceo de la carrocería, lo que aumenta el placer de conducir bajo presión. Su compacidad y bajo centro de gravedad contribuyen a una maniobrabilidad que ha convertido al S16 en un auténtico deportivo, hasta el punto de inspirar a conductores de otros modelos menos equipados; el D Turbo, por ejemplo, confería un aspecto favorecedor a las versiones diésel. La frenada también es un punto fuerte del 306, con un equipamiento adaptado a las prestaciones de cada modelo: grandes tambores traseros en los breaks y versiones de empresa, discos traseros en los S16, 1L8, 2L y HDi, discos ventilados delante en los turbodiésel y gasolina de alto rendimiento, el banco de órganos de Peugeot tocado a fondo, el motor turbodiésel se encontraba, por ejemplo, también bajo el capó del 405, 406, Citroën Xsara, Xantia e incluso hasta el 806/Evasion.
La mecánica sencilla y la cuidadosa fabricación convierten al 306 en un referente en fiabilidad y longevidad. Los modelos que superan los 500.000 km son comunes, con un mantenimiento rutinario muy básico. Por ello, el 306 sigue siendo muy común en nuestras carreteras, y algunas piezas de repuesto son difíciles de encontrar. El principal punto débil es el eje trasero en vehículos con alto kilometraje o que permanecen parados durante largos periodos.
El 30 de septiembre de 2023, el Museo de l'Aventure Peugeot celebró el 30.º aniversario del modelo en su aparcamiento de Sochaux. Se exhibieron más de 270 ejemplares de todas las versiones. 

## Motorizaciones
Todas las motorizaciones del 306 son cuatro cilindros en línea. 

### Motores gasolina
| Denominación     | Cilindrada    | Válvulas | Potencia       | Observaciones        |
| ---------------- | ------------- | -------- | -------------- | -------------------- |
| TU1M             | 1.1 (1096 cc) | 8        | 60 HP          | Inyección monopunto  |
| TU3MCZ / TU3FMCZ | 1.4 (1360 cc) | 8        | 75 HP          | Inyección monopunto  |
| TU3JP            | 1.4 (1360 cc) | 8        | 75 HP          | Inyección multipunto |
| TU5JPZ           | 1.6 (1587 cc) | 8        | 90 HP Y 100 HP | Inyección multipunto |
| XU7JPZ           | 1.8 (1761 cc) | 8        | 103 HP         | Inyección multipunto |
| XU7JP4Z          | 1.8 (1761 cc) | 16       | 112 HP         | Inyección multipunto |
| XU10J2CZ         | 2.0 (1998 cc) | 8        | 123 HP         | Inyección multipunto |
| XU10J4R          | 2.0 (1997 cc) | 16       | 140 HP         | Inyección multipunto |
| XU10J4 / XU10J4Z | 2.0 (1998 cc) | 16       | 150 HP         | Inyección multipunto |
| XU10J4RS         | 2.0 (1998 cc) | 16       | 167 HP         | Inyección multipunto |

Una nota importante de decir es que el motor 1.8 de 16 válvulas y doble eje de levas (XU7JP4), resultó bueno que lo evolucionaron para montarlo en el Citroën Xsara WRC de competición y luego lo incorporaron al Peugeot 307 WRC, para después evolucionarlo por el EW7JP4 con vvti. Una de las evoluciones y cambios que le hicieron al XU7JP4 para montarlos en los autos de rallie fue el hecho de turbocargarlos y llevarlos a 1998 cc.

### Motores diésel
| Denominación | Cilindrada    | Válvulas | Potencia | Observaciones                                 |
| ------------ | ------------- | -------- | -------- | --------------------------------------------- |
| XUD9Y        | 1.9 (1905 cc) | 8        | 69 HP    | atmosférico                                   |
| DW8          | 1.9 (1868 cc) | 8        | 70 HP    | atmosférico                                   |
| XUD9AY       | 1.9 (1905 cc) | 8        | 71 HP    | atmosférico                                   |
| XUD9TE       | 1.9 (1905 cc) | 8        | 92 HP    | turbocompresor, intercooler                   |
| DW10TD       | 2.0 (1996 cc) | 8        | 90 HP    | turbocompresor, inyección directa common-rail |
| DW10ATED     | 2.0 (1996 cc) | 8        | 109 HP   | turbocompresor, inyección directa common-rail |

## Transmisiones
Las motorizaciones TU3 y TU5 usaron las cajas de tipo MA. Luego las motorizaciones XU7 y XU9 con excepción del 2.0 (XU10J4RS), venían con caja de velocidades BE3-5 y BE4-5 (en algunas excepciones... dicha caja la incorpora el 206 RC) de cinco marchas hacia adelante, en cambio el 2.0 de 167Hp que estaba incorporado en el 306 S16R traía una de 6 marchas llamada BE3-6, siendo esta última ya descontinuada y las ya existentes las evolucionaron para vehículos de competición.

## Chasis
La potencia se transmite de motor al eje delantero de un chasis de diseño convencional. En la parte delantera suspensión MacPherson con barra estabilizadora, mientras que la trasera utiliza el arrastre independiente de barras torsión de PSA Peugeot-Talbot que fue introducido por primera vez en el Peugeot 305. Sin embargo, los ingenieros de chasis de PSA emplean algunas características inusuales, incluyendo manejo de la rueda trasera pasiva, aunque menos que en el Peugeot 205, (por medio de casquillos de cumplimiento especialmente diseñados en la suspensión trasera), y en la casa desarrollados y amortiguadores construidos. Con kilometrajes altos es propenso al desgaste de los casquillos del eje. También es propenso al desgaste en los cojinetes del brazo del eje trasero de arrastre, que luego usan los tubos del eje de brazo de arrastre, lo que requiere una costosa reconstrucción o un conjunto de eje de reemplazo. El diésel y los motores de gasolina de mayor capacidad están inclinadas lo más atrás posible en el compartimiento del motor, en un esfuerzo por poner tanto peso como sea posible detrás de la línea del eje delantero, reduciendo también el centro de gravedad, al tiempo que mejora la distribución del peso y minimizar el subviraje.

## 306 Fase 1
El 306 fue lanzado en marzo de 1993 como un hatchback de 3 y 5 puertas, introduciendo más tarde los modelos berlina (sedán) y cabriolet. El modelo Fase 1 se conoce como N3 en Australia, y se presentó en 1994.
Una gran variedad de diferentes modelos se ofrecieron durante toda la vida del 306 Fase 1, incluyendo Génova', XA, XN, XR, XS, XSi, XT, ST,XAd, XNd, XRd, XRdt, XSdt, XTdt, STdt. Las versiones deportivas en gasolina fueron las XSi, S16, Le Mans, GTi-6...
Todas las variantes del 306, con la excepción de los modelos GTI-6 y cabriolet, tenían un precio muy competitivo.

### Motores de gasolina
Los primeros motores de gasolina utilizados fueron unidades de cuatro cilindros de eficacia probada, que se habían labrado una sólida reputación en modelos Peugeot como el 205, el 309 y el 405. Al principio, todos los modelos convencionales estaban equipados con derivados del motor de 8 válvulas de la serie TU, en versiones de 1.1, 1.4 y 1.6 litros. El motor 1.1 se abandonó rápidamente, pero las variantes 1.4 y, sobre todo, la 1.6 tuvieron buenas ventas, ofreciendo esta última un buen equilibrio entre rendimiento y economía.
Había tres unidades de mayor capacidad disponibles, pero restringidas a los modelos automáticos y de alto rendimiento. Estos motores eran desarrollos de las unidades de la serie XU más grandes que se habían utilizado en los modelos 205 GTi 1.9 y 405 más grandes. Una versión de 1.8 litros impulsaba automóviles con transmisión manual (no se produjeron muchos manuales de 1.8) y automática, mientras que dos versiones del motor de 2.0 litros en formas de 8 y 16 válvulas impulsaban los modelos XSi y S16 respectivamente. En Australia, los únicos motores disponibles eran los motores de 1.8 y 2.0 L.

### Motores diésel
Peugeot had an excellent reputation for its diesel engines, y el 306 se ofreció originalmente con el motor diésel de la serie XUD, tanto en forma de aspiración normal como turboalimentado. Este motor fue inicialmente una unidad de 1769 cc, pero su capacidad pronto se amplió a 1905 cc. La versión turboalimentada rápidamente se ganó la reputación de ser una buena combinación para el manejo excepcional del 306. No solo su rendimiento absoluto igualaba a muchos autos de gasolina de tamaño similar, casi con toda seguridad una primicia para un diésel convencional asequible, sino que la instalación cuidadosamente diseñada aseguró que su considerable peso adicional no afectara el manejo del automóvil. El diésel XUD de inyección indirecta que utiliza el diseño de la cámara de combustión Ricardo Comet, es popular para la conversión para funcionar con aceite vegetal, siempre que el sistema de combustible Bosch esté instalado en el motor..

### Diseño del chasis
La gama habitual de motores PSA impulsaba las ruedas delanteras de un chasis de diseño convencional. En la parte delantera se utilizaba un sistema MacPherson estándar con barra estabilizadora, mientras que en la trasera se utilizaba el sistema PSA Peugeot-Citroën de brazos de arrastre independientes y barra de torsión, introducido por primera vez en el Peugeot 305 familiar. Sin embargo, los ingenieros de chasis de PSA emplearon algunas características inusuales, como la dirección pasiva de las ruedas traseras, aunque menos que en el ZX (mediante bujes de compliancia especialmente diseñados en la suspensión trasera), y amortiguadores de desarrollo propio. Con un alto kilometraje, esto tiende a desgastar los bujes de montaje del eje, un problema que se soluciona fácilmente. También tiende a desgastar los rodamientos de los brazos de arrastre del eje trasero, lo que a su vez desgasta los tubos del eje, lo que requiere una costosa reconstrucción o la sustitución del conjunto del eje.. Los motores diésel y de gasolina de mayor capacidad están inclinados lo más atrás posible en el compartimiento del motor, en un esfuerzo por colocar el mayor peso posible detrás de la línea del eje delantero, reduciendo también el centro de gravedad, al tiempo que mejora la distribución del peso y minimiza el subviraje.

### Versiones
Los niveles de equipamiento eran XN, XL, XR, XT y XS; el XN era el más básico y el XT la versión más completa. El XT solo estaba disponible en versión de 5 puertas, mientras que los XR, XN y XL también lo estaban en versión de 3 puertas. El D-Turbo y el XSi estaban disponibles tanto en versión de 3 como de 5 puertas, mientras que el XS y el S16 solo estaban disponibles en versión de 3 puertas. Ya no existían las designaciones "X/G" ("X" indica 3 puertas, "G" indica 5 puertas). Un modelo diésel se identificaba añadiendo "d" después del nivel de equipamiento, y un turbodiésel, añadiendo "dt". También hubo ediciones especiales, con la insignia "Alpine" desde 1994 (solo 3 puertas).

#### Modelos sedán

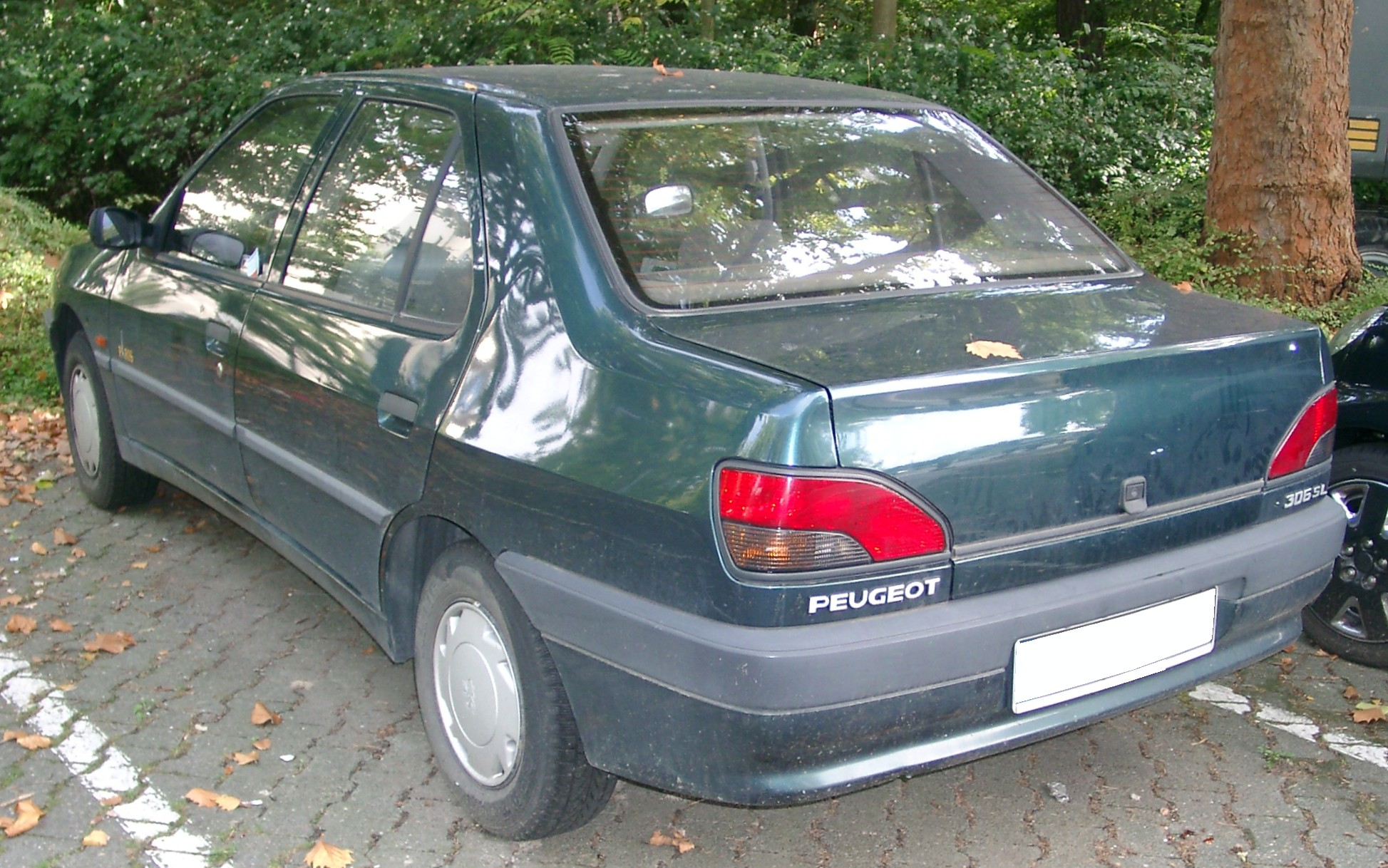
Peugeot 306 Sedan

Las especificaciones del sedán se marcaron como SN, SL, SR y ST. Para muchos conductores, el modelo sedán representaba una alternativa al dominio de los hatchbacks en el mercado automovilístico.
Los distintos niveles de equipamiento disponibles eran los siguientes: XA (biplaza), XR, XT, ST (solo sedán), XS (versión deportiva), XSI, S16, y posteriormente Equinoxe, Symbio y Cashmere (desde la renovación de abril de 1997), antes de regresar a los modelos XR, XT y XT Pack de 1999 a 2002. También se ofrecieron interiores "Roland Garros" (tonos verdes), Eden Park (piel beige con reposacabezas en forma de balón de rugby) y numerosas ediciones especiales con complejas variaciones de equipamiento.
Estas dos ediciones limitadas, pero de alta gama, contaban con el motor TD de 1.9L, llantas de aluminio y alfombrillas de serie, con la marca del patrocinador del vehículo. Los emblemas de Roland Garros y Eden Park aparecen junto al logotipo 306 trasero en el portón trasero y el coupé, y en los laterales delanteros solo en el Eden Park familiar y hatchback. Equipados con aire acondicionado manual y sensores de lluvia, estos fueron los últimos 306 turbo Diesel producidos en Europa alrededor de 1999, antes de la llegada de los 306 station wagon y hatchback con motores HDi.

#### Modelos de rendimiento
Peugeot creó una versión "hot hatch" D-Turbo, que era esencialmente un modelo XS de gasolina con motor diésel instalado. El 306 no fue el primer diésel de alto rendimiento asequible y popular, y ese reconocimiento probablemente recayó en el VW Golf GTD MkII de mediados de los 80. La mayoría de los coches D-Turbo eran modelos de 3 puertas, pero existen algunos ejemplares excepcionales del D-Turbo de 5 puertas.
Las variantes D-Turbo y XS incluían de serie faros antiniebla delanteros, parachoques del color de la carrocería con alerones más profundos, asientos deportivos, un volante diferente y un tubo de escape cromado más ancho; las llantas de aleación de 14 pulgadas eran opcionales. El equipamiento de serie de estos modelos se situaba entre las variantes XR y XT.
El XSi 8v 2.0 Gasolina incorporaba unos sutiles faldones laterales. Las llantas de aleación de 15 pulgadas y cinco radios estaban disponibles como opción cuando se lanzó el modelo y se incorporaron de serie poco después.
El S16 (de 'soupape-16' o '16 válvulas') era un modelo de 3 puertas solo de la Fase 1, reemplazado por el GTI-6 más potente en 1996. Los motores en ambos autos eran unidades de la serie XU de 16 válvulas con inyección de combustible Magneti Marelli y producían excelentes salidas de potencia y par para la época. Además de obtener una caja de cambios de 6 velocidades de relación cerrada en lugar de la de 5 velocidades del S16, el GTI-6 tenía más potencia gracias a un motor XU10J4RS de 167 bhp rediseñado que reemplazaba el XU10J4 ACAV de 155 bhp del S16 y algunas sutiles modificaciones del chasis. Además de ser más potente, el motor GTI-6 ofrecía una entrega de potencia más flexible, con un par motor a medio régimen mayor que el del S16, y la nueva caja de cambios facilitaba un uso más eficiente del motor. El GTI-6 se presentó como modelo de la Fase 1 y se mantuvo en circulación hasta finales del año 2000. Recibió actualizaciones estéticas y eléctricas de las Fases 2 y 3 junto con el resto de la gama, pero el motor y las especificaciones mecánicas se mantuvieron prácticamente sin cambios.
Un modelo exclusivo para el Reino Unido fue el 306 Rallye de 1999. Mecánicamente, el coche era idéntico a un GTI-6, pero tenía una especificación mínima que eliminaba muchas características estándar del GTI-6, incluyendo faros antiniebla, aire acondicionado, techo solar, elevalunas eléctricos y sensor de temperatura. Solo se produjeron 500 en tres colores no metálicos, incluyendo; 100 en negro, 200 en rojo cereza y 200 en blanco Bianca. Si bien algunos estaban equipados con portones traseros y capós de Fase 3, el coche era básicamente un Fase 2 en términos de la caja de fusibles y el cableado eléctrico, incluyendo el uso del cierre remoto de Fase 2. La tapicería de los asientos era de tela con un patrón específico de Rallye. La especificación más austera hizo que el coche fuera más ligero que un GTI-6.

### Motorizaciones
| Periodo                        | 1993-1999                  | 1993-1999                  | 1993-1999                  | 1993-1999                                         | 1993-1999                                         | 1993-1999                                         | 1993-1994              | 1994-1996              | 1996-1999              |           |
| Identificación del motor       | TU1 M+/Z/L/L3 (HDY)        | TU1 M+/Z/L/L3 (HDZ)        | TU3 M+/Z/C/L/L3 (KDX)      | TU5 JP/Z/L/L3 (NFZ)                               | XU7 JP/Z/L/L3 (LFZ)                               | XU10 J2C/Z/L/L3 (RFX)                             | XU10 J4D/Z (RFY)       | XU10 J4D/Z (RFT)       | XU10 J4RS/Z/L3 (RFS)   |           |
| Tipo de motor                  | L4 8v, inyección monopunto | L4 8v, inyección monopunto | L4 8v, inyección monopunto | L4 8v                                             | L4 8v                                             | L4 8v                                             | L4 16v                 | L4 16v                 | L4 16v                 |           |
| Diámetro x carrera             | 72.0 mm × 69.0 mm          | 72.0 mm × 69.0 mm          | 75.0 mm × 77.0 mm          | 78.5 mm × 82.0 mm                                 | 83.0 mm × 81.4 mm                                 | 86.0 mm × 86.0 mm                                 | 86.0 mm × 86.0 mm      | 86.0 mm × 86.0 mm      | 86.0 mm × 86.0 mm      |           |
| Cilindrada                     | 1124 cm³                   | 1124 cm³                   | 1360 cm³                   | 1587 cm³                                          | 1762 cm³                                          | 1998 cm³                                          | 1998 cm³               | 1998 cm³               | 1998 cm³               |           |
| Relación de compresión         | 9.4: 1                     | 9.4: 1                     | 9.3: 1                     | 9.6: 1                                            | 9.25: 1                                           | 9.5: 1                                            | 10.4: 1                | 10.4: 1                | 10.8: 1                |           |
| Potencia máxima: CV (kW) @ rpm | 55 CV (40 kW) @ 6200       | 60 CV (44 kW) @ 6200       | 75 CV (55 kW) @ 5800       | 88 CV (65 kW) @ 5600                              | 101 CV (74 kW) @ 6000                             | 121 CV (89 kW) @ 5750                             | 152 CV (112 kW) @ 6500 | 150 CV (110 kW) @ 6500 | 163 CV (120 kW) @ 6500 |           |
| Par máximo: Nm @ rpm           | 88 Nm @ 3800               | 88 Nm @ 3800               | 111 Nm @ 3400              | 135 Nm @ 3000                                     | 153 Nm @ 3000                                     | 176 Nm @ 2750                                     | 183 Nm @ 3500          | 183 Nm @ 3500          | 193 Nm @ 5500          |           |
| Tracción                       | Delantera                  | Delantera                  | Delantera                  | Delantera                                         | Delantera                                         | Delantera                                         | Delantera              | Delantera              | Delantera              | Delantera |
| Transmisión                    | Manual, 5 velocidades      | Manual, 5 velocidades      | Manual, 5 velocidades      | Manual, 5 velocidades / Automática, 4 velocidades | Manual, 5 velocidades / Automática, 4 velocidades | Manual, 5 velocidades / Automática, 4 velocidades | Manual, 5 velocidades  | Manual, 5 velocidades  | Manual, 6 velocidades  |           |
| Aceleración (0-100 km/h)       |                            | 18.4 s                     | 14.9 s                     | 13.5 s                                            | 12.3 s                                            | 10.4 s                                            | 9.2 s                  | 9.2 s                  | 8.8 s                  |           |
| Velocidad máxima               |                            | 155 km/h                   | 165 km/h                   | 179 km/h                                          | 185 km/h                                          | 197 km/h                                          | 215 km/h               | 215 km/h               | 220 km/h               |           |
| Consumo combinado (L/100 km/h) |                            | 6.9                        | 6.8                        | 7.7                                               | 7.0                                               | 7.5                                               | 7.8                    | 7.8                    | 9.4                    |           |

| Periodo                        | 1993-1999             | 1993-1999             | 1993-1999             | 1993-1999                 | 1994-1999                 |
| Identificación del motor       | XUD7 L (A9A)          | XUD9 A/K/L (D9B)      | XUD9 A/Y/L3 (DJY)     | XUD9 TE/L (D8A)           | XUD9 TE/Y/L3 (DHY)        |
| Tipo de motor                  | L4 8v                 | L4 8v                 | L4 8v                 | L4 8v, turbo, intercooler | L4 8v, turbo, intercooler |
| Diámetro x carrera             | 80.0 mm × 88.0 mm     | 83.0 mm × 88.0 mm     | 83.0 mm × 88.0 mm     | 83.0 mm × 88.0 mm         | 83.0 mm × 88.0 mm         |
| Cilindrada                     | 1769 cm³              | 1905 cm³              | 1905 cm³              | 1905 cm³                  | 1905 cm³                  |
| Relación de compresión         | 23.0: 1               | 23.0: 1               | 23.0: 1               | 21.8: 1                   | 21.8: 1                   |
| Potencia máxima: CV (kW) @ rpm | 60 CV (44 kW) @ 4600  | 69 CV (51 kW) @ 4600  | 68 CV (50 kW) @ 4600  | 92 CV (68 kW) @ 4000      | 90 CV (66 kW) @ 4000      |
| Par máximo: Nm @ rpm           | 110 Nm @ 2000         | 120 Nm @ 2000         | 120 Nm @ 2000         | 196 Nm @ 2250             | 196 Nm @ 2250             |
| Tracción                       | Delantera             | Delantera             | Delantera             | Delantera                 | Delantera                 |
| Transmisión                    | Manual, 5 velocidades | Manual, 5 velocidades | Manual, 5 velocidades | Manual, 5 velocidades     | Manual, 5 velocidades     |
| Aceleración 0–100 km/h         |                       | 16.9 s                | 16.9 s                | 12.4 s                    | 12.4 s                    |
| Velocidad máxima               |                       | 162 km/h              | 162 km/h              | 180 km/h                  | 180 km/h                  |
| Consumo combinado (L/100 km/h) | 6.1                   | 6.3                   | 6.5                   | 6.2                       | 6.6                       |

## 306 Fase 2

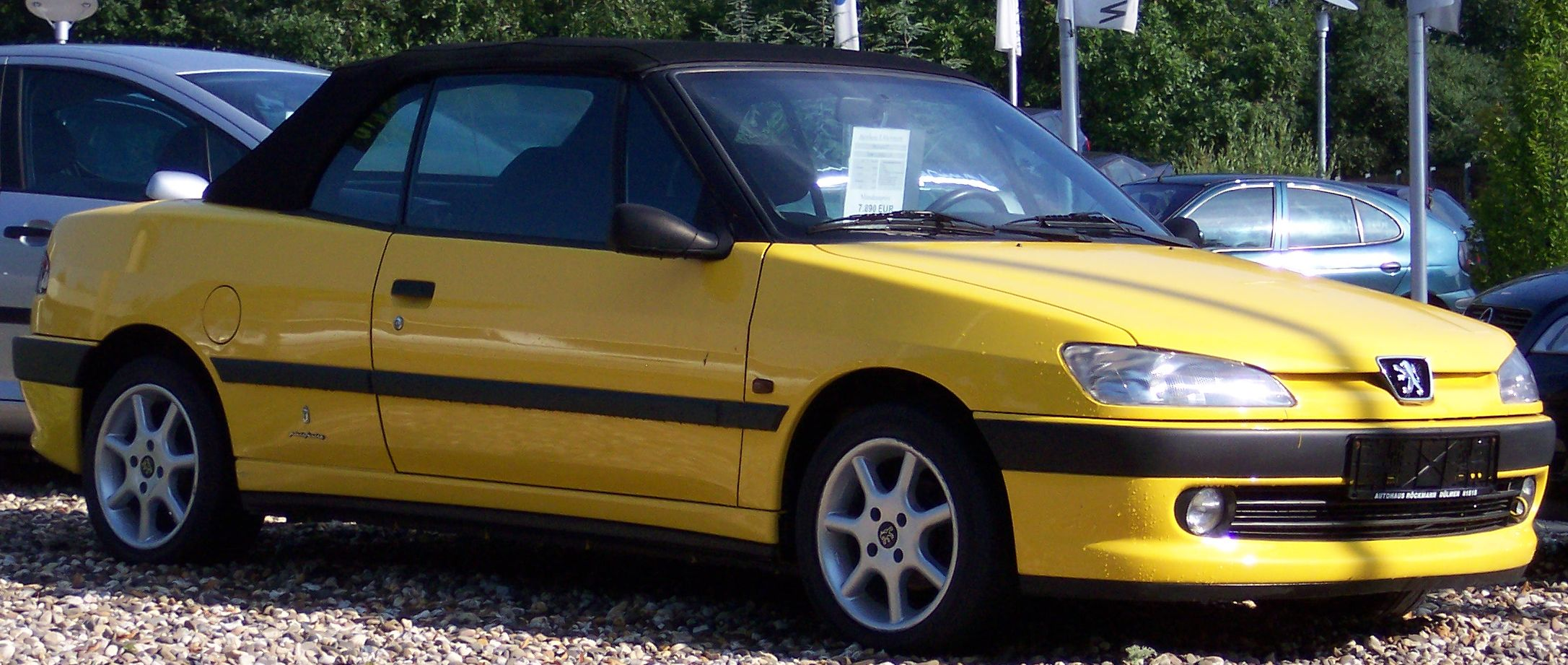
1999–2002 Peugeot 306 Cabriolet Pininfarina,

El 306 experimentó su única renovación importante en mayo de 1997, con el lanzamiento de la versión "Fase 2" (N5 en Australia). La forma básica se mantuvo, pero se rediseñaron las luces, la parrilla y los parachoques para armonizar el estilo con la nueva imagen más redondeada de la familia Peugeot, establecida con el Peugeot 406. Se incorporaron luces intermitentes en el faro delantero y se adoptó el nuevo logotipo del león de Peugeot con forma de bloque. La Fase 2 también incluyó una versión familiar.
Se adoptó un nuevo diseño para el número de modelo del coche en el portón trasero, eliminando el revestimiento de plástico negro. También se introdujeron cambios en el diseño del salpicadero, incluyendo un odómetro digital, y en la calidad de los acabados, lo que renovó el coche frente a la creciente competencia de otros fabricantes. También se ofrecieron nuevos motores, con motores de gasolina 1.8 y 2.0 que incorporaron culatas de 16 válvulas, junto con un ligero aumento de potencia. En ese momento, las designaciones de acabado anteriores se sustituyeron por L, LX y GLX para el mercado británico. Los modelos XS, XSi y GTI-6 se mantuvieron como antes, pero con los faros, la parrilla y el parachoques de la Fase 2, así como otras actualizaciones estéticas, junto con el resto de la gama.
Los coches de 1998 en adelante (año modelo 1999) recibieron mejoras adicionales, incluyendo una consola central con efecto aluminio en algunas versiones y un logotipo cromado de Peugeot en el volante. Otras actualizaciones incluyeron la eliminación de la franja negra del maletero, parachoques con código de color en algunos modelos y nueva tapicería en el habitáculo. También aparecieron nuevos modelos en la versión Phase 2.
Nuevos modelos también aparecieron en la Fase 2. Vendido solo en el Reino Unido, el Rally se puso en marcha en 1999, con la mecánica del GTI-6, pero con menos equipamiento de serie (ventanas y espejos manuales, sin aire acondicionado, tapicería Rallye específica en lugar de cuero y alcántara, focos antiniebla delanteros eliminados), por lo que es 65 kg (143 lb; 143 lb) más ligero que el GTI-6. Se vendió a un precio de descuento de £ 15.995 (£ 2000 menos que un GTI-6), solo se produjeron 501 unidades en cuatro colores - 100 Negros, 200 Rojo cereza y 200 Bianca bianchise, y uno solo fabricado en color en Blue dragoon. El modelo Rallye vendido en Gran Bretaña es diferente al Rallye N1 de 2001 vendido en el mercado australiano, el cual estaba basado en el modelo XT de 5 puertas.
El modelo 'Meridian' (originalmente una edición especial) también se relanzó en 1999 y contaba con una generosa lista de equipamiento, incluyendo nuevos asientos de cuero, media y otras mejoras cosméticas en el interior.

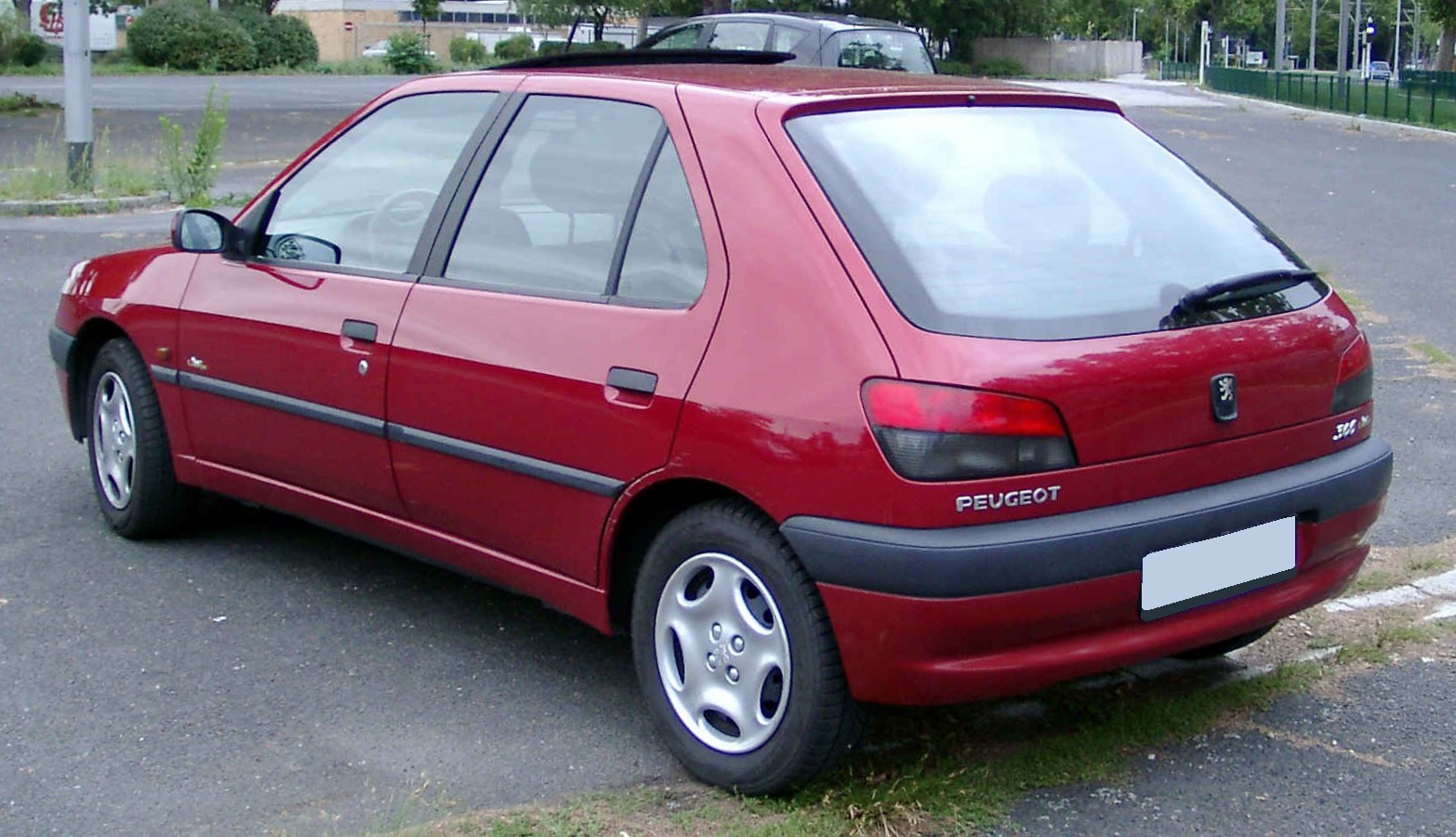
Peugeot 306 fase 2 (vista trasera)

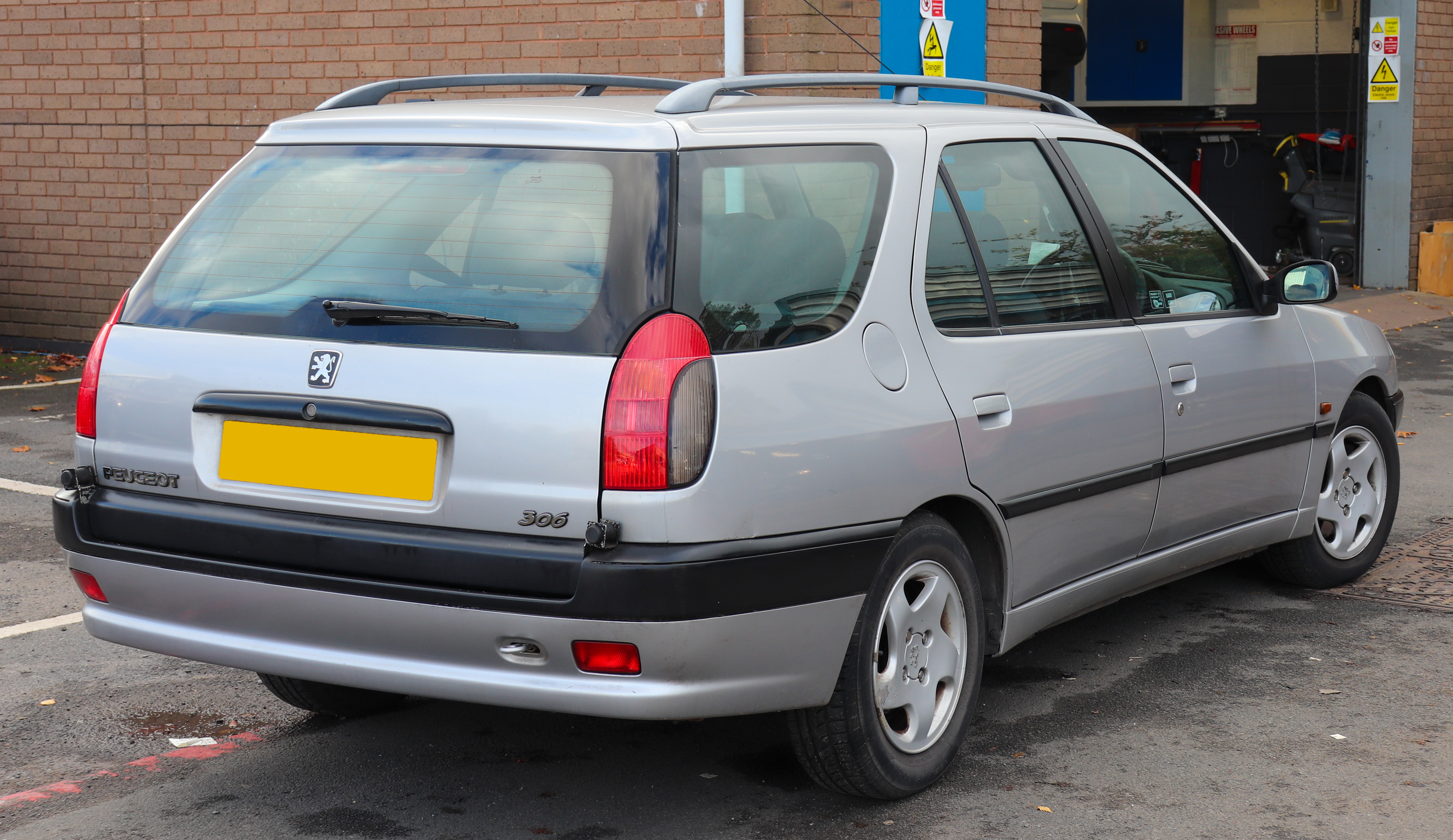
Peugeot 306 familiar fase II

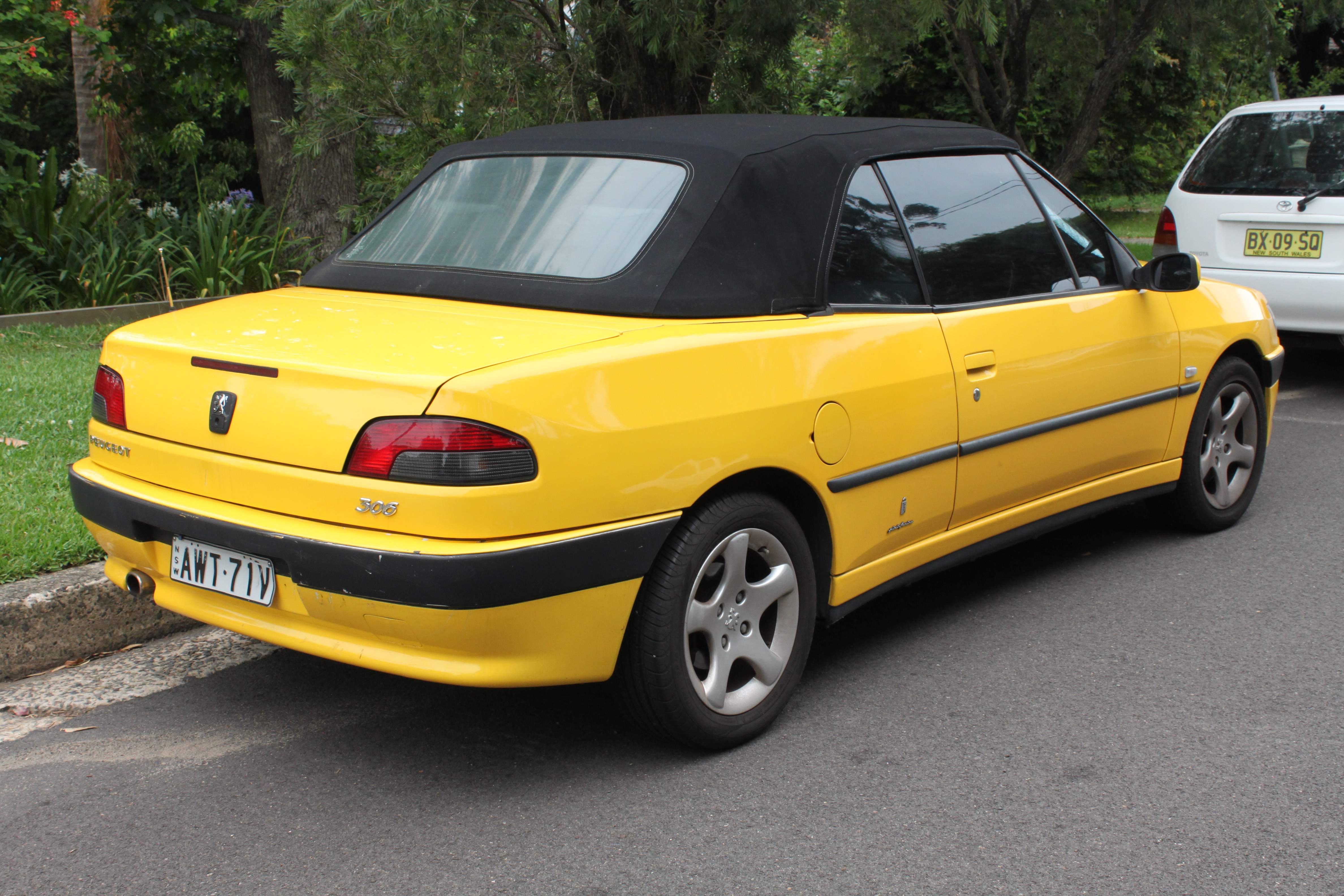
1999–2002 Peugeot 306 (N5) cabriolet, Australia

### Mercados

#### Europa
Ochenta unidades del 306 S16 fase 2 entraron en servicio en la Brigada de Intervención Rápida de la Gendarmería Nacional Francesa a partir de 1997, sustituyendo a una flota de Peugeot 405 T16 sedanes. Entre otras modificaciones para su uso por la policía de tráfico en las autopistas francesas, los 306 se modificaron para incorporar una luz intermitente en el techo, un retrovisor interior adicional y se les incorporaron las marcas estándar de la Gendarmería, además del "Azul Gendarmería" que Peugeot ofrecía en aquel momento. Los Peugeot 306 S16 de la Gendarmería fueron finalmente sustituidos por el Subaru Impreza WRX en 2006.

##### Reino Unido
Vendido solo en el Reino Unido, el Rallye se lanzó en 1998 utilizando la mecánica del GTI-6, pero con menos equipamiento estándar (ventanas y espejos manuales, sin aire acondicionado, tela específica del Rallye en lugar de cuero y alcántara, faros delanteros eliminados), lo que lo hacía 65 kg (143 lb) más ligero que el GTI-6. Vendido a un precio con descuento de £ 15,995 (más de £ 2000 menos que un GTI-6), solo vino en cuatro colores: negro, rojo cereza y blanco Bianca y uno solo en azul Dragoon, y solo se produjeron 501. El único inconveniente es el costo del seguro, ya que el Rallye está en el grupo 16. Como la producción del Rallye se extendió a los modelos de la Fase 2 y 3, algunos Rallyes tenían características superficiales de la Fase 3, como el portón trasero de vidrio al ras y el capó ligeramente diferente, pero seguían siendo fundamentalmente un modelo de la Fase 2 en características tales como la caja de fusibles y el diseño eléctrico. El Rallye del Reino Unido es diferente del N5 Rallye de 2001, disponible para el mercado australiano, que se basaba en el modelo XT de 5 puertas. En 1998, Peugeot lanzó una versión SP (paquete deportivo) con tres niveles de equipamiento.
El modelo Meridian (originalmente una edición especial) también se relanzó en 1999 y ofrecía un generoso equipamiento, incluyendo nuevos asientos de semicuero y mejoras estéticas adicionales en el interior.

#### Norteamérica

##### México
El sedán 306 se introdujo en 1998 después de que Peugeot entrara al mercado mexicano.[cita requerida]

### Motorizaciones
| Periodo                        | 1999-2000              | 1999-2000                                         | 1999-2000                 | 1999-2000             | 1999-2000                                         | 1999-2000              |           |           |           |           |
| Identificación del motor       | TU3 JP/Z/L/L3/W2 (KFX) | TU5 JP/Z/L/L3 (NFZ)                               | XU7 JP/Z/L/L3 (LFZ)       | XU7 JP4 (LFY)         | XU10 J4R (RFV)                                    | XU10 J4RS/Z/L3 (RFS)   |           |           |           |           |
| Tipo de motor                  | L4 8v                  | L4 8v                                             | L4 8v                     | L4 16v                | L4 16v                                            | L4 16v                 |           |           |           |           |
| Diámetro x carrera             | 75.0 mm × 77.0 mm      | 78.5 mm × 82.0 mm                                 | 83.0 mm × 81.4 mm         | 83.0 mm × 81.4 mm     | 86.0 mm × 86.0 mm                                 | 86.0 mm × 86.0 mm      |           |           |           |           |
| Cilindrada                     | 1360 cm³               | 1587 cm³                                          | 1761 cm³                  | 1761 cm³              | 1998 cm³                                          | 1998 cm³               |           |           |           |           |
| Relación de compresión         | 10.2: 1                | 9.6: 1                                            | 9.25: 1                   | 10.4: 1               | 10.4: 1                                           | 10.8: 1                |           |           |           |           |
| Potencia máxima: CV (kW) @ rpm | 75 CV (55 kW) @ 5500   | 88 CV (65 kW) @ 5600                              | 101 CV (74 kW) @ 6000     | 110 CV (81 kW) @ 5500 | 132 CV (97 kW) @ 5500                             | 163 CV (120 kW) @ 6500 |           |           |           |           |
| Par máximo: Nm @ rpm           | 111 Nm @ 3400          | 135 Nm @ 3000                                     | 153 Nm @ 3000             | 155 Nm @ 4250         | 180 Nm @ 4200                                     | 193 Nm @ 5500          |           |           |           |           |
| Tracción                       | Delantera              | Delantera                                         | Delantera                 | Delantera             | Delantera                                         | Delantera              | Delantera | Delantera | Delantera | Delantera |
| Transmisión                    | Manual, 5 velocidades  | Manual, 5 velocidades / Automática, 4 velocidades | Automática, 4 velocidades | Manual, 5 velocidades | Manual, 5 velocidades / Automática, 4 velocidades | Manual, 6 velocidades  |           |           |           |           |
| Aceleración (0-100 km/h)       | 14.7 s                 | 13.5 s                                            | 13.6 s                    | 11.2 s                | 10.4 s                                            | 8.8 s                  |           |           |           |           |
| Velocidad máxima               | 170 km/h               | 179 km/h                                          | 175 km/h                  | 192 km/h              | 201 km/h                                          | 220 km/h               |           |           |           |           |
| Consumo combinado (L/100 km/h) | 6.9                    | 7.7                                               | 7.6                       | 8.1                   | 9.1                                               | 9.4                    |           |           |           |           |

| Periodo                        | 1999-2000             | 1999-2000             | 1999                      | 2000-                 | Identificación del motor | XUD 9A/Y/L3 (DJY) | XUD9 BSD (DHV) | XUD9 TE/Y/L3 (DHY) |
| Tipo de motor                  | L4 8v                 | L4 8v, turbo          | L4 8v, turbo, intercooler |                       |                          |                   |                |                    |
| Diámetro x carrera             | 83.0 mm × 88.0 mm     | 83.0 mm × 88.0 mm     | 83.0 mm × 88.0 mm         |                       |                          |                   |                |                    |
| Cilindrada                     | 1905 cm³              | 1905 cm³              | 1905 cm³                  |                       |                          |                   |                |                    |
| Relación de compresión         | 23.0: 1               | 21.8: 1               | 21.8: 1                   |                       |                          |                   |                |                    |
| Potencia máxima: CV (kW) @ rpm | 68 CV (50 kW) @ 4600  | 75 CV (55 kW) @ 4600  | 90 CV (66 kW) @ 4000      |                       |                          |                   |                |                    |
| Par máximo: Nm @ rpm           | 120 Nm @ 2000         | 135 Nm @ 2250         | 196 Nm @ 2250             |                       |                          |                   |                |                    |
| Tracción                       | Delantera             | Delantera             | Delantera                 | Delantera             | Delantera                |                   |                |                    |
| Transmisión                    | Manual, 5 velocidades | Manual, 5 velocidades | Manual, 5 velocidades     | Manual, 5 velocidades | Manual, 5 velocidades    |                   |                |                    |
| Aceleración 0–100 km/h         | 16.9 s                | 12.6 s                | 12.4 s                    |                       |                          |                   |                |                    |
| Velocidad máxima               | 162 km/h              |                       | 180 km/h                  |                       |                          |                   |                |                    |
| Consumo combinado (L/100 km/h) | 6.5                   |                       | 6.6                       |                       |                          |                   |                |                    |

## 306 Fase 3

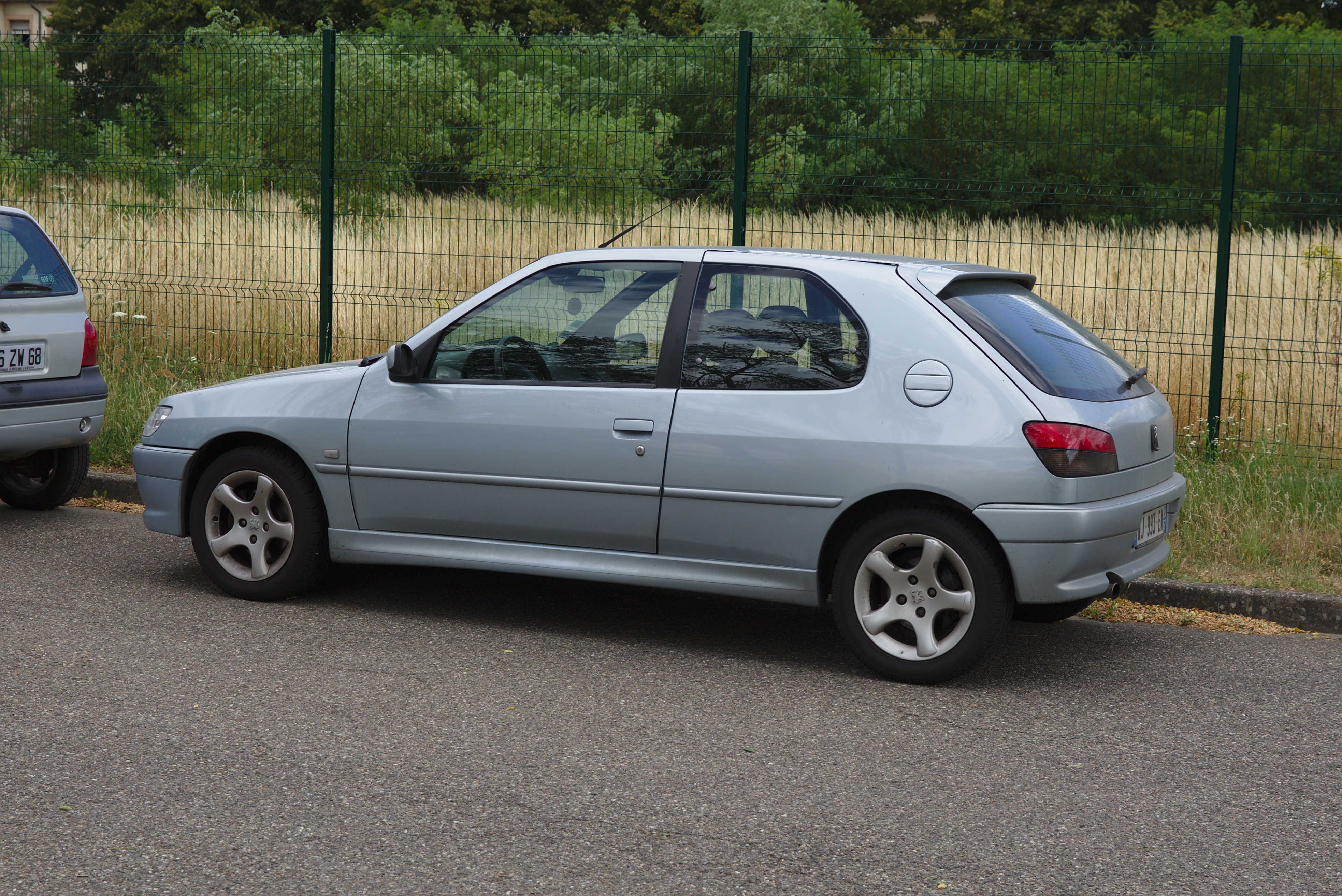
Fase 3.1

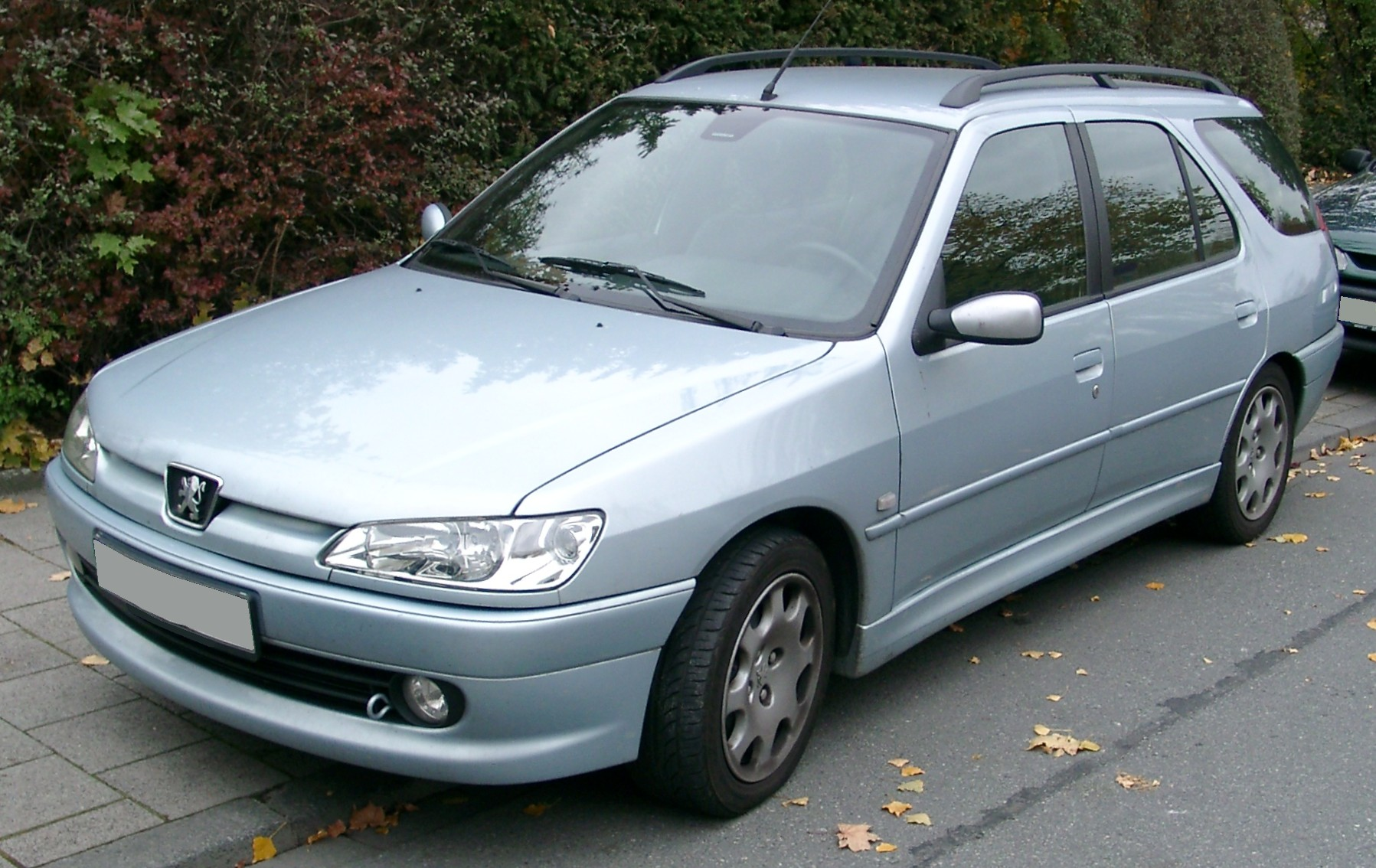
Break

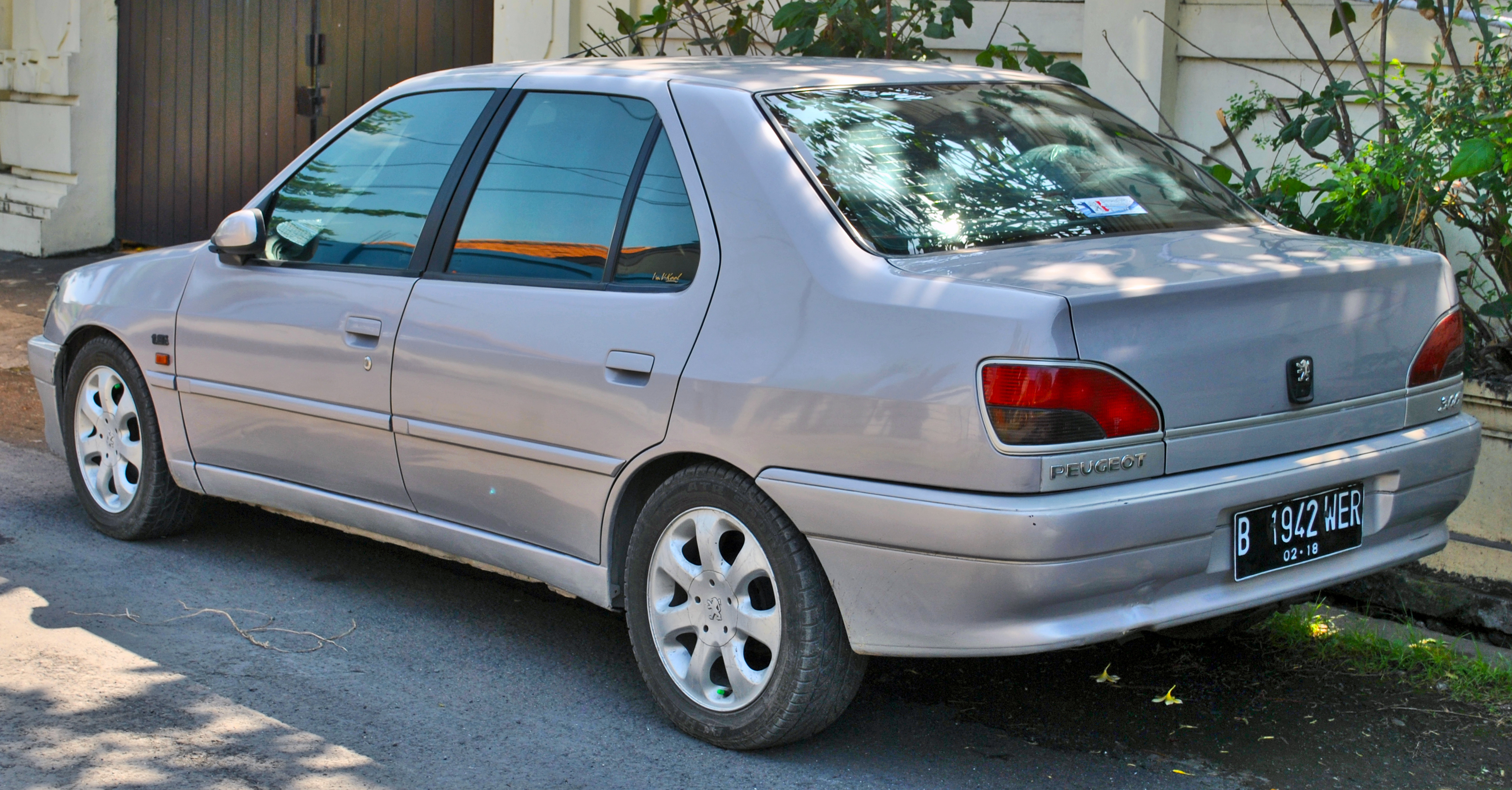
Sedan

Los modelos de mediados de 2000 vieron mejoras adicionales y modificaciones exteriores, incluyendo ópticas delanteras transparentes, faros antiniebla delanteros transparentes y redondos, moldura exterior en el color de la carrocería, la eliminación de la tira de plástico negro en el borde inferior del portón trasero, vidrio del parabrisas trasero sellado a ras del portón, portón trasero rediseñado, diferente limpiaparabrisas trasero y nuevos colores de pintura.

Las mejoras interiores fueron más leves, como pomo de cambio redondeado y acabado en plateado, mientras que el panel de instrumentos recibió un fondo plateado y agujas blancas en el cuadro de instrumentos en lugar de las versiones anteriores de color rojo.

Los modelos XSi, XT y D-Turbo recibieron el bodykit y estilo interior adiciones del GTi-6. En las variantes diésel, el antiguo motor XUD fue sustituido por el más moderno HDi, que contaba con inyección common rail. Algunos modelos básicos, de hecho usaron el motor diésel DW8 normalmente aspirado. Casi todos los modelos incluyen ABS y múltiples airbags de serie. Limpiaparabrisas automáticos sensibles a la lluvia también equiparon las versiones tope de gama.

### Motorizaciones
| Periodo                        | 2000                  | 2000                                              | 2000                  | 2000                                              | 2000                   | 2000      |           |           |           |           |
| Identificación del motor       | TU3 JP (KFW)          | TU5 JP (NFT)                                      | XU7 JP4 (LFY)         | XU10 J4R (RFV)                                    | XU10 J4RS/Z/L3 (RFS)   |           |           |           |           |           |
| Tipo de motor                  | L4 8v                 | L4 8v                                             | L4 16v                | L4 16v                                            | L4 16v                 |           |           |           |           |           |
| Diámetro x carrera             | 75.0 mm × 77.0 mm     | 78.5 mm × 82.0 mm                                 | 83.0 mm × 81.4 mm     | 86.0 mm × 86.0 mm                                 | 86.0 mm × 86.0 mm      |           |           |           |           |           |
| Cilindrada                     | 1360 cm³              | 1587 cm³                                          | 1761 cm³              | 1998 cm³                                          | 1998 cm³               |           |           |           |           |           |
| Relación de compresión         | 10.2: 1               | 9.6: 1                                            | 10.4: 1               | 10.4: 1                                           | 10.8: 1                |           |           |           |           |           |
| Potencia máxima: CV (kW) @ rpm | 75 CV (55 kW) @ 5500  | 99 CV (73 kW) @ 5750                              | 110 CV (81 kW) @ 5500 | 132 CV (97 kW) @ 5500                             | 163 CV (120 kW) @ 6500 |           |           |           |           |           |
| Par máximo: Nm @ rpm           | 120 Nm @ 3400         | 138 Nm @ 3250                                     | 155 Nm @ 4250         | 180 Nm @ 4200                                     | 193 Nm @ 5500          |           |           |           |           |           |
| Tracción                       | Delantera             | Delantera                                         | Delantera             | Delantera                                         | Delantera              | Delantera | Delantera | Delantera | Delantera | Delantera |
| Transmisión                    | Manual, 5 velocidades | Manual, 5 velocidades / Automática, 4 velocidades | Manual, 5 velocidades | Manual, 5 velocidades / Automática, 4 velocidades | Manual, 6 velocidades  |           |           |           |           |           |
| Aceleración (0-100 km/h)       | 14.7 s                | 12.9 s                                            | 11.2 s                | 10.4 s                                            | 8.8 s                  |           |           |           |           |           |
| Velocidad máxima               | 170 km/h              | 188 km/h                                          | 192 km/h              | 201 km/h                                          | 220 km/h               |           |           |           |           |           |
| Consumo combinado (L/100 km/h) | 6.6                   | 6.9                                               | 8.1                   | 9.1                                               | 9.4                    |           |           |           |           |           |

| Periodo                        | 2000                  | 2000-2001             | 2000                                         |                       |                       |
| Identificación del motor       | DW8 (WJZ)             | DW8 (WJY)             | DW10 TD (RHY)                                |                       |                       |
| Tipo de motor                  | L4 8v                 | L4 8v                 | L4 8v, inyección directa, common-rail, turbo |                       |                       |
| Diámetro x carrera             | 82.2 mm × 88.0 mm     | 82.2 mm × 88.0 mm     | 85,0 mm × 88,0 mm                            |                       |                       |
| Cilindrada                     | 1868 cm³              | 1868 cm³              | 1997 cm³                                     |                       |                       |
| Relación de compresión         | 23.0: 1               | 23.0: 1               | 18.0: 1                                      |                       |                       |
| Potencia máxima: CV (kW) @ rpm | 69 CV (51 kW) @ 4600  | 69 CV (51 kW) @ 4600  | 90 CV (66 kW) @ 4000                         |                       |                       |
| Par máximo: Nm @ rpm           | 125 Nm @ 2500         | 125 Nm @ 2500         | 205 Nm @ 1900                                |                       |                       |
| Tracción                       | Delantera             | Delantera             | Delantera                                    | Delantera             | Delantera             |
| Transmisión                    | Manual, 5 velocidades | Manual, 5 velocidades | Manual, 5 velocidades                        | Manual, 5 velocidades | Manual, 5 velocidades |
| Aceleración 0–100 km/h         | 16.9 s                | 16.9 s                | 12.8 s                                       |                       |                       |
| Velocidad máxima               | 161 km/h              | 161 km/h              | 180 km/h                                     |                       |                       |
| Consumo combinado (L/100 km/h) | 6.2                   | 6.3                   | 5.3                                          |                       |                       |

## Fin de la producción
A pesar de los esfuerzos de Peugeot, el coche obtuvo malos resultados en diversas encuestas de propietarios y satisfacción del cliente de la época, como la encuesta anual de JD Power, realizada en colaboración con el programa de televisión Top Gear de la BBC. No obstante, el coche figuró entre los 10 coches más vendidos en Gran Bretaña entre 1994 y 1998, quedando por muy poco entre los 10 primeros durante sus últimos tres años de venta. Las ventas en Francia y la mayor parte del resto de Europa también fueron sólidas.[cita requerida]
En Australia, a principios de 2001 se introdujo un modelo con escape.  Basado en el modelo N5 XT de 5 puertas, se llamó 306 Rallye. Al igual que con otras variantes del XT, tenía el mismo motor de 99 kW/132 CV y caja de cambios de 5 velocidades que los últimos modelos XSI, pero diferente suspensión (menos deportiva) y acabado interior. También estaba disponible en automático. Reemplazó al modelo XT en la línea y tenía un descuento de 2000 dólares australianos. Este modelo era diferente del 306 Rallye vendido en el Reino Unido en 1998-99, que era un automóvil de 3 puertas basado en el 306 GTI-6.
El 306 compacto se discontinuó en 2001 para dar paso a su sustituto, el Peugeot 307. Las versiones cabriolet y familiar permanecieron a la venta hasta 2002. El sedán, de escasas ventas, se retiró del mercado británico en 1999, pero siguió disponible en el resto de Europa hasta 2002.

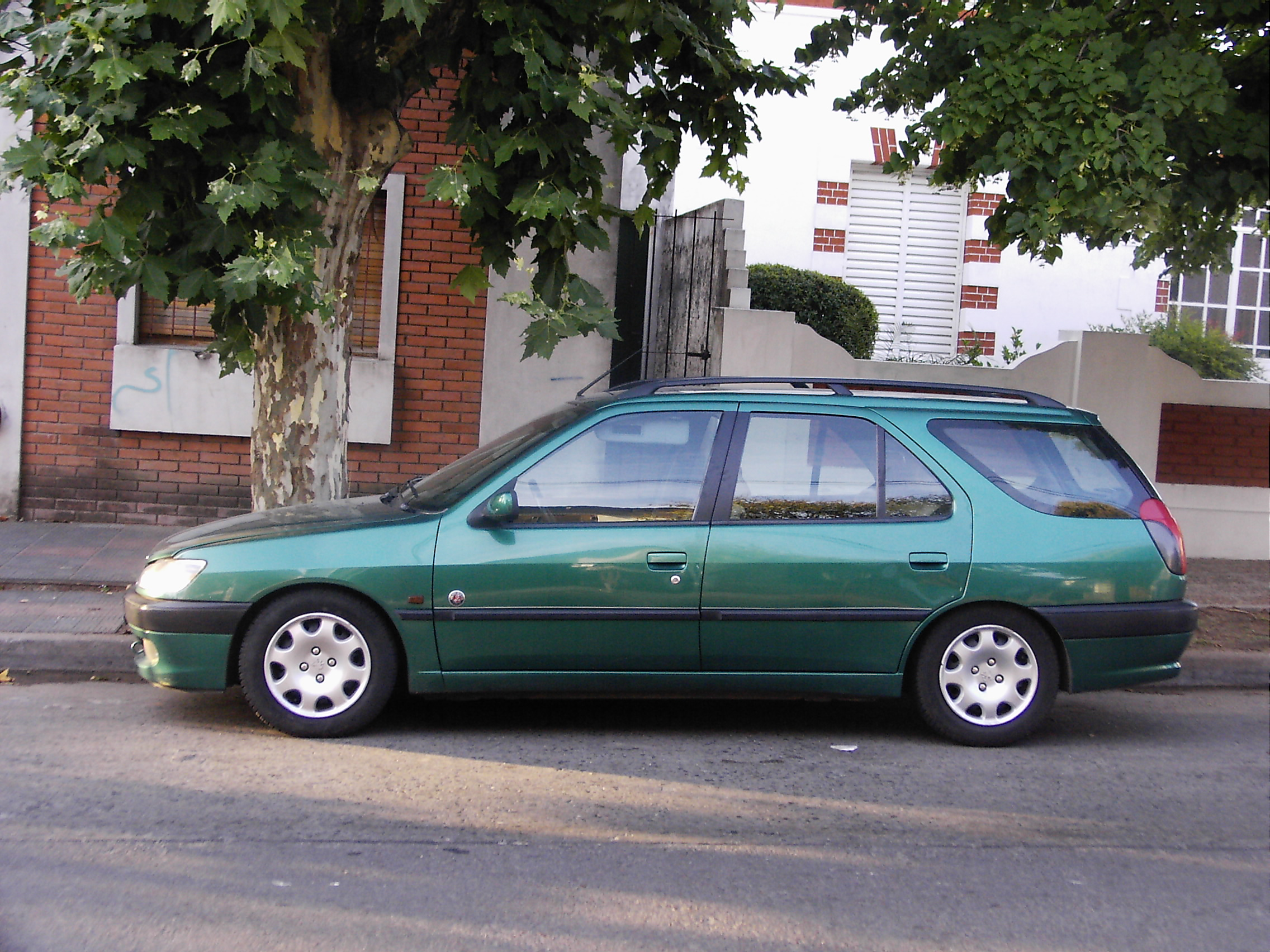
Peugeot 306 familiar
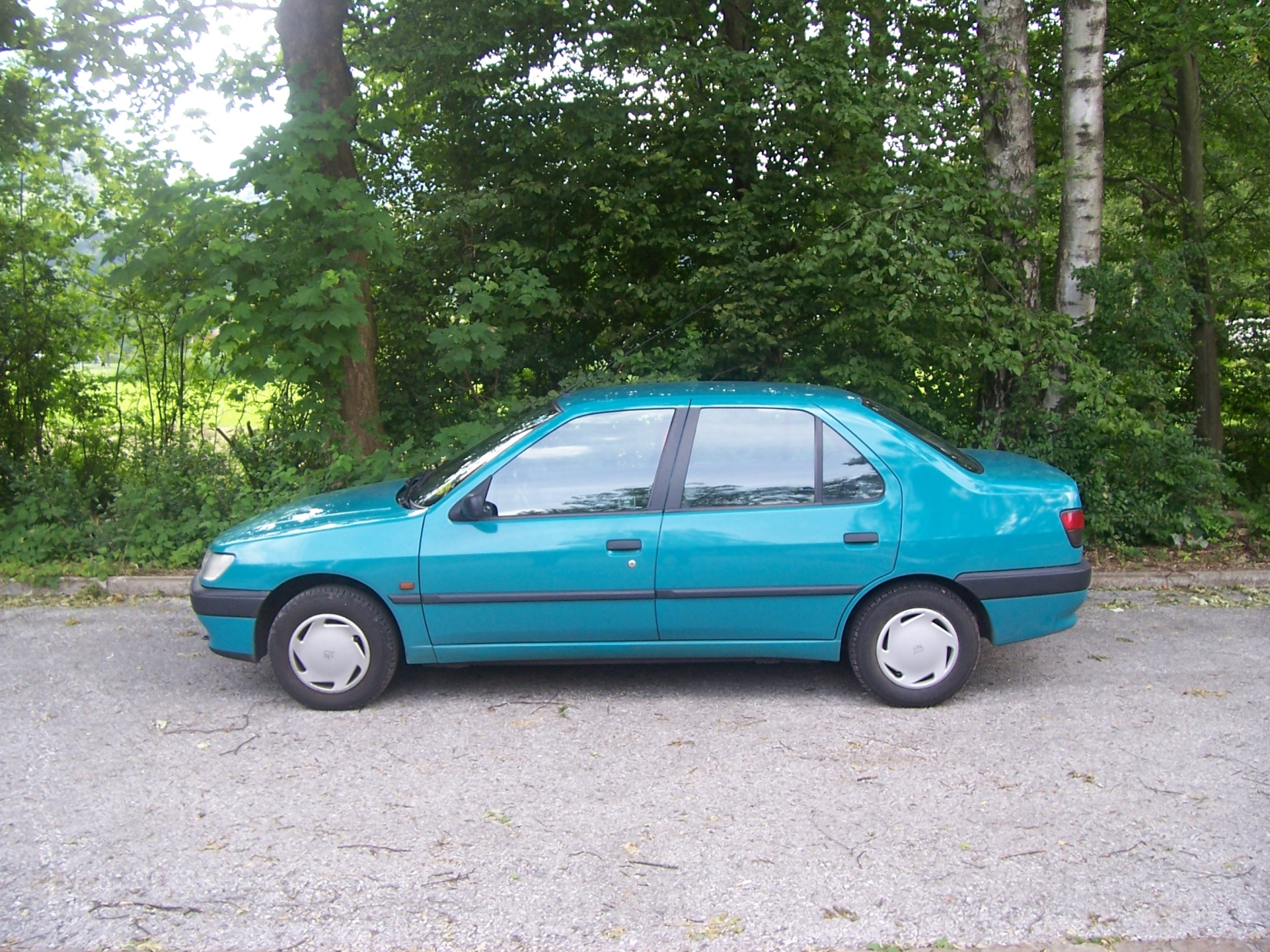
Peugeot 306 sedán
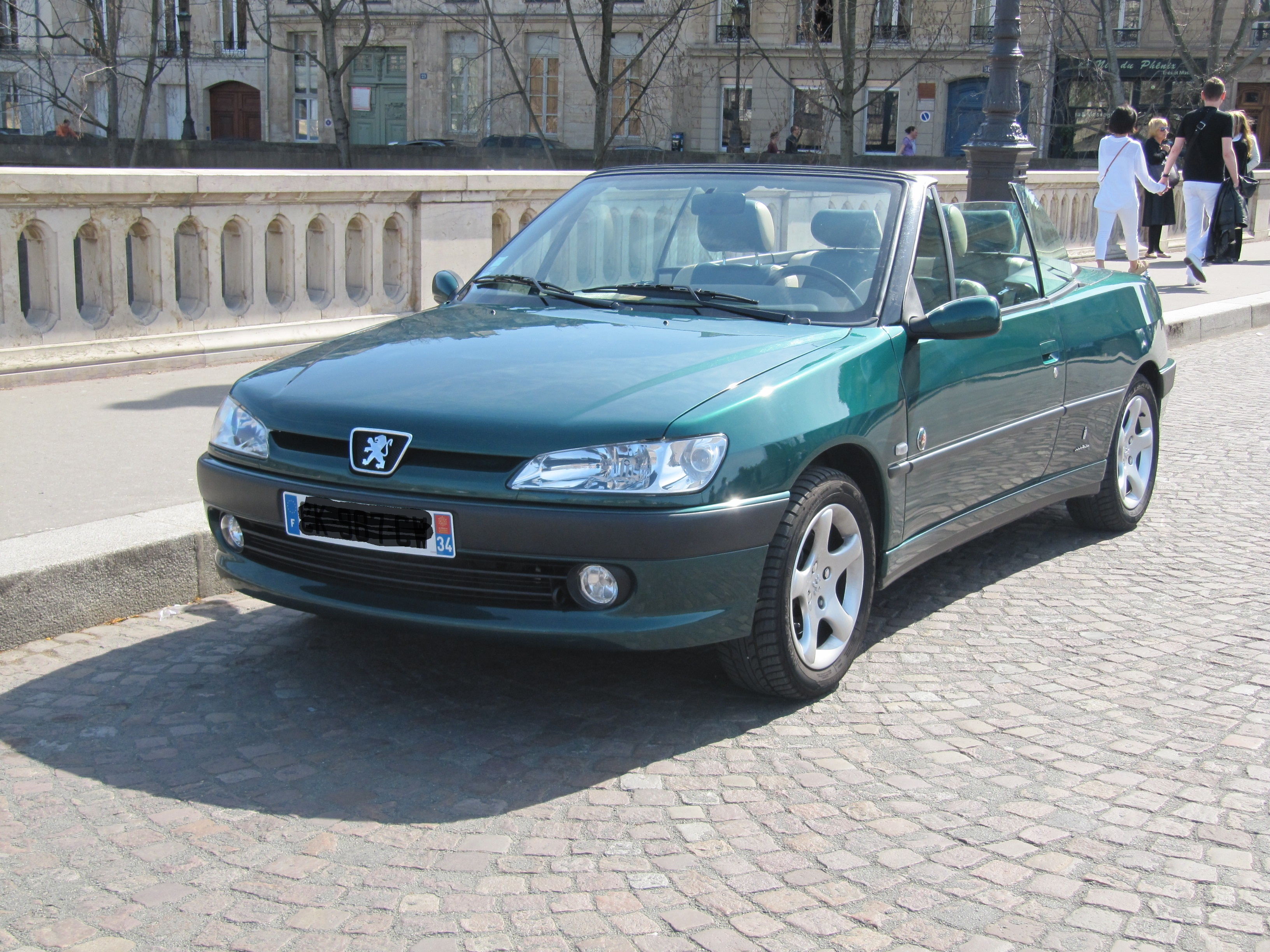

## Seguridad
En 1999, EuroNCAP probó el 306, y solo anotó 5 puntos para la protección. Esta fue una actuación competitivo como el Ford Escort 1999 solo se consigue de dos estrellas, pero la reciente introducción 1999 Ford Focus y 1999 Vauxhall / Opel Astra anotó cuatro estrellas.   
En las clasificaciones de seguridad de automóviles usados australianos de 2006, el Peugeot 306 fabricado entre 1994 y 2001 fue calificado como "significativamente mejor que la media" en su capacidad para proteger a sus ocupantes en caso de un accidente. Este fue uno de los más altos resultados obtenidos en las votaciones 2006. 
Australianos utilizaron calificaciones de seguridad de coches (USCR) dieron el Peugeot 306 una categoría de 5 estrellas (de 5 estrellas) para el conductor y seguridad de los ocupantes, y una calificación de "excelente" para otros usuarios de la carretera en caso de accidente. USCRS se basan en las estadísticas recopiladas en los accidentes automovilísticos que involucran la muerte o lesiones graves en Australia y Nueva Zelanda entre 1990 y 2013. Más de siete millones de policía informó de accidentes se analizaron en la última UCSR. Las calificaciones reflejan la relativa seguridad de los vehículos en la prevención de lesiones graves. los tipos de protección del conductor indican relativa seguridad de los vehículos en la prevención de lesiones graves a sus propios controladores, mientras que la protección de otras valoraciones de los usuarios de carreteras indican qué tan bien el vehículo protege a otros usuarios de las vías con las que entran en colisión.

## Versiones
Los niveles del equipamiento eran XN, XL, XR, XT y XS; XN siendo el más básico, y XT el más equipado.

El XT estaba disponible solo en el 5 puertas y los XR, XN y XL disponible en 5 y 3 puertas. El D-Turbo y XSi estaban disponibles tanto en 3 y 5 puertas, el XS y S16 solo estaban disponibles en 3 puertas.

Ya no había denominaciones X y G ("X" indicaba 3 puertas, "G" indicaba 5 puertas).

Un modelo diésel podría identificarse con la adición de d después del nivel de equipamiento, y un turbodiésel con la adición de dt.

También hubo varias ediciones especiales:

### Ediciones Especiales
| País | Denominación  | Motor    | Año       | Observaciones                                                                  |
| ---- | ------------- | -------- | --------- | ------------------------------------------------------------------------------ |
|      | Alpine        |          | 1994      | 3 puertas                                                                      |
|      | Roland Garros | XU10J2CZ | 1998 1999 | 3 puertas Color verde Tapicería específicos del modelo (Mixta de cuero y tela) |

### Sedan

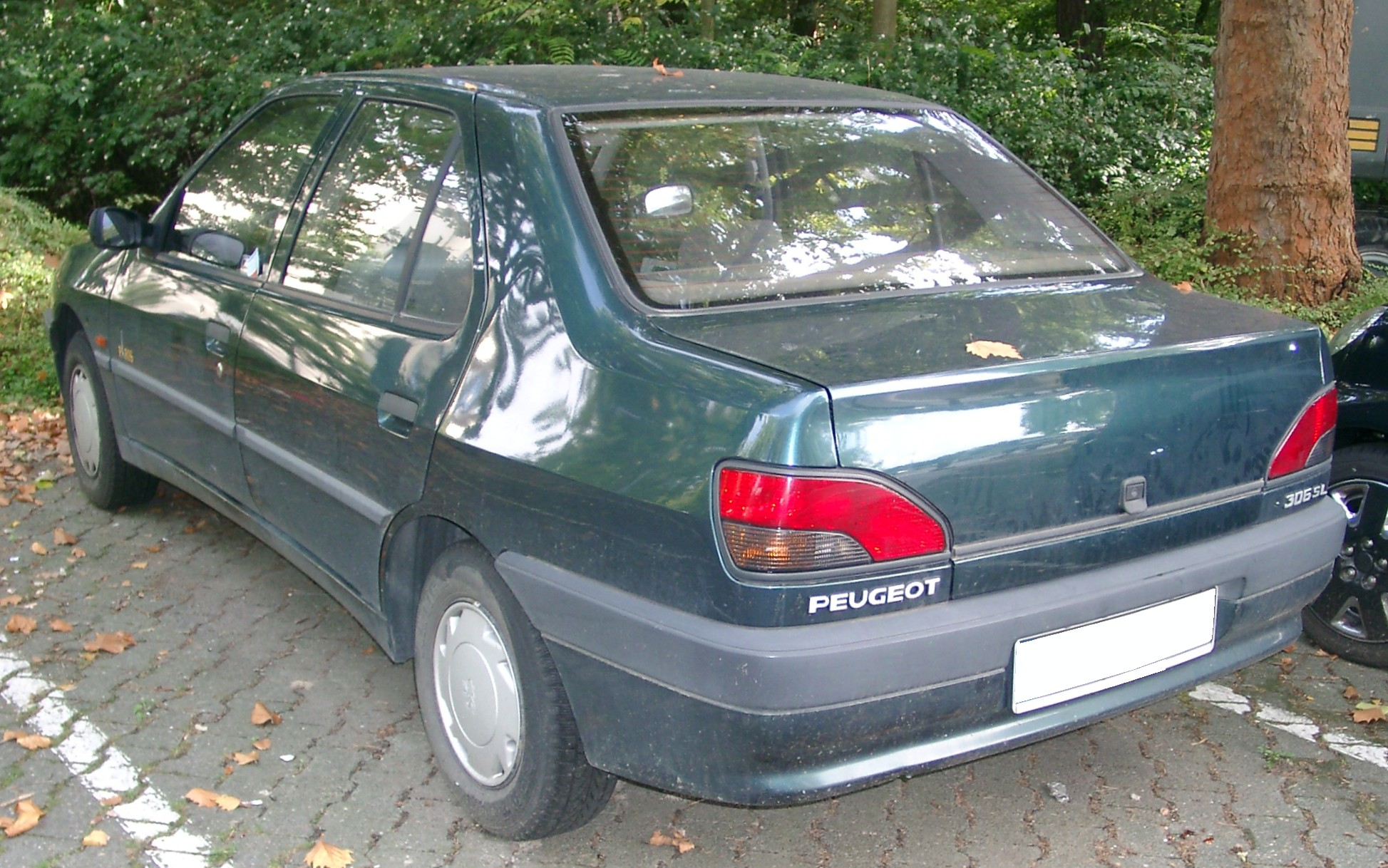
Peugeot 306 Sedan

El sedán fue denominado como SN, SL, SR, y ST. El modelo sedán, para muchos usuarios esta variante era la alternativa a la dominación del mercado por los hatchbacks y fue aclamado en su momento por Jeremy Clarkson, entre otros.
El modelo sedán fue catalogado por la revista británica de automovilismo What Car? como un "hermano pequeño" para el Peugeot 405, pero es cuestionable; el 306 tenía un diseño de suspensión más sofisticada, y se dice que la calidad de construcción era mejor.
Este modelo estuvo a la venta hasta el año 2002 en los mercados europeos, pero se suspendió para el año 1999 en el mercado del Reino Unido.
Los diferentes acabados disponibles son: XA (biplaza), XR, XT, ST (sólo berlina), XS (acabado deportivo), XSI, S16, luego Equinoxe, Symbio, Cashmere (desde el restyling de abril de 1997), antes de volver a los XR, XT, XT Pack de 1999 a 2002. También hay interiores “Roland Garros” (tonos verdes), Eden Park (cuero beige con reposacabezas en forma de balón de rugby) y numerosas series especiales con complejas variaciones de equipamiento.

Estas dos series limitadas, aunque de alta gama en cuanto a equipamiento, contaban con un motor 1.9 L TD con llantas de aluminio y alfombrillas de serie, con la marca del patrocinador del vehículo. Los escudos de Roland Garros y Eden Park aparecen junto al logotipo trasero del 306 en el portón trasero y el coupé, y en los laterales delanteros, solo en los modelos Eden Park familiar y hatchback. Equipados con aire acondicionado manual y sensores de lluvia, estos fueron los últimos 306 turbodiésel producidos en Europa alrededor de 1999, antes de la llegada del 306 familiar y hatchback con motores HDi.

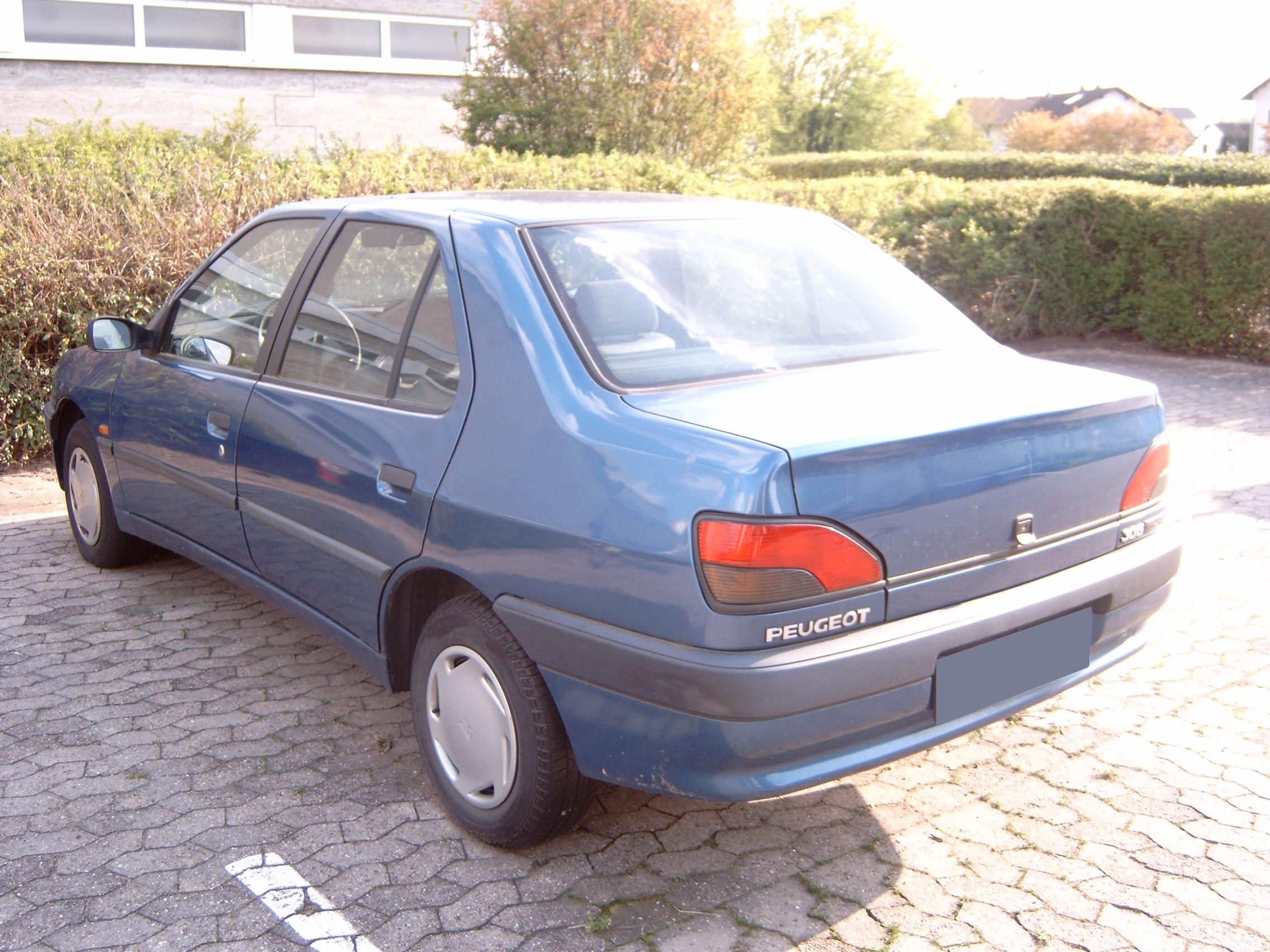
Peugeot 306 sedan fase 1
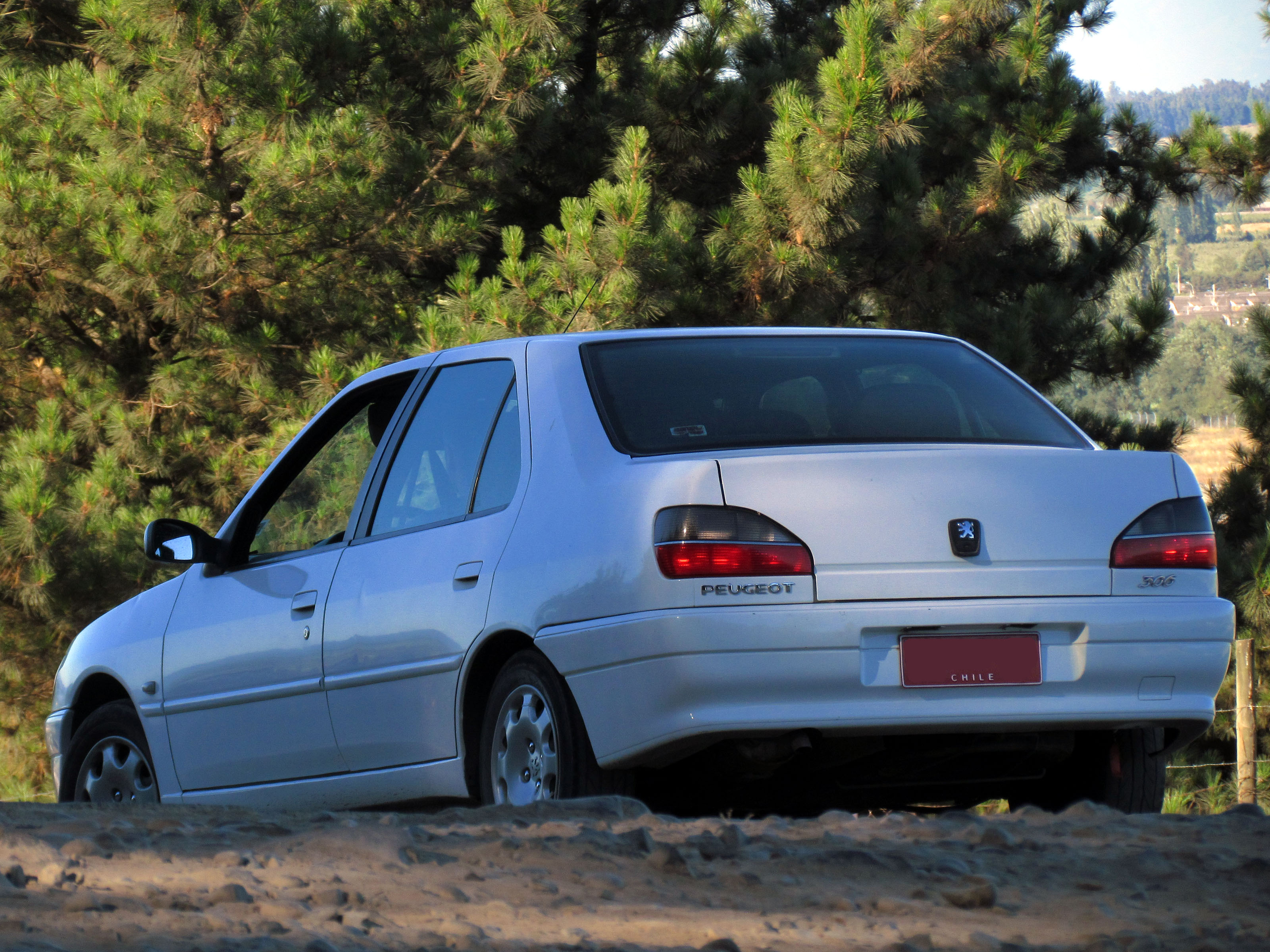
Peugeot 306 sedan fase 2/3

### Cabriolet
El Peugeot 306 Cabriolet se presentó en el Salón del Automóvil de Fráncfort en otoño de 1993 y se comercializó entre marzo de 1994 y 2002. Su diseño se debe al famoso carrocero italiano Pininfarina, más concretamente al diseñador Pietro Camardella, quien diseñó varios Ferrari, incluido el famoso Ferrari F40. Su misión resultó ser innovadora: de hecho, la berlina de 4 puertas habría dado lugar a un descapotable demasiado largo, y la versión de 3 puertas habría dado lugar a un modelo demasiado corto. Por lo tanto, la distancia entre ejes se alarga 4 cm en comparación con la versión de 5 puertas, lo que resulta en una longitud total de 4,18 m.
Un descapotable tradicional con techo de lona blanda, equipado con un maletero separado con capota de lona y, por lo tanto, un maletero con un volumen fijo y relativamente grande para un vehículo de este tipo, es el último producido por Peugeot, que luego evolucionará hacia las fórmulas descapotables Coupé.
La gran mayoría de los modelos se ensamblaron en las fábricas de Pininfarina en Cambiano, un suburbio de Turín.
El 306 convertible ganó el título de convertible más bello del año en 1994 y el premio al convertible del año en el Salón del Automóvil de Ginebra de 1998.
El 31 de agosto de 1998 se ensambló en Turín la unidad número 50.000.. 
Opciones disponibles:
- Capota rígida (12.000 francos franceses), que aumenta la comodidad del 306 descapotable en invierno.
- Capota eléctrica de lona,
- ABS,
- Aire acondicionado,
- Llantas de aleación (de serie en el Roland Garros),
- Tapizado de cuero,
- Capota de lona azul, roja o verde en las versiones rediseñadas (opcional).

Ciertas opciones se incluían de serie en los motores de 2 litros.
El modelo fase 3 incluía ABS de serie.
Por fuera de Francia, se ofrecían versiones especiales como la Platinum (Alemania) o la Swiss (Suiza), equipadas con asientos de cuero calefactables y lavafaros de serie. El aire acondicionado también era de serie.
Estas versiones solo estaban disponibles con el motor 2.0 16V de 135 CV; sin embargo, algunos ejemplares excepcionales estaban disponibles con el 1.8 16V.

#### Motorizaciones
El 306 convertible estaba disponible con tres cilindradas principales: 1.8 litros y 2 litros (8 válvulas en la fase 1 y 16 en las fases 2 y 3), y un 1.6 litros de 8 válvulas (solo en las fases 2 y 3).
- El motor de 1.6 litros (8 válvulas) en la fase 2 desarrollaba 90 CV y, posteriormente, 100 CV en la fase 3. Ambos se distinguen por la sonda lambda, ubicada de forma diferente en el colector de escape, y por el catalizador, ubicado bajo la carrocería en la fase 2 y a la salida del colector en la fase 3.
- El motor de 1.8 litros de 8 válvulas (fase 1) desarrollaba 103 CV, y la versión de 16 válvulas (fases 2 y 3) 112 CV (nota: el motor de 1.8 litros con transmisión automática solo estaba disponible con 8 válvulas).
- El motor de 2 litros y 8 válvulas (etapa 1) desarrolla 123 CV y el motor de 2 litros y 16 válvulas (etapas 2 y 3) desarrolla 135 CV.

#### Fases
El 306 convertible estuvo disponible en tres "Fases".
La Fase 1 se vendió de 1993 a 1997. Se caracterizaba principalmente por un frontal más bien cuadrado y faros antiniebla rectangulares (cuando estaban instalados). El botón de apertura del maletero es rectangular y carece del logotipo de Peugeot.
La Fase 2 (2.1) se vendió de 1997 a junio de 2000. Adoptó la forma más redondeada del 306, y los faros antiniebla (cuando estaban instalados) son redondos y tienen cristales acanalados. El logotipo de Peugeot aparece en el botón de apertura del maletero, y los faros delanteros y los intermitentes forman una sola unidad (separados en los modelos de la Fase 1).
La Fase 3, también conocida como Fase 2.2, se comercializó desde junio de 2000 hasta su cese en 2002. Este último rediseño tomó el relevo del sedán y adoptó el frontal del S16 2.1 (con faros y faros antiniebla de cristal liso, etc.), además de ofrecer mayor comodidad y un acabado mejorado. Las molduras y molduras del parachoques en negro mate se conservaron, pero se refinaron, ampliando la atractiva línea. Todos los modelos incluían 4 airbags de serie (2 frontales y 2 laterales en los asientos).
Exterior:
- Molduras finas en las puertas;
- Faros delanteros y antiniebla de cristal liso (acanalados en la Fase 2);
- Carcasas y manijas de los retrovisores del color de la carrocería (solo disponibles en las versiones 2.0L de la Fase 2);
- El divisor S16 bajo el parachoques delantero desaparece en la Fase 3;
- El capó de la Fase 3 es ligeramente más curvo.

Interior:
- Panel de instrumentos y consola central en gris (negro en las Etapas 1 y 2; imitación nogal en el 2.0L);
- León cromado en el volante (negro en la Etapa 2);
- Pomo de la palanca de cambios de aluminio;
- La versión de terciopelo del interior de la Etapa 2 se sustituye por una tela negra con estampados, y los respaldos delanteros incorporan un airbag lateral.
- La apertura remota se realiza mediante un sistema de alta frecuencia en lugar de infrarrojos.

Su producción se detuvo en julio de 2002, convirtiéndose en la última carrocería 306 en salir de las líneas de montaje, después de que la berlina fuera descontinuada en mayo del mismo año.

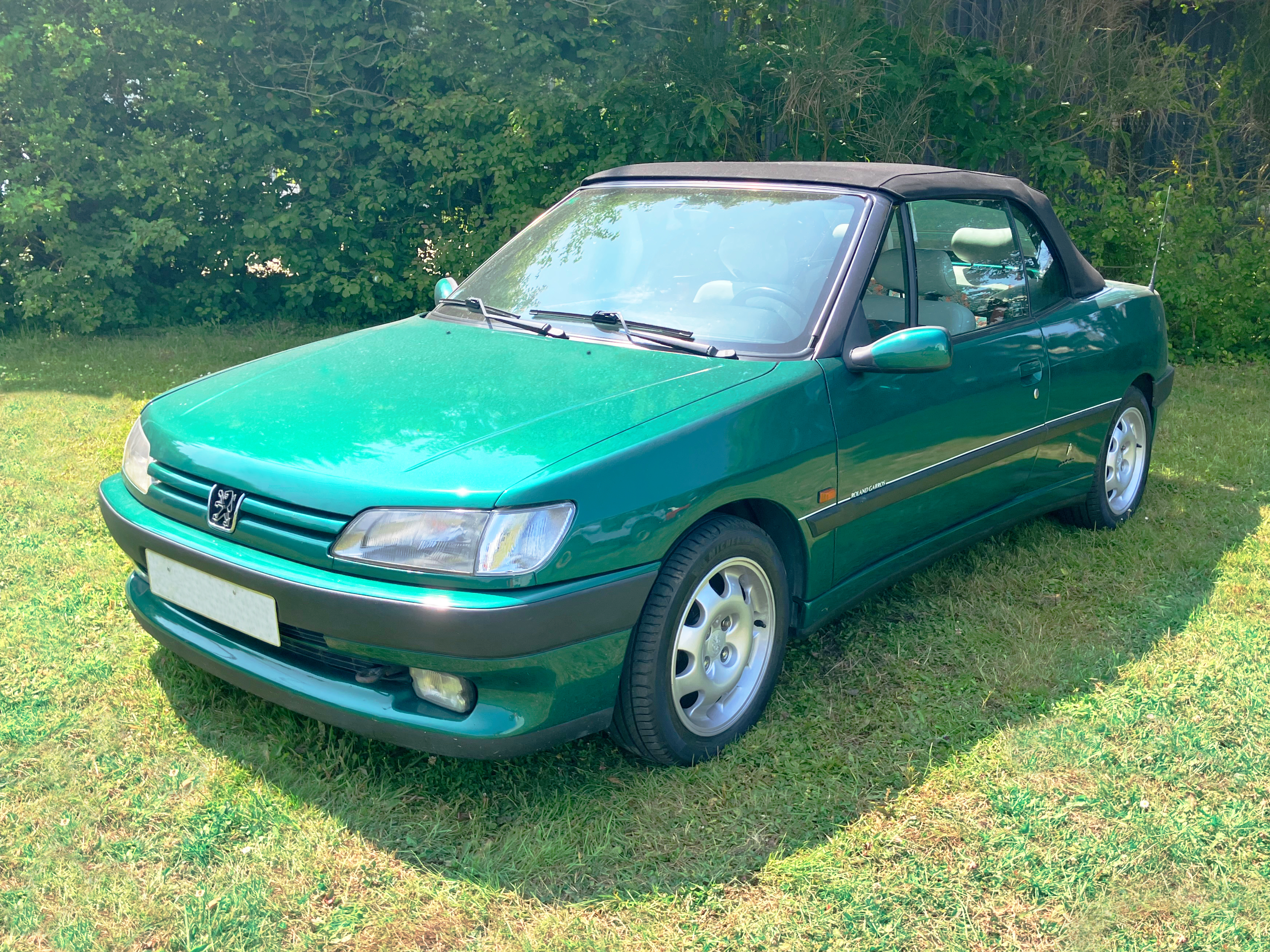
306 cabriolet fase 1
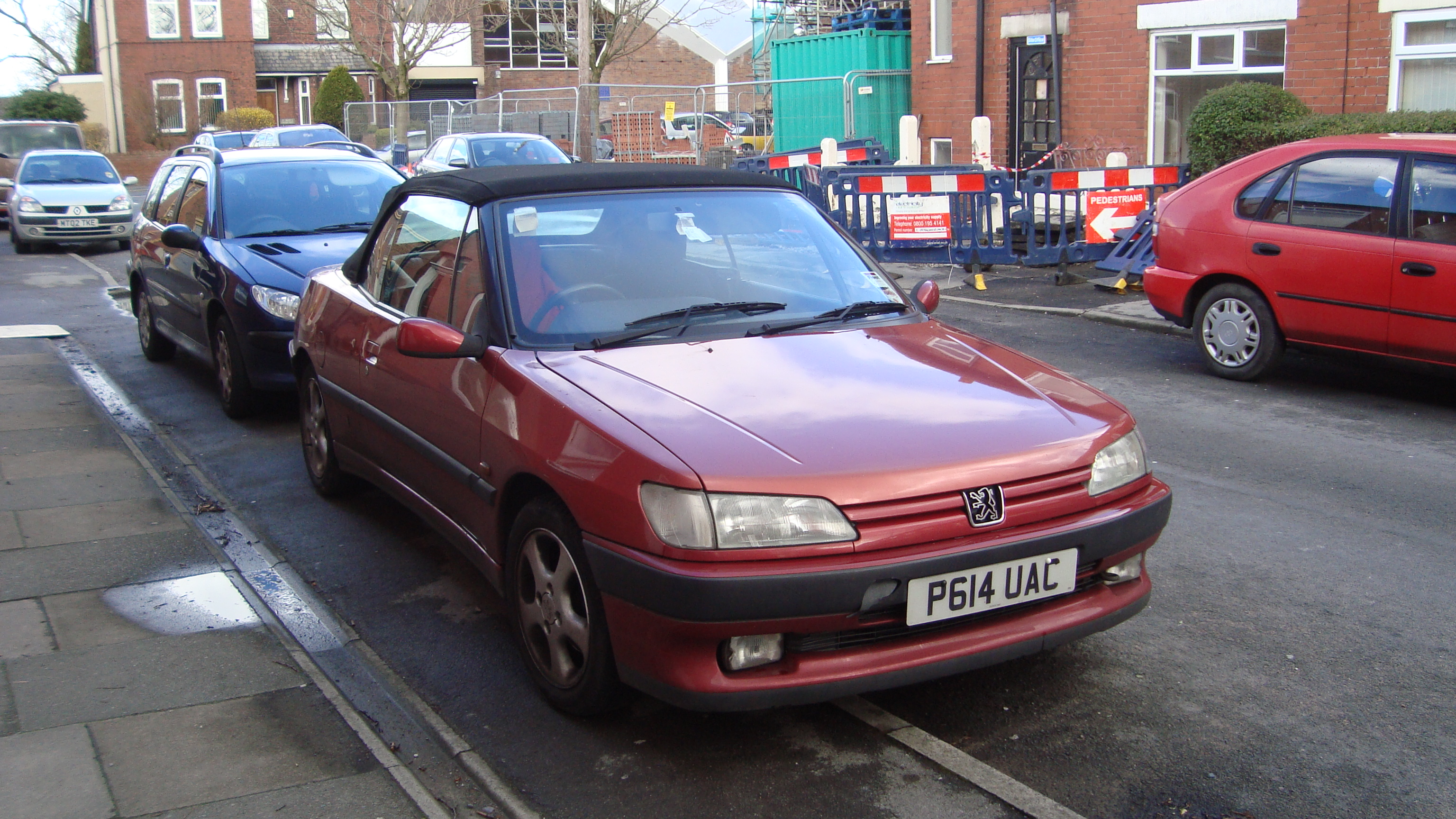
306 Cabriolet fase 1
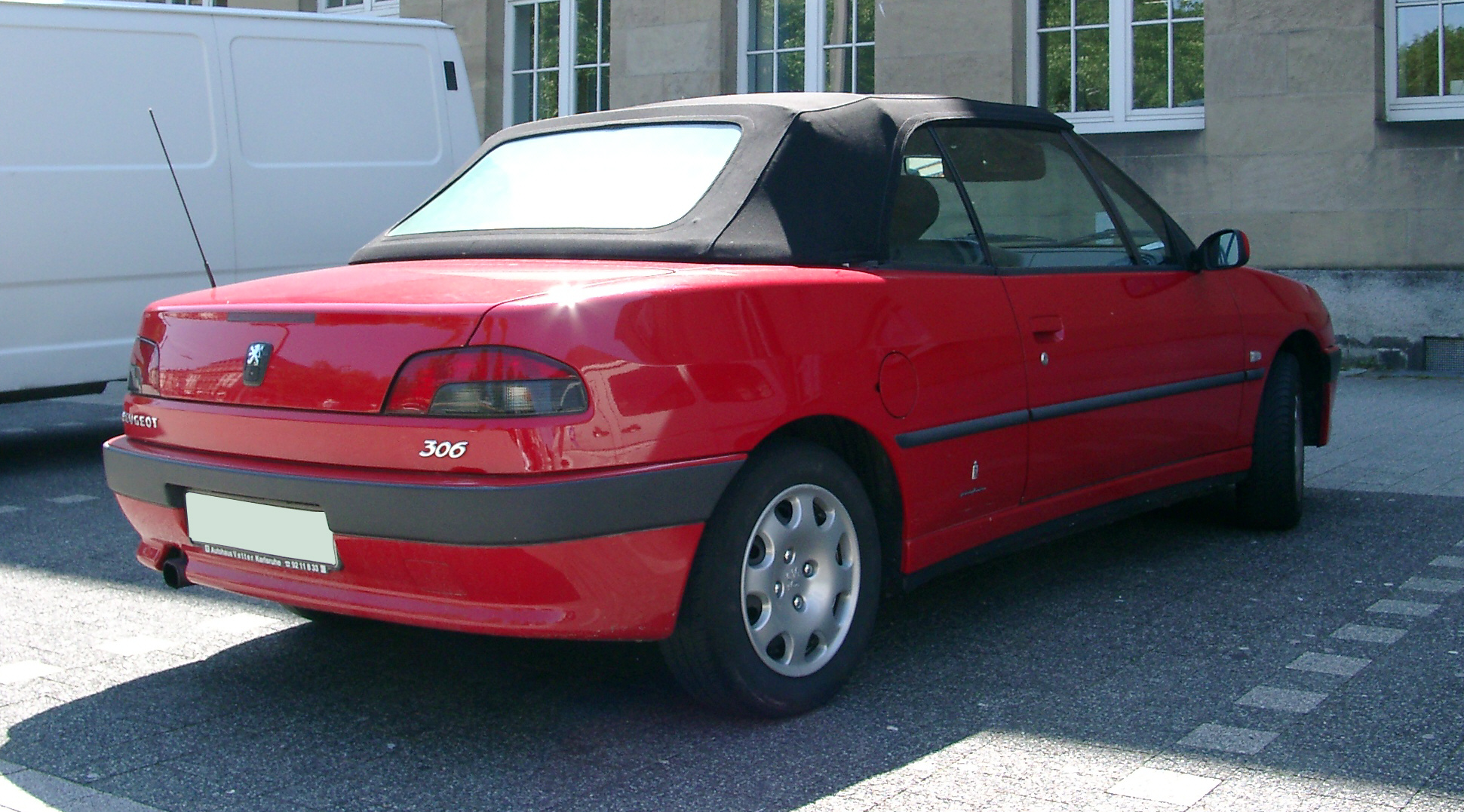
306 Cabriolet fase 2
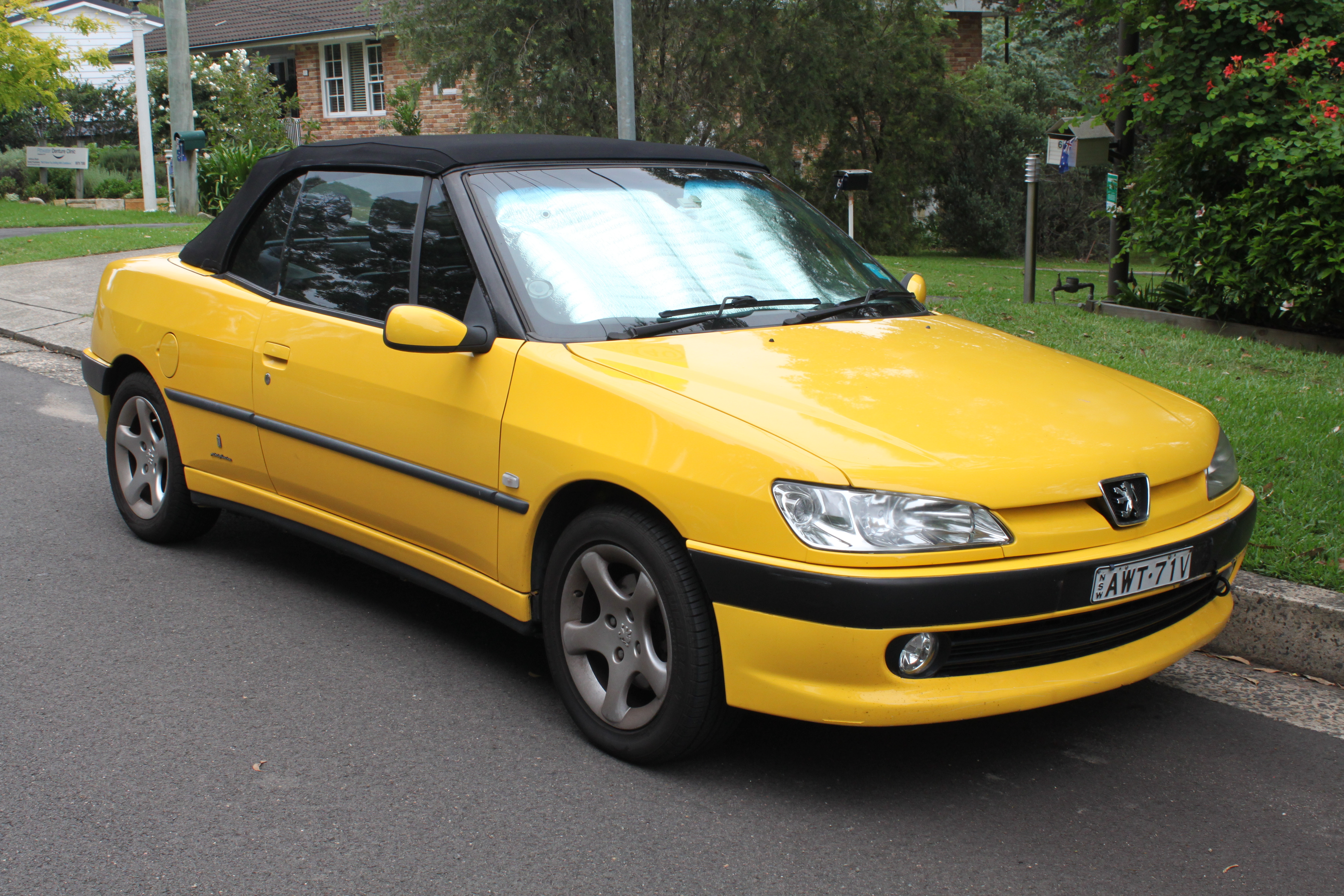
306 Cabriolet fase 3 (en Australia)
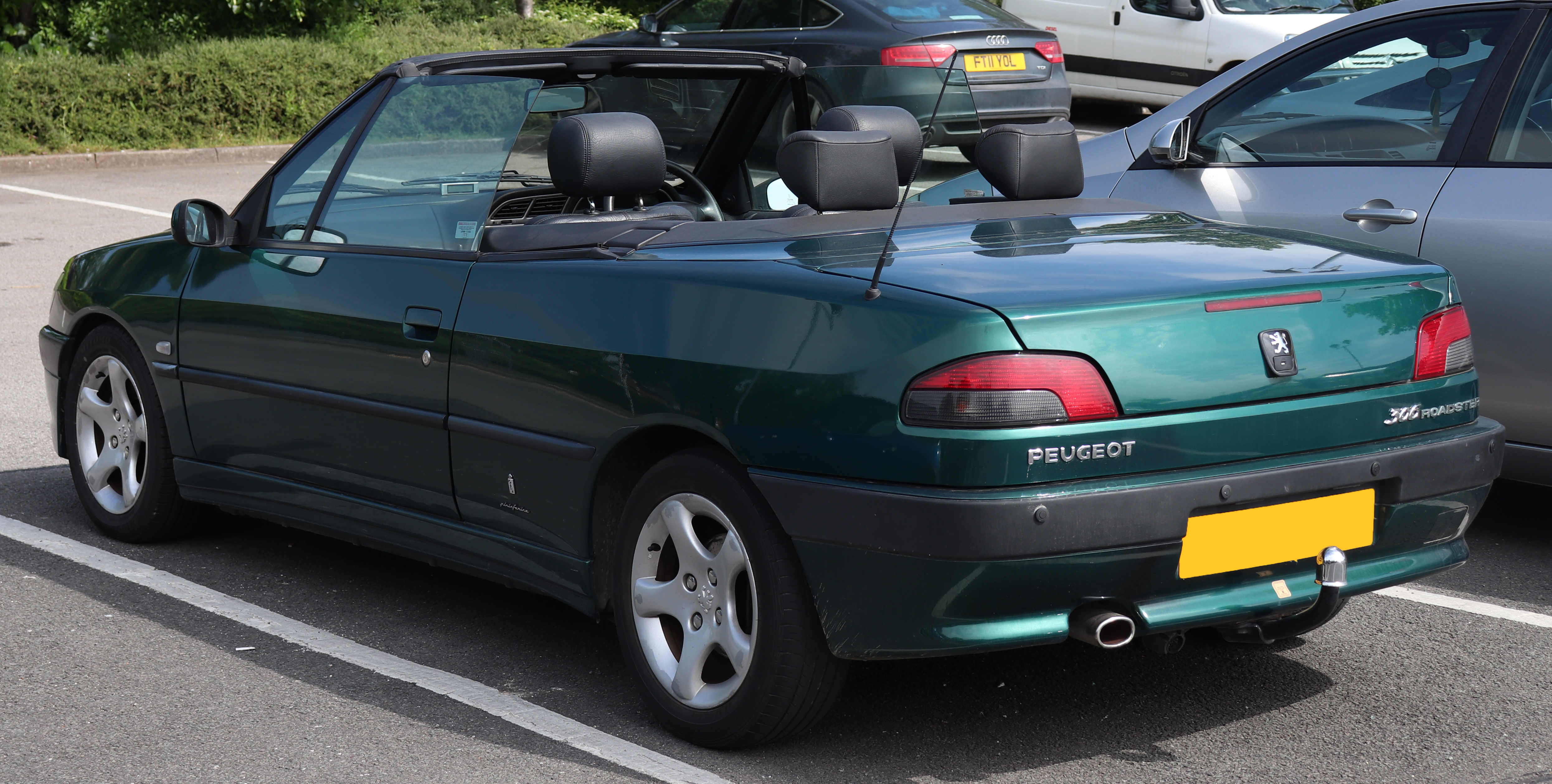
306 Cabriolet fase 3

Dentro del descapotable realizado por Pininfarina hay unas serie ediciones.
- Peugeot 306 cabriolet 16V (soupapes) de 1998 con su característico facelift de la fase II llevando el mejor motor de la serie 306, el ya nombrado XU7JP4 y reconocido por llevar la insignia “16V” en su maletero
- Peugeot 306 Roland Garros, edición limitada de 1997, se característica por el interior en tapicería clara, cuenta con 2 capotas la de lona eléctrica de serie y la adicional rígida de color carrocería.

### Familiar
El 306 Break fue presentado durante el restyling de la gama en abril de 1997. Fabricado exclusivamente en la planta de PSA en Madrid, este familiar fue diseñado sobre la base de la versión de 5 puertas.
Algunos ejemplares del kit CKD, también fueron ensamblados en Uruguay por la empresa local Oferol.
En 1998, el preparador Dangel presentó un prototipo 4x4 en el Salón del Automóvil de París. Este singular modelo no sobrevivió como tal, ya que la marca lo transformó posteriormente en un simple 4x2.
En 1999 se presentó el concept car de un shooting brake de tres puertas para destacar el nuevo motor HDi.

### Alto rendimiento
Peugeot creó un "hot hatch", versión D-Turbo, que era esencialmente un modelo XS de gasolina con el motor diésel instalado. El 306 no fue la primera corriente de diésel un rendimiento asequible, con aplauso que podría decirse que ir al MkII VW Golf GTD de mediados de la década de 1980. Sin embargo, la D-306 turbo fue el primero en tener éxito comercial y vender en números significativos, y este éxito ha creado efectivamente el mercado de los vehículos diésel orientados de tal desempeño. Era un vendedor popular en todas sus diversas fases a lo largo de la vida del coche. [Cita requerida] La mayoría de los coches D-Turbo eran 3 modelos de puertas, pero hay unos pocos ejemplos de la puerta 5-D-Turbo.
Las variantes D-Turbo y XS fueron equipados de serie con luces antiniebla delanteros, paragolpes color de la carrocería con espóileres más profundas, asientos deportivos y volante diferente, y un tubo de escape cromado más amplio; llantas de aleación de 14 pulgadas eran un extra opcional. Los modelos equipados en algún lugar entre las variantes XR y XT en términos de equipamiento estándar.
El XSi 2.0 8v gasolina tenía la adición de faldones laterales sutiles. 15-pulgadas, llantas de aleación de cinco radios estaban disponibles como una opción cuando se puso en marcha el modelo, y se convirtió en estándar poco después.
El S16 (para 'soupape-16' o '16 -valve ') era una de 3 puertas Fase 1-único modelo, sustituido por el más potente GTI-6 en 1996. Los motores en ambos coches eran de 16 válvulas XU- unidades de la serie con inyección de combustible Magnetti Marelli y excelentes niveles de potencia y par motor producido por el momento. Así como obtener una relación cerrada de la caja de cambios de 6 velocidades de más de 5 velocidades del S16, el GTI-6 tenía más cortesía potencia de un motor XU10J4RS 167 CV reelaborado sustitución del S16 155 CV XU10J4 ACAV, [9] y algunas revisiones de chasis sutiles . Además de ser más potente, el motor GTI-6 tenía una entrega de potencia más flexible con más de par motor de gama media que en el S16, y la nueva caja de cambios hace que sea más fácil de usar el motor con mayor eficacia. El GTI-6 fue presentado como un modelo de la Fase 1 y debía durar hasta que la producción terminó en 2002. Recibió la Fase 2 y 3 cosmética y actualizaciones eléctricas junto con el resto de la gama, pero el motor y la especificación mecánica se mantuvo prácticamente sin cambios.
Un único modelo UK-306 fue el Rallye de 1999. Mecánicamente el coche era idéntico a un GTI-6, pero tenía una especificación mínima que elimina muchos GTI-6 características estándar, incluyendo faros antiniebla, aire acondicionado, techo solar, elevalunas eléctricos, sensor de temperatura. Solo 500 fueron producidos en 3 colores no metálicos incluyendo; 100 en negro, rojo cereza en 200 y 200 en blanco Bianca. Mientras que algunos fueron equipados con la Fase 3 puertas traseras y capós, el coche era básicamente una Fase 2 en términos de la caja de fusibles y cableado eléctrico, incluyendo el uso de la Fase 2 de bloqueo remoto. tapicería de los asientos era de tela en un patrón específico Rallye. La especificación más austero llevó hasta el coche es más ligero que un GTI-6.

### Series especiales

#### Alpine
El 306 serie Alpine se vendió para el mercado británico. Habría estado disponible en dos colores: Azul Génésis M0NW y Blanc Banquise P0WP.

#### Bahia

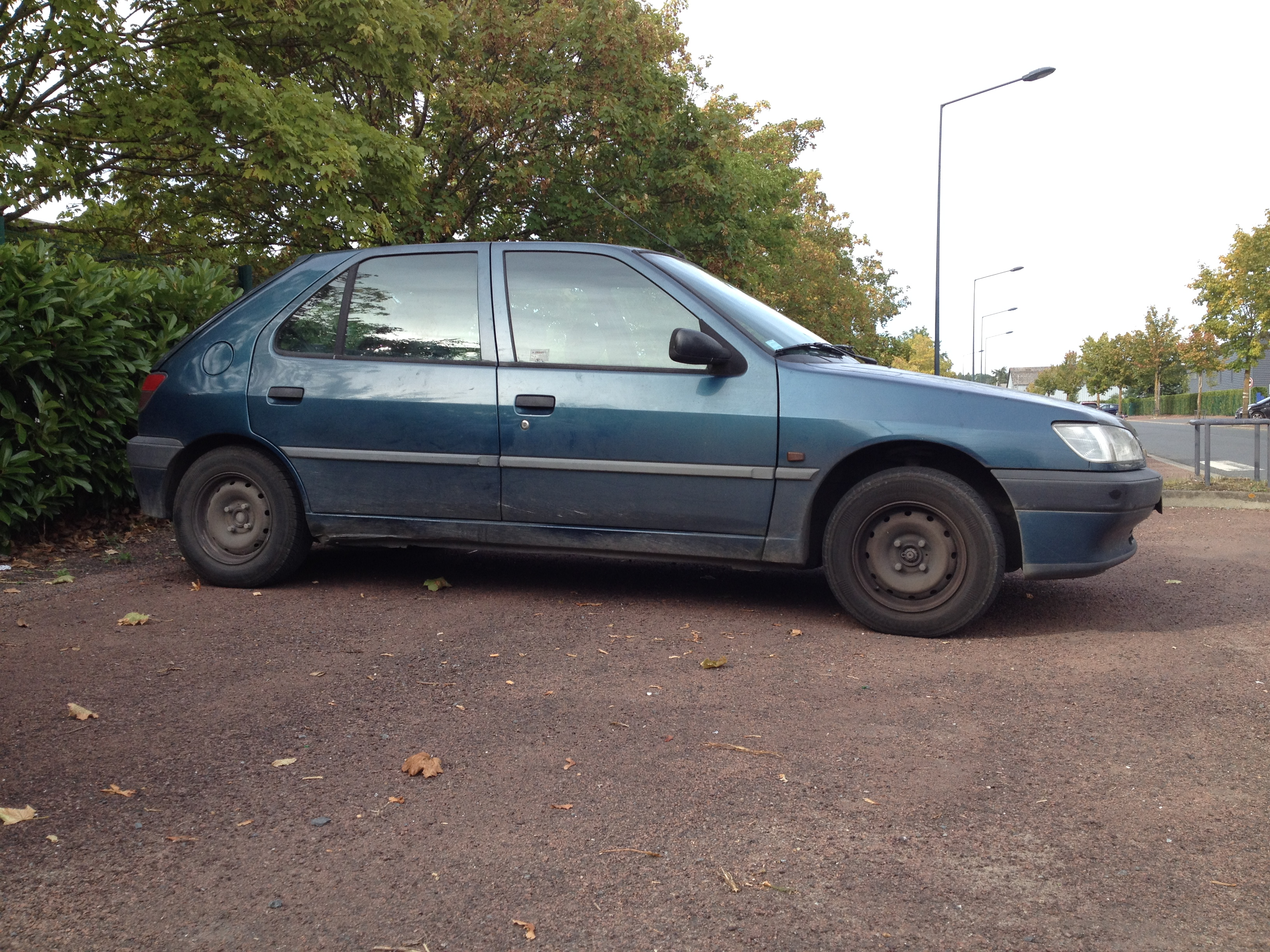
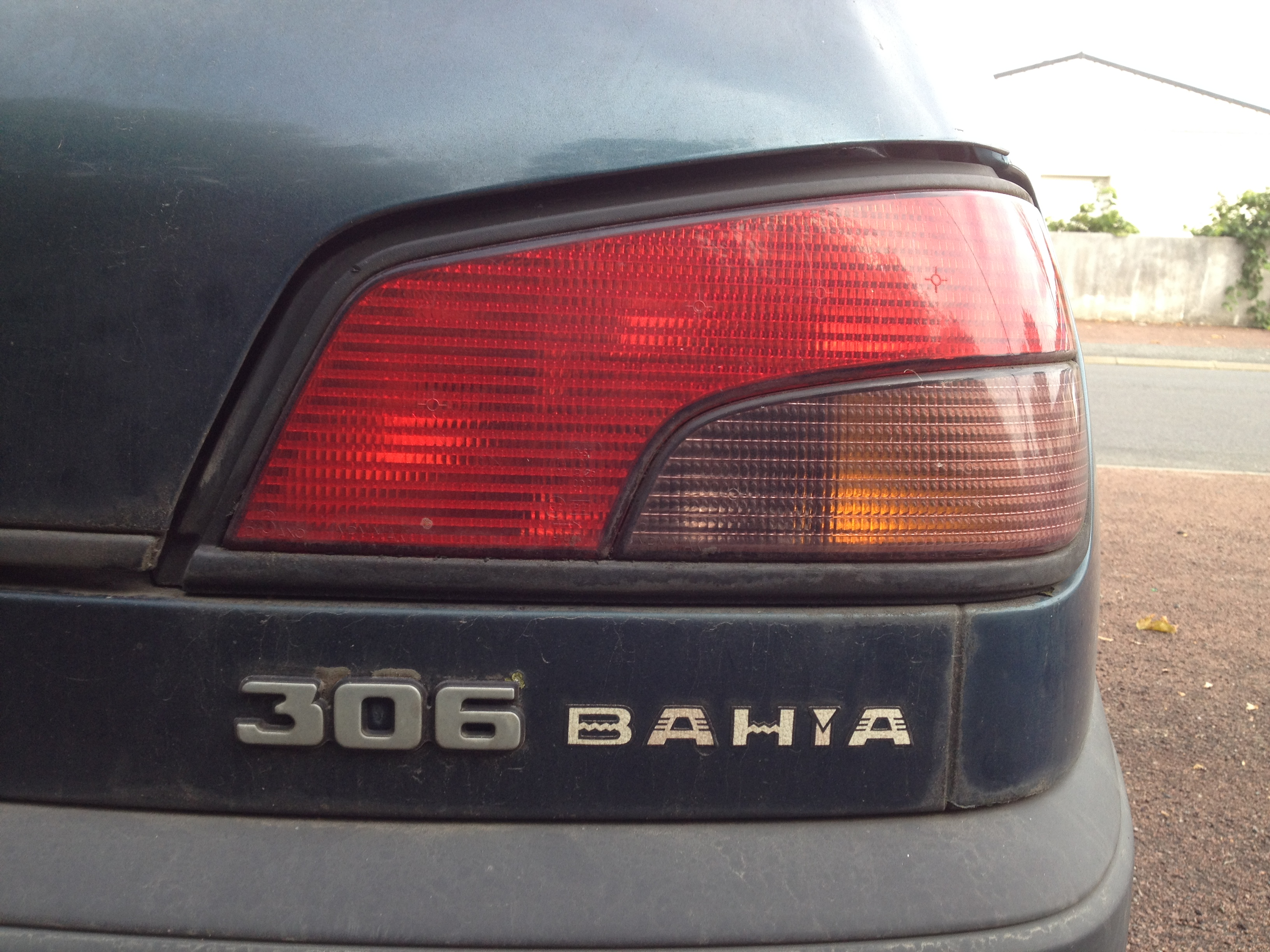

Esta serie viene con color Bleu de Saxe M0PJ.

#### Belfort

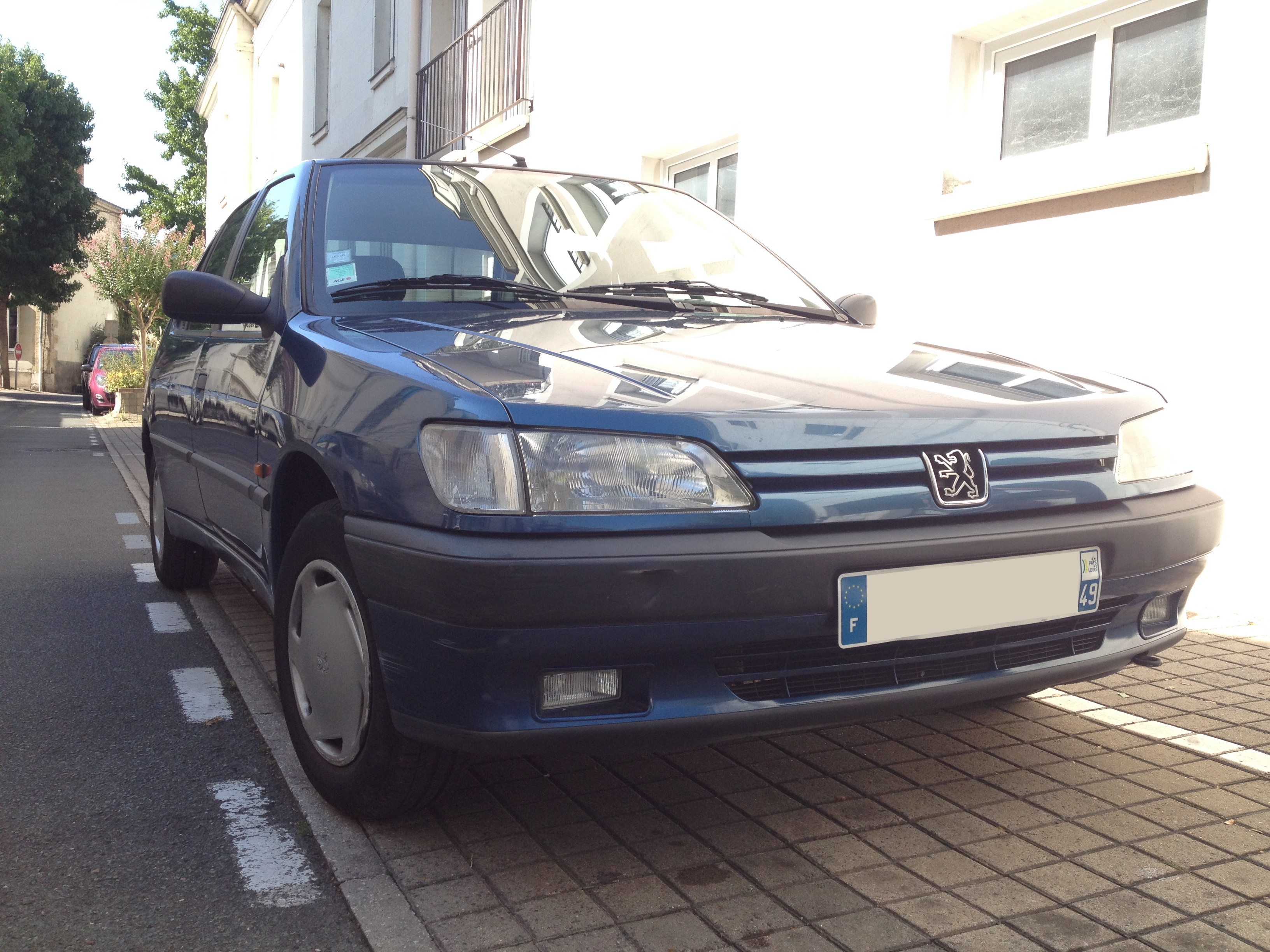
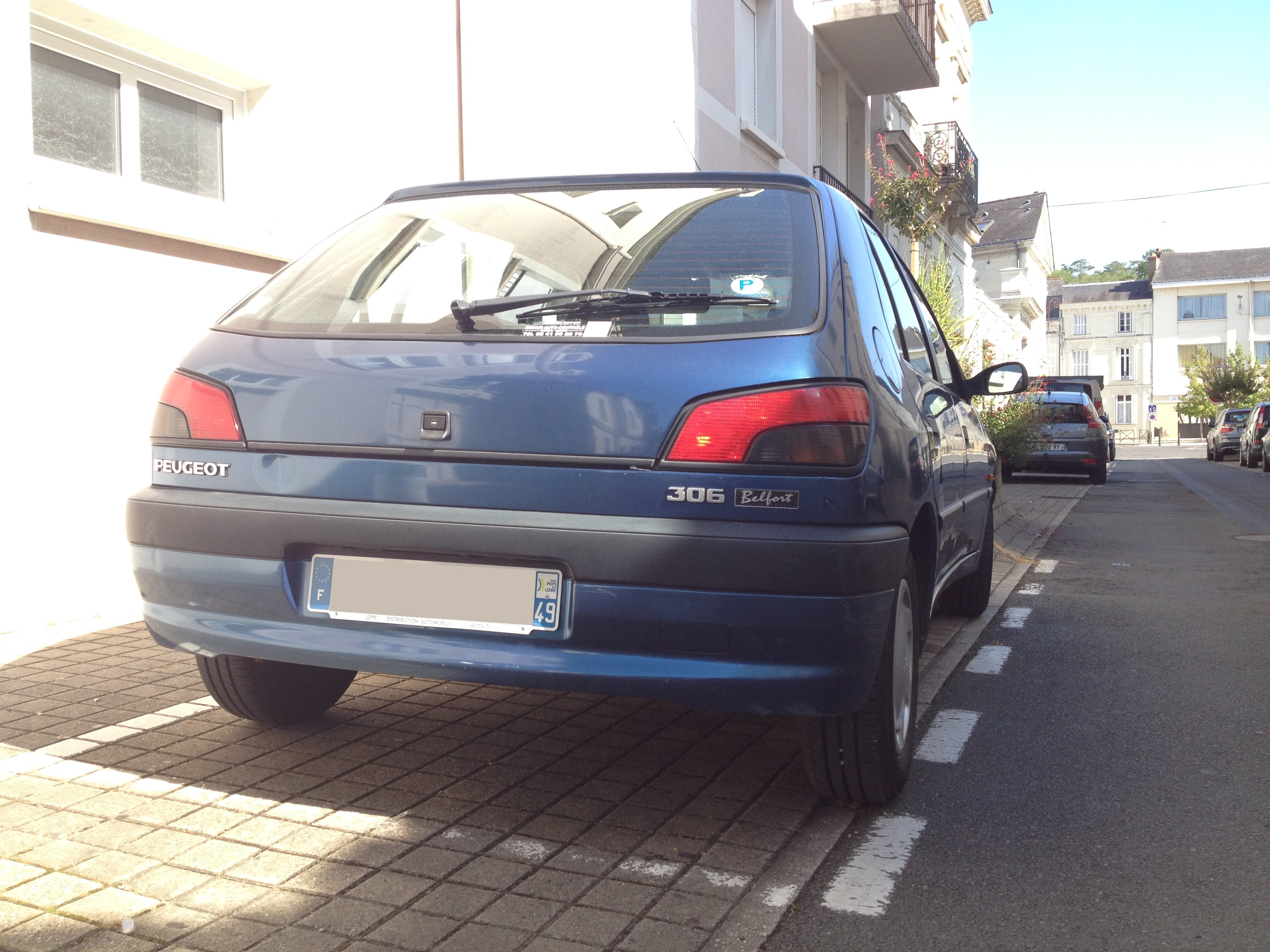
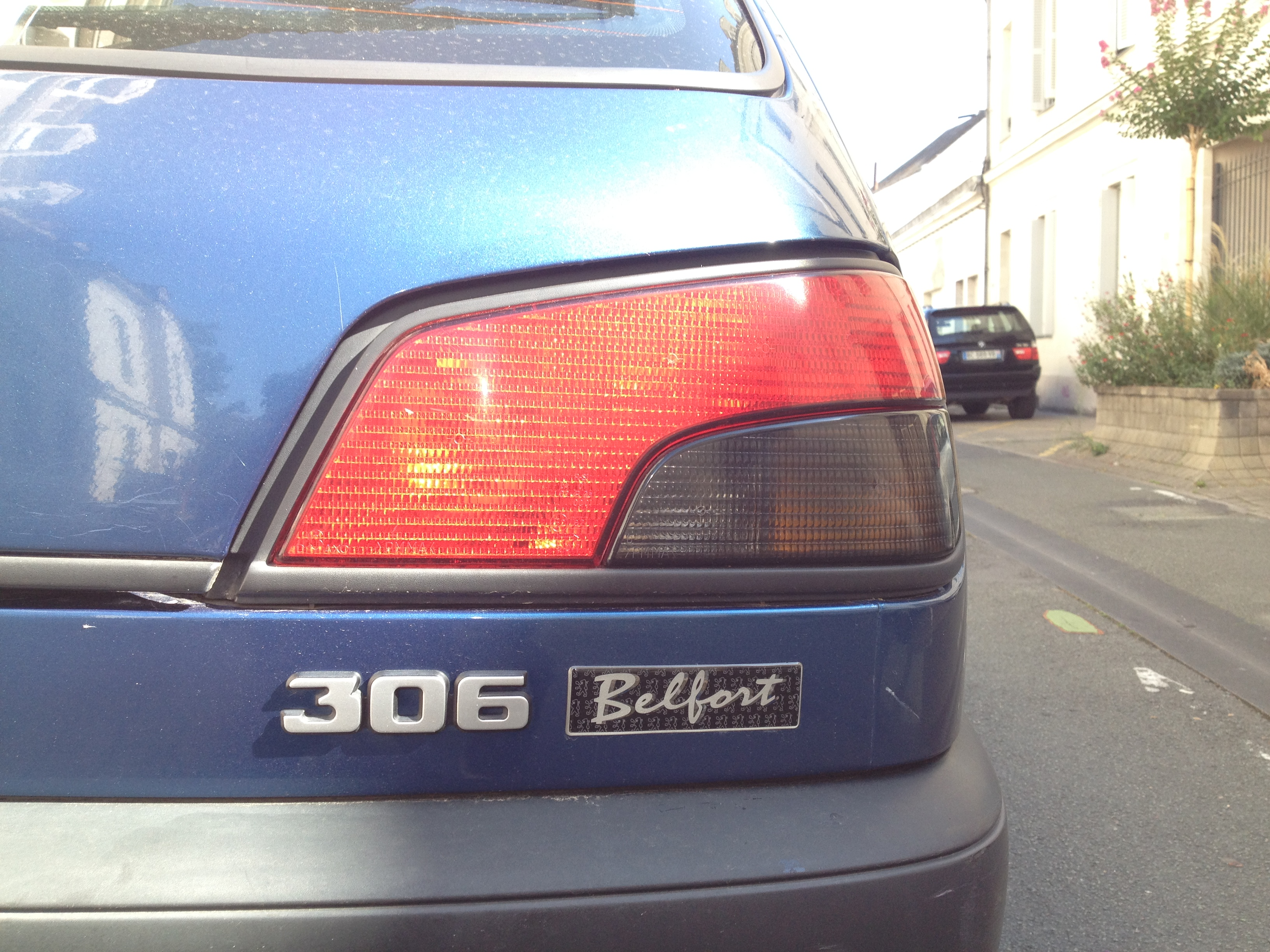

Esta serie especial se entregó en varios colores, incluidos Rouge Lucifer M0QK, Bleu Miami M0MY y Bleu Impérial P3NP.

#### Boulevard

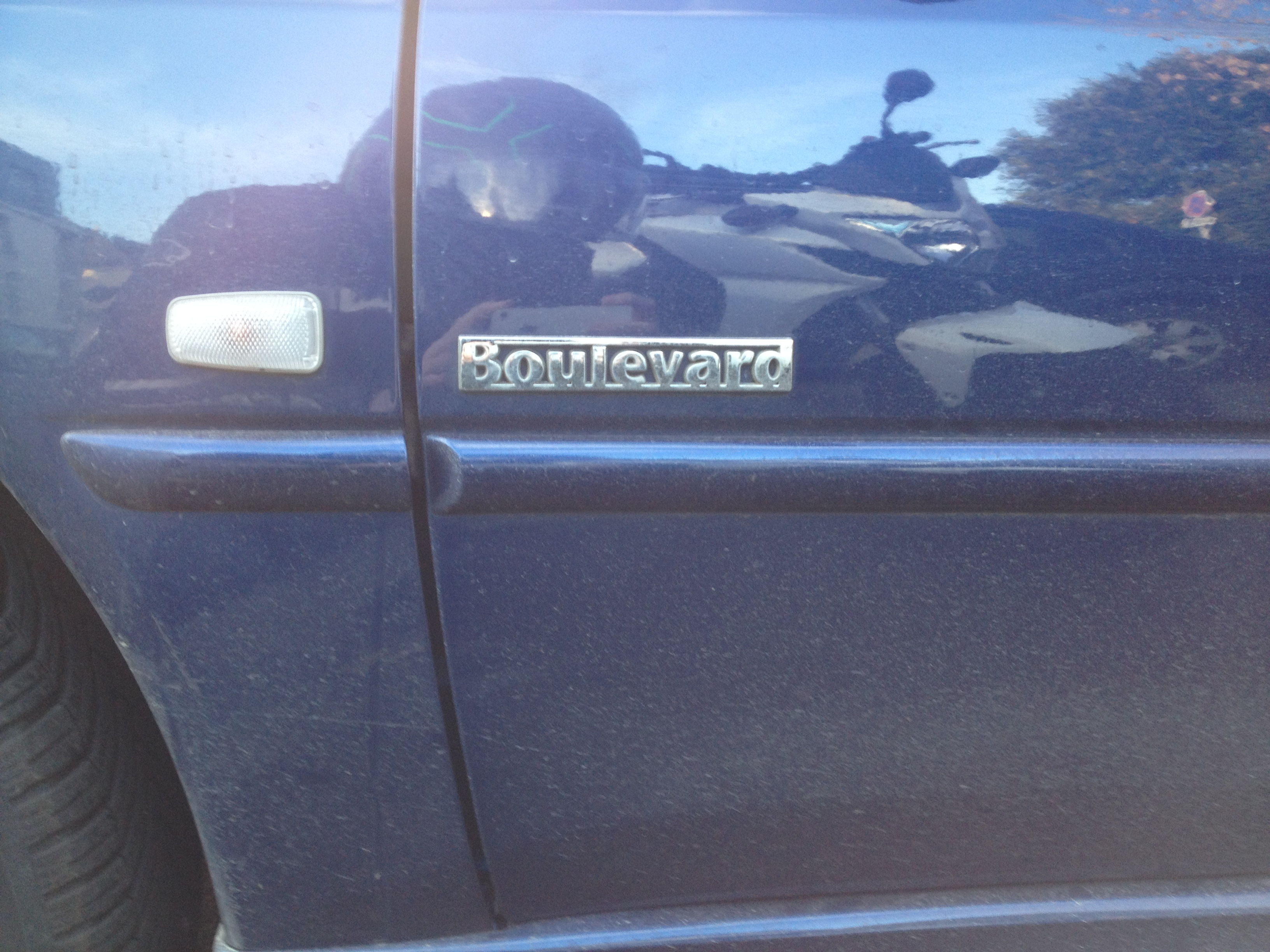
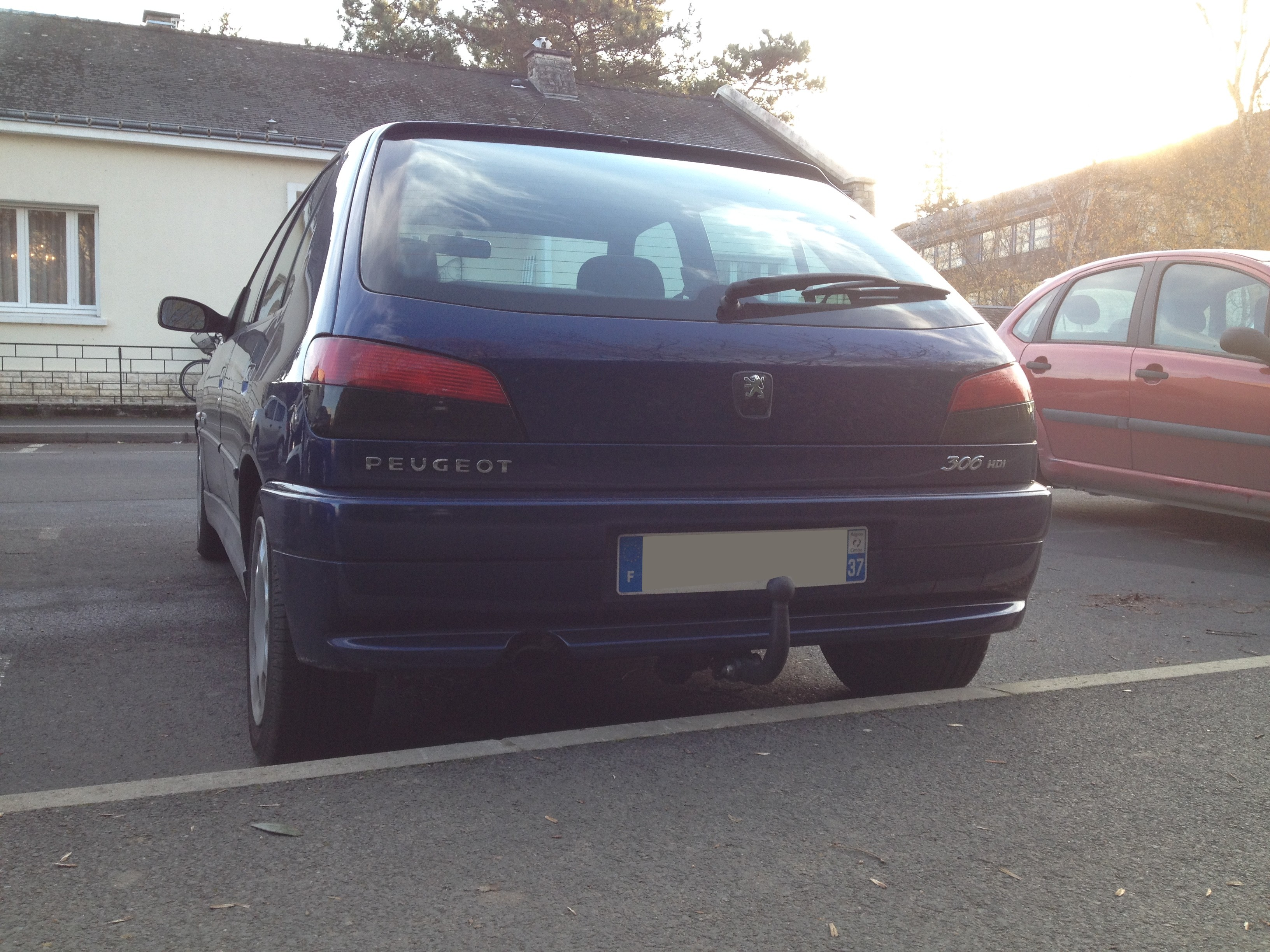

Serie de exportación destinada al mercado español. Se comercializó en color Bleu de Chine M4GE con dos carrocerías: sedán de 4 y 5 puertas.

#### Champions USA

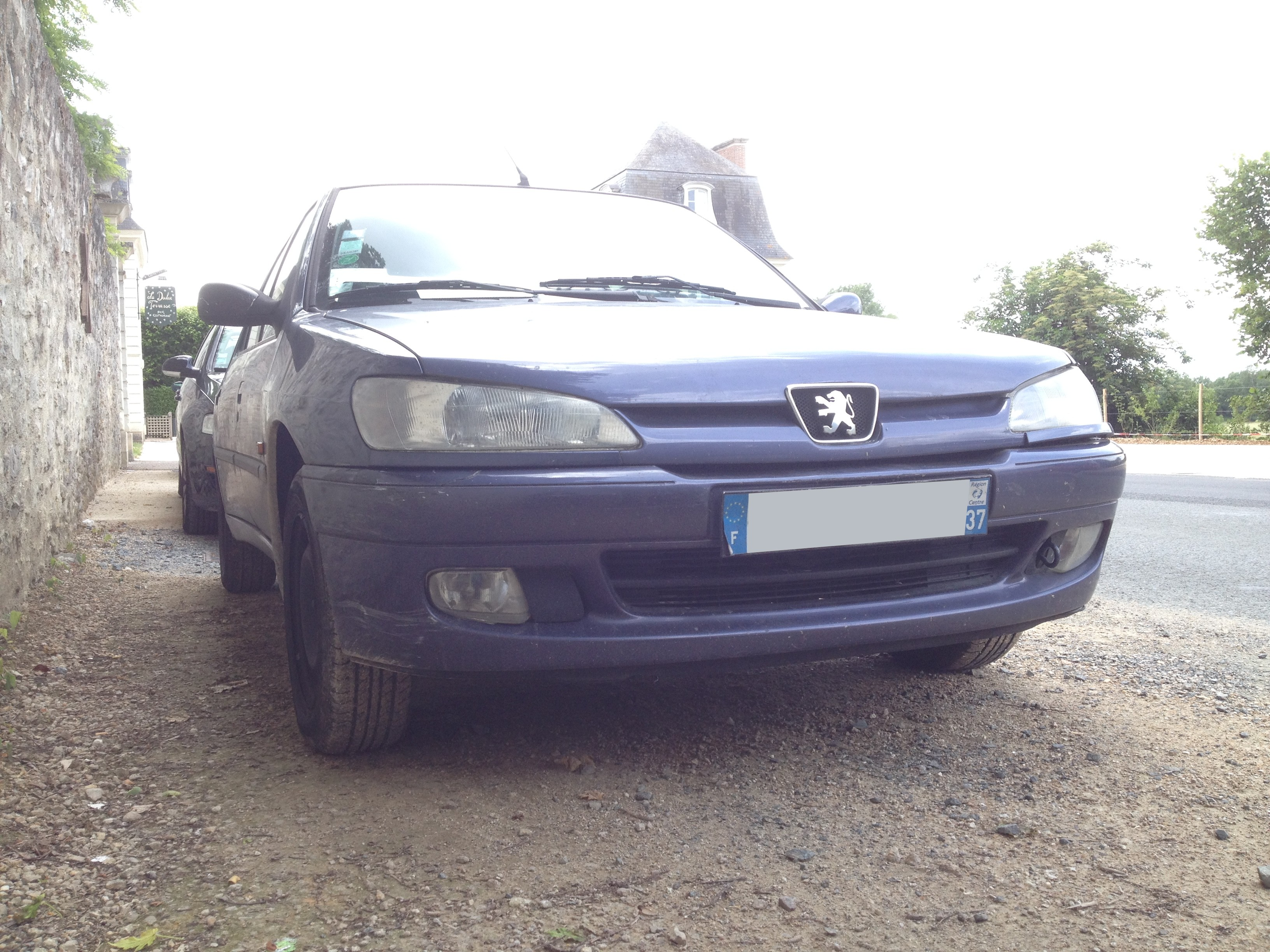
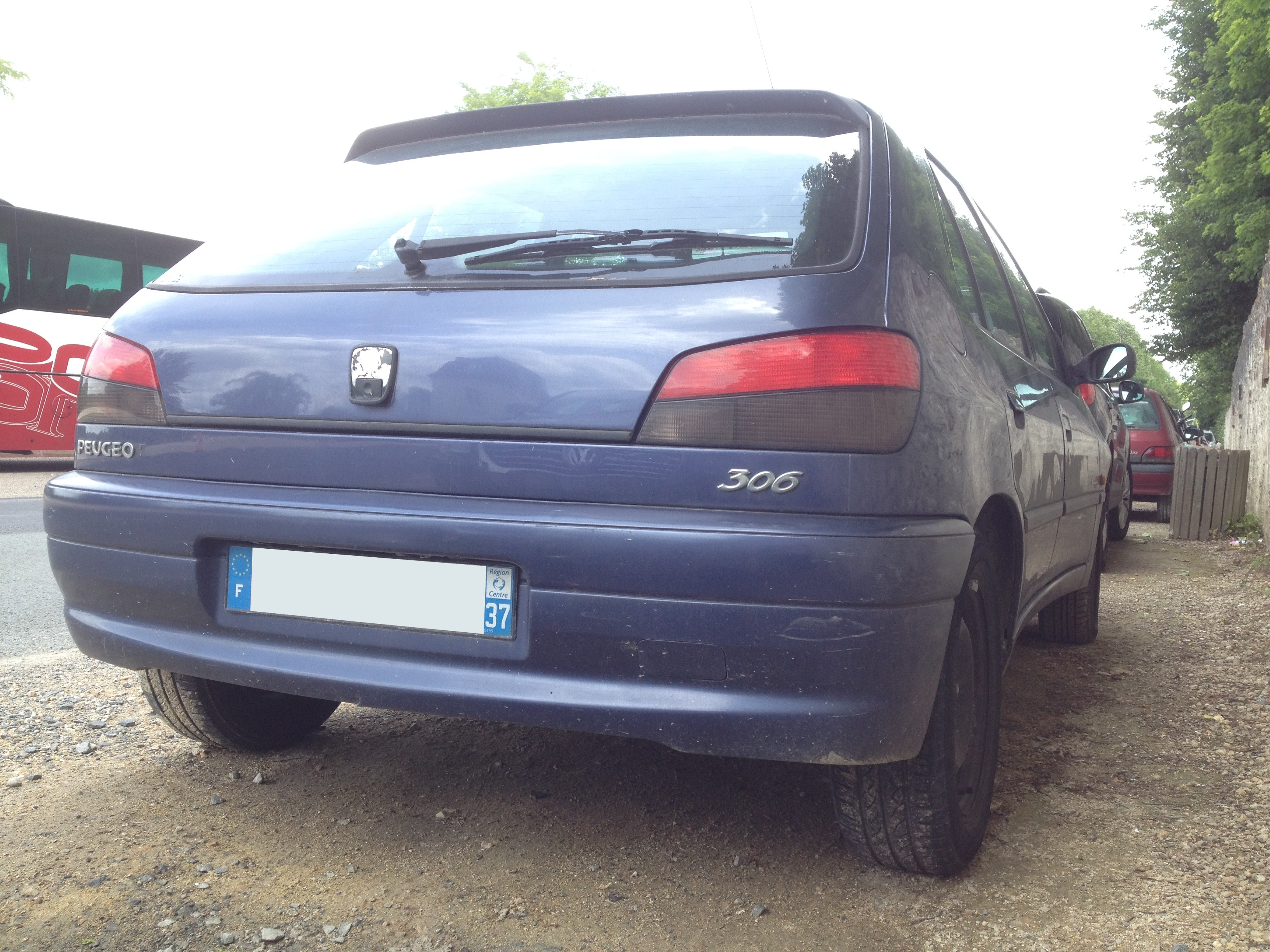
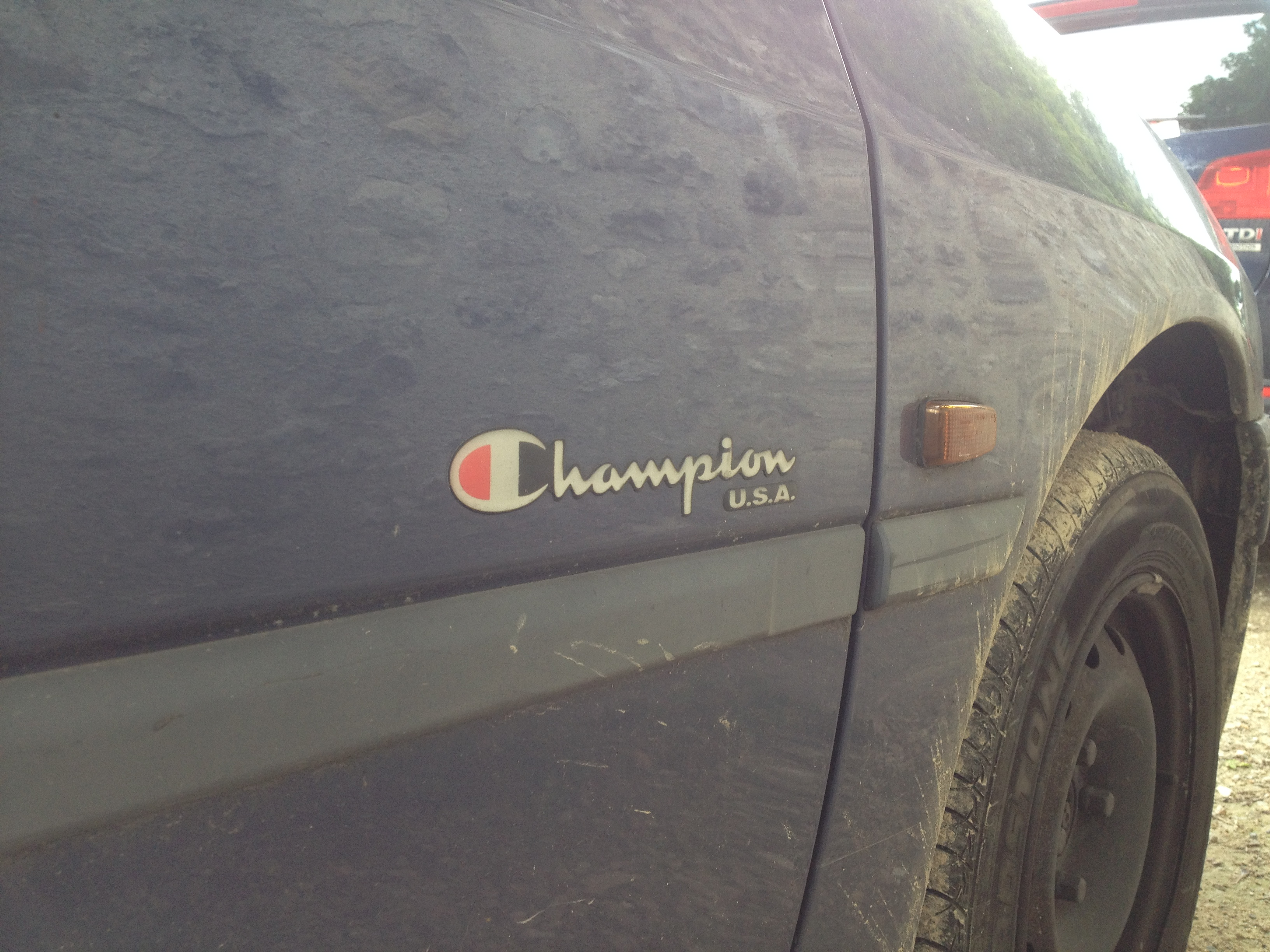

La serie Champion USA estuvo disponible en 1997. Se ofreció en versiones de 3 o 5 puertas con motor 1.4i de 75 CV o 1.9d de 70 CV. Contaba con dirección asistida, airbag para el conductor, una tercera luz de freno, inmovilizador electrónico y asientos de tela azul o roja. El catálogo de 1997 ofrecía dos colores: Negro Ónix P3XY y Gris Cuarzo M0YC.
Se ofrecían otros colores según el año del modelo: .Rouge Lucifer M0KQ, Bleu Pharaon M0GQ, Gris Iceland M0YL.

#### DTurboS
La serie 306 DturboS se vendió en Gran Bretaña. Como su nombre indica, el único motor disponible era el Diesel Turbo de 1.9 L. Solo en la versión de 3 puertas, estaba equipada con llantas de aluminio Topaze de 14", parachoques deportivo con faros antiniebla, radio Blaupunkt 3040, elevalunas eléctricos delanteros, alarma, interior de tela Diasit azul y una insignia específica bajo las luces traseras derechas. También disponible exclusivamente en Azul Sigma M0NQ. Esta serie especial estuvo disponible en diciembre de 1995.

#### Eden Park
La serie Eden Park estuvo disponible desde 1995, solo en versión de 3 puertas en Bleu d'arabieP3LA, con motor turbodiésel.
Al igual que el Roland Garros, está muy bien equipado: aire acondicionado, airbag del conductor, tapicería específica mitad cuero, mitad tela con un balón de rugby como reposacabezas, monogramas bajo el piloto trasero derecho y en ambas puertas, alfombrillas con placa metálica "Eden Park", lunas tintadas eléctricas, parachoques delantero deportivo con faros antiniebla, volante deportivo de cuero, asientos traseros abatibles 2/3 y 1/3, llantas de aluminio beige topacio y malla lateral dorada.

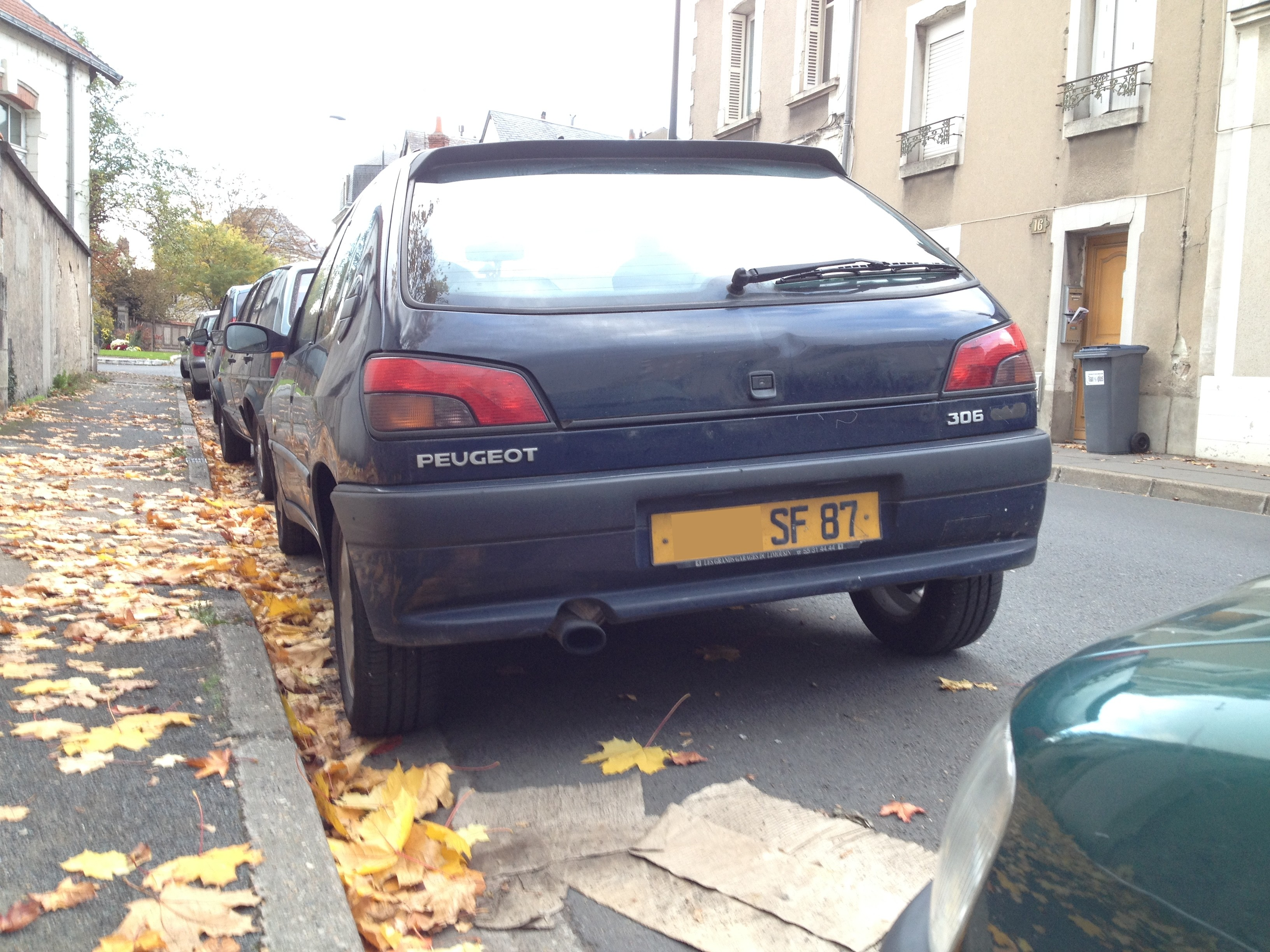
Peugeot 306 Eden Park

Para las fases 2.1 y 2.2 las ofertas son mucho más amplias.

#### Graffic

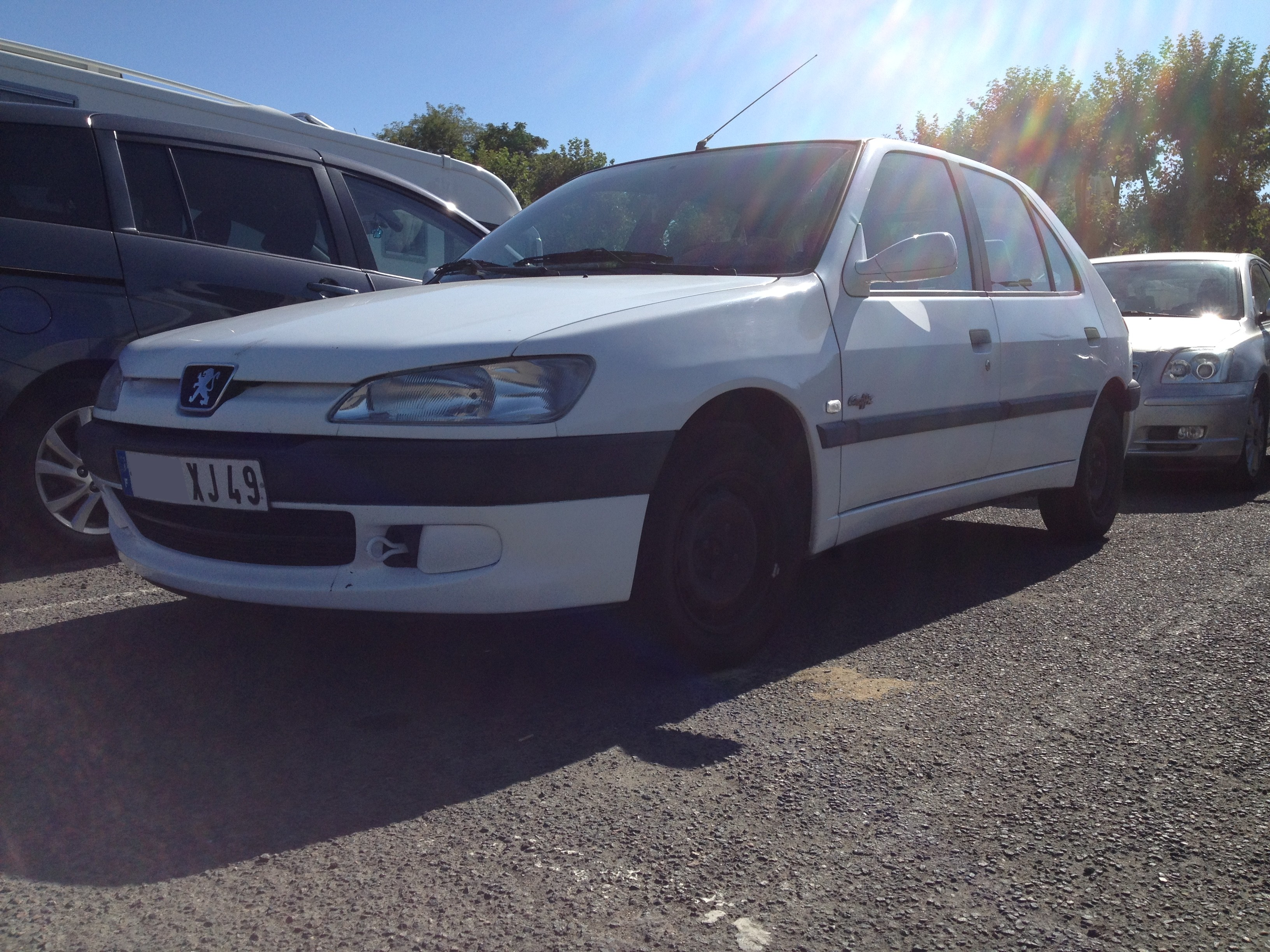
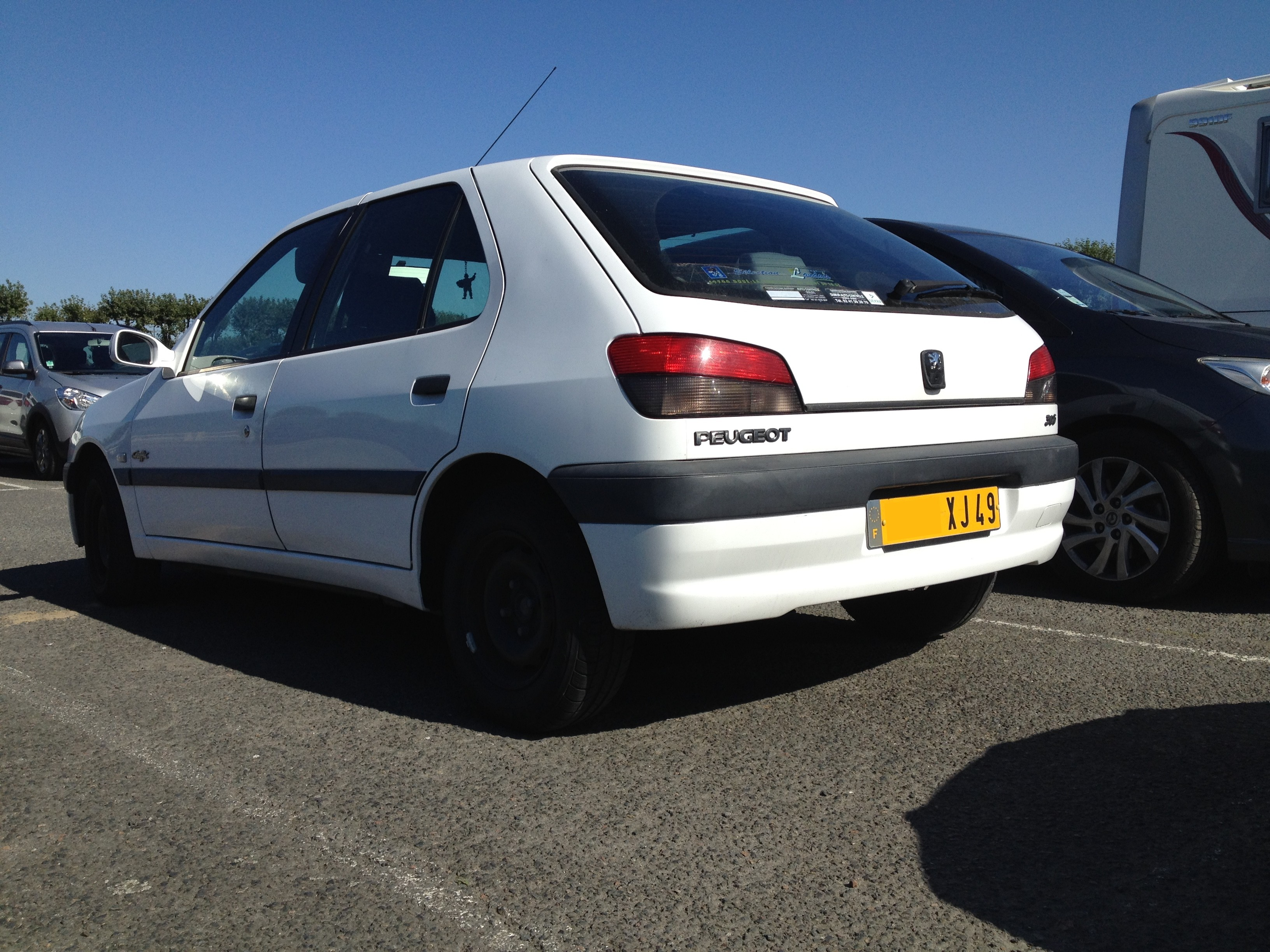
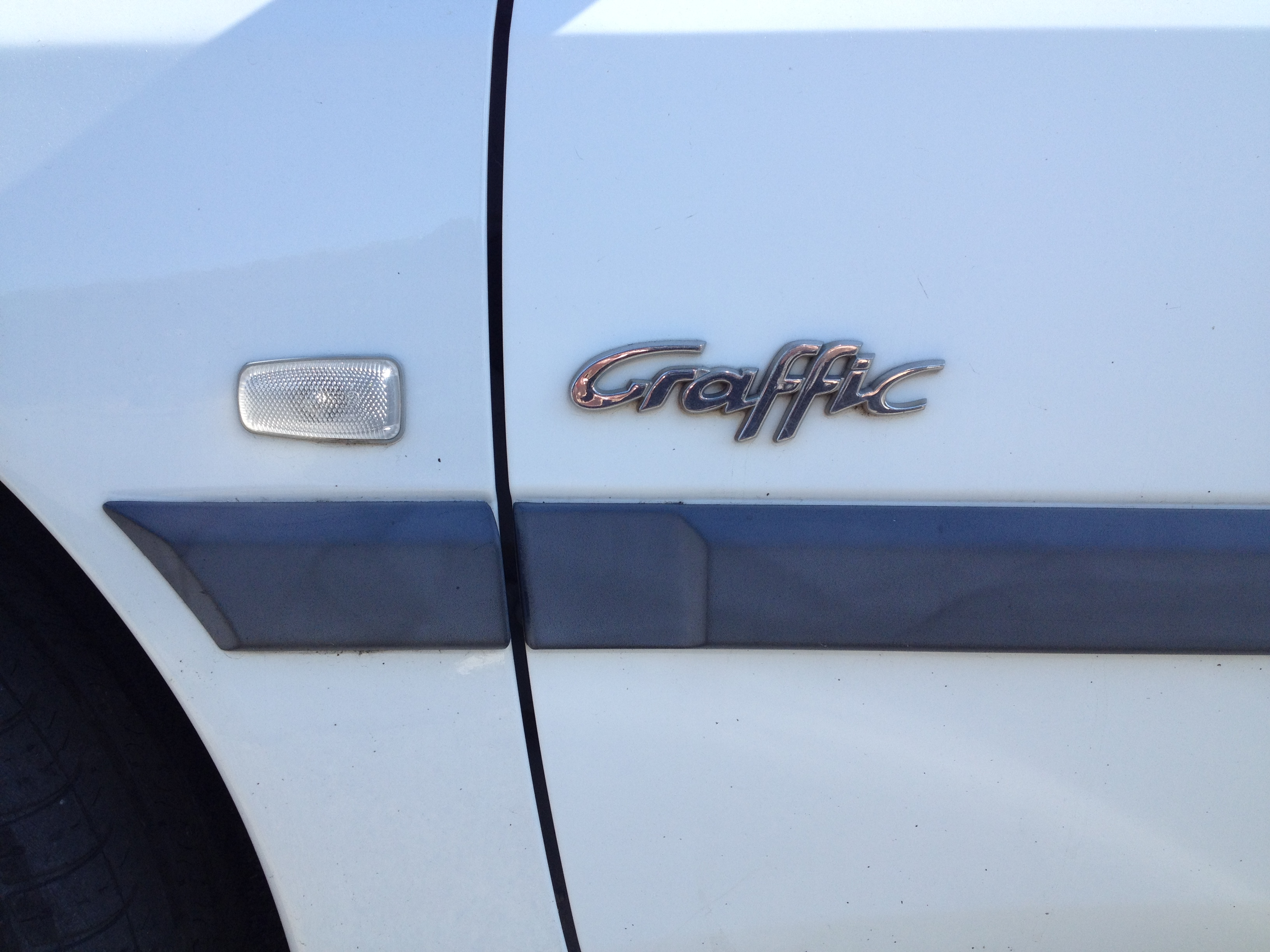

La serie de exportación, destinada al mercado español, se comercializó en los colores Blanc Banquise P0WP, Rouge Lucifer M0QK et Bleu Amiral P3NC. Disponible en dos carrocerías: sedán de 4 o 5 puertas.

#### Mardi Gras
El 306 serie Mardi Gras se vendió exclusivamente en Gran Bretaña. Esta serie se presentó en dos colores: Rouge Vallelunga P3KB ou Bleu Miami M0MY y estaba disponible con dos motores: gasolina de 1.4 L o diésel de 1.9 L, en versiones de 3 y 5 puertas. Estaba equipada con radio y cuatro altavoces, tapacubos de plástico y el logo "Mardi Gras" en las puertas. Techo corredizo opcional.

#### Meridian
La serie 306 Meridian se vendió únicamente en Gran Bretaña con motores de gasolina de 1,6 l o diésel turbo de 1,9 l. Esta serie contaba con una tapa trasera, parachoques deportivos, manijas y carcasas de retrovisores del color de la carrocería, un emblema Meridian bajo las luces traseras derechas y en las puertas delanteras, así como una franja en las puertas. Estaba disponible en versión de 5 puertas. Disponible en diciembre de 1996.
Esta serie se mantiene en las fases 2.1 y 2.2. Disponible con los motores 1.4i, 1.6i, 1.8i y 2.0HDi en la berlina de 5 puertas o 2.0HDi en la familiar de 5 puertas. El ABS y el aire acondicionado son de serie. Se ofrecieron varios colores, entre ellos: Bleu de Chine M4GE, Gris Iceland M0YL, Vert Patagonie P3RG et Gris Quartz M0YC.

#### Miami
La serie 306 Miami se vendió únicamente en Gran Bretaña y estuvo disponible en agosto de 1997. Solo estaba disponible como modelo de 5 puertas, con dos colores a elegir: Rouge Vallelunga P3KB o Bleu de Provence y un único motor de gasolina de 1,4 l.
Se han colocado insignias específicas en las puertas delanteras y bajo el piloto trasero derecho. Cuenta con techo corredizo eléctrico y dirección asistida.

#### Midnight

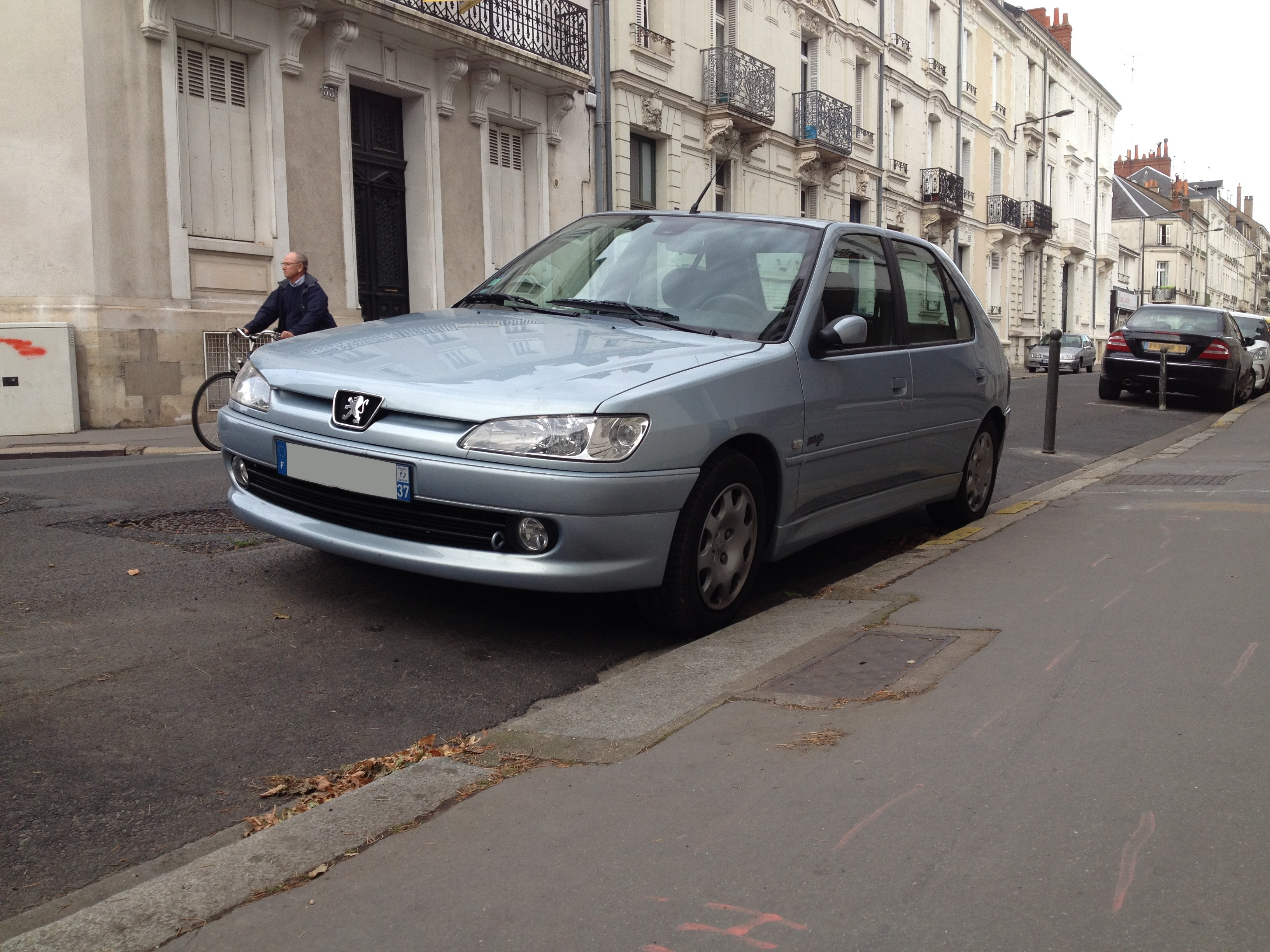
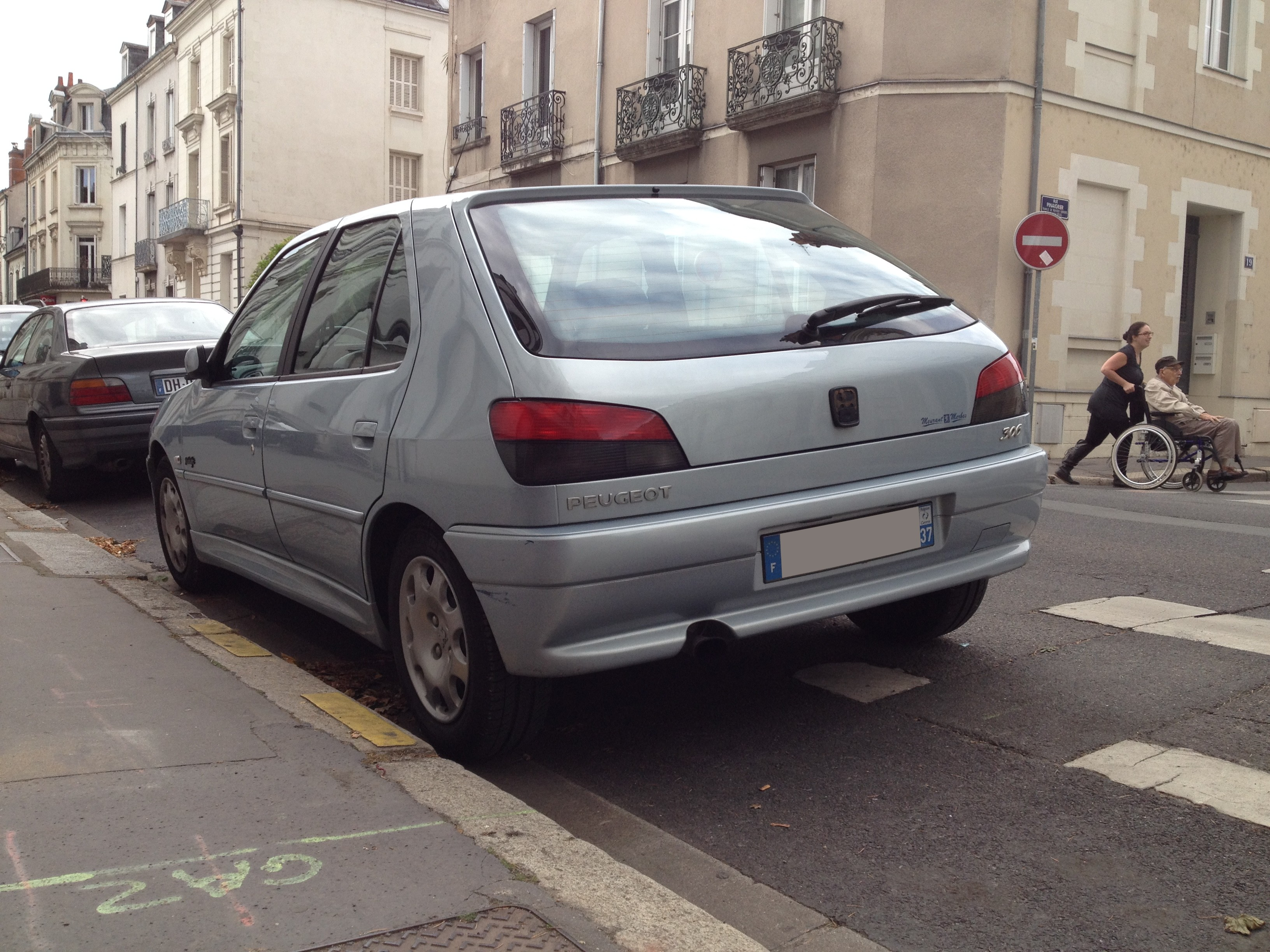
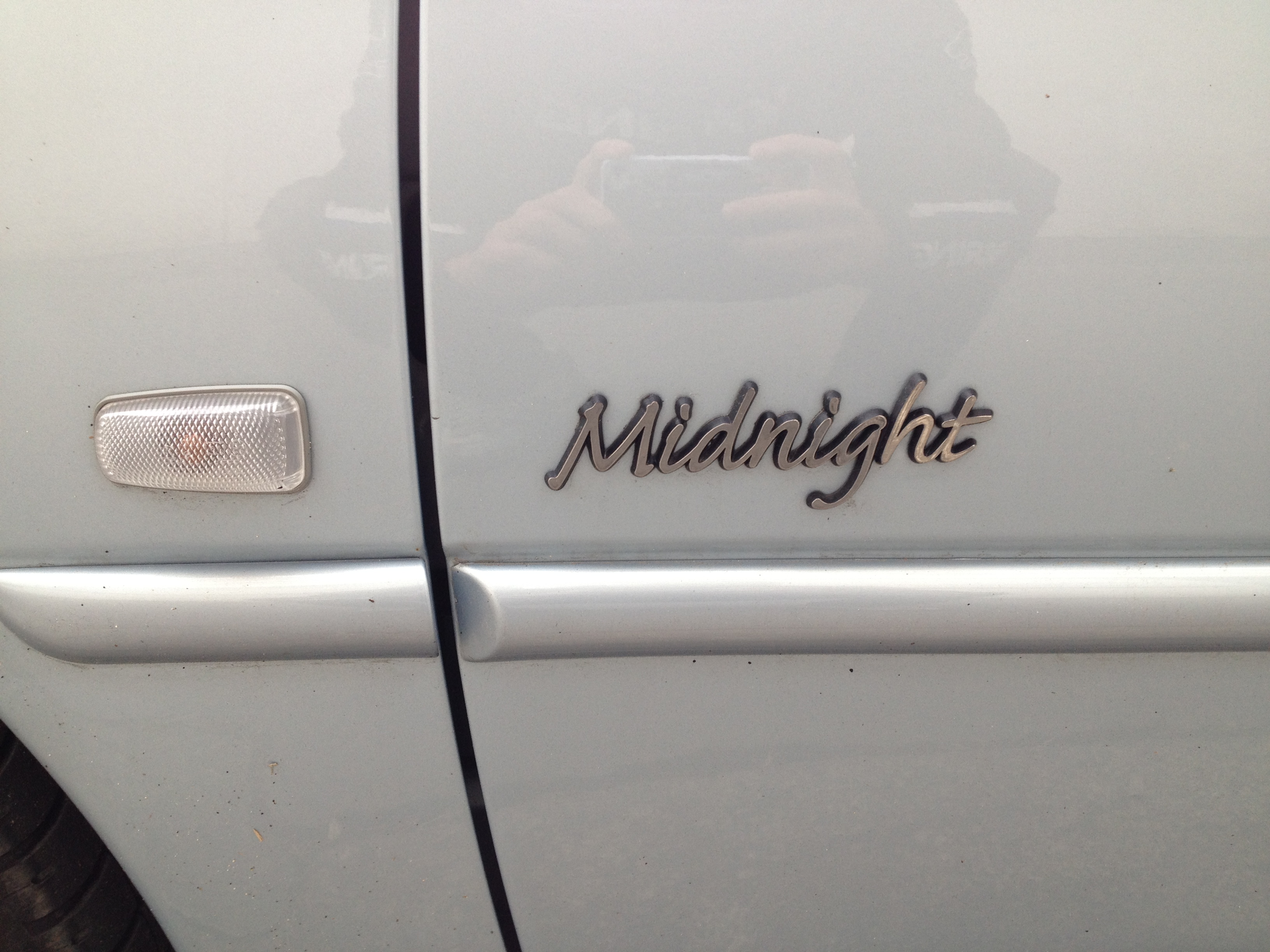

Serie de exportación para el mercado belga. Disponible en modelos 2.1 y 2.2 con carrocería de 5 puertas.
Varios colores disponibles, incluyendo Gris Iceland M0YL, Bleu Pharaon M0GQ, Rouge Lucifer M0KQ et Vert Sherwood M0RF.

#### Mistral

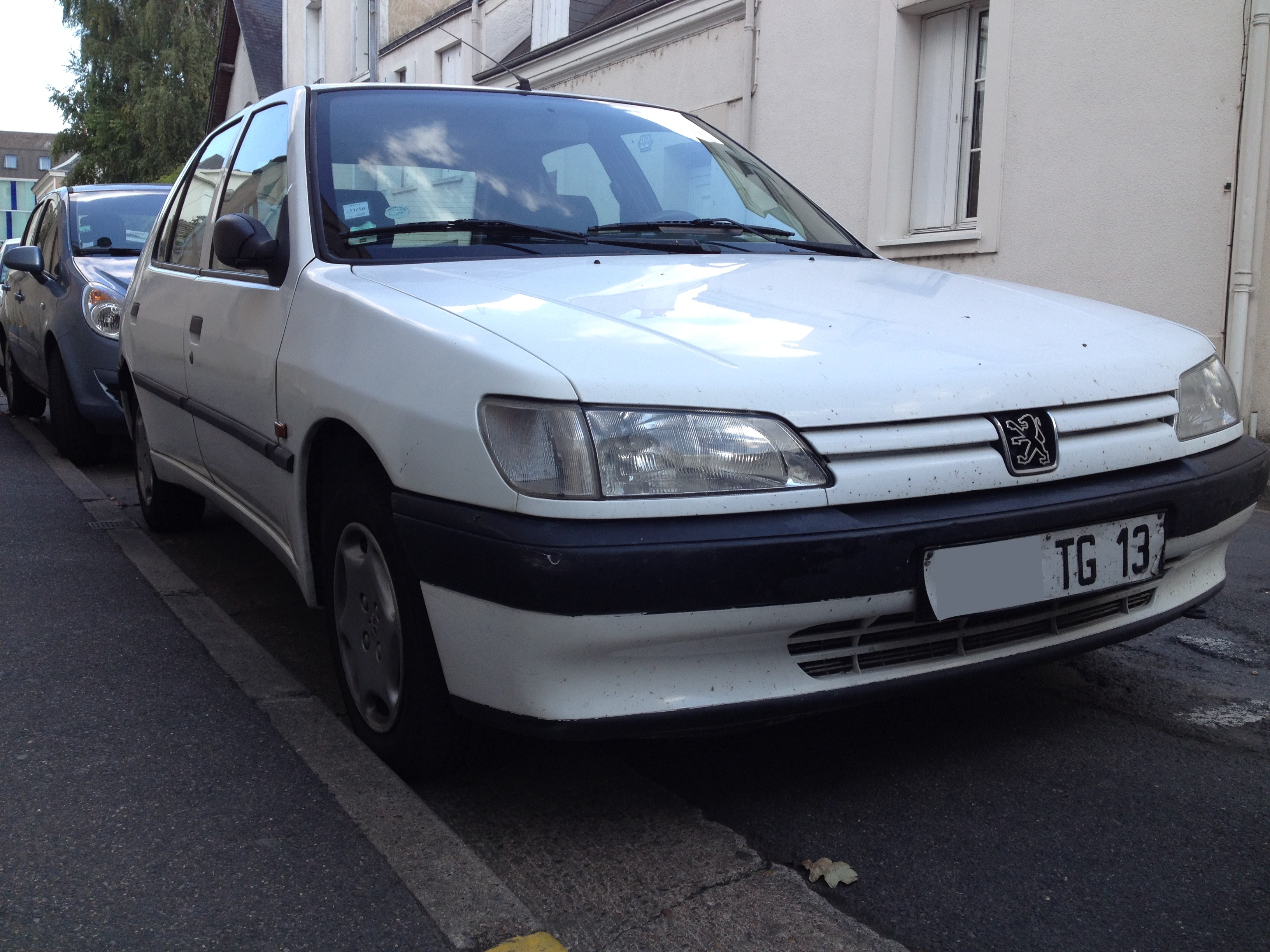
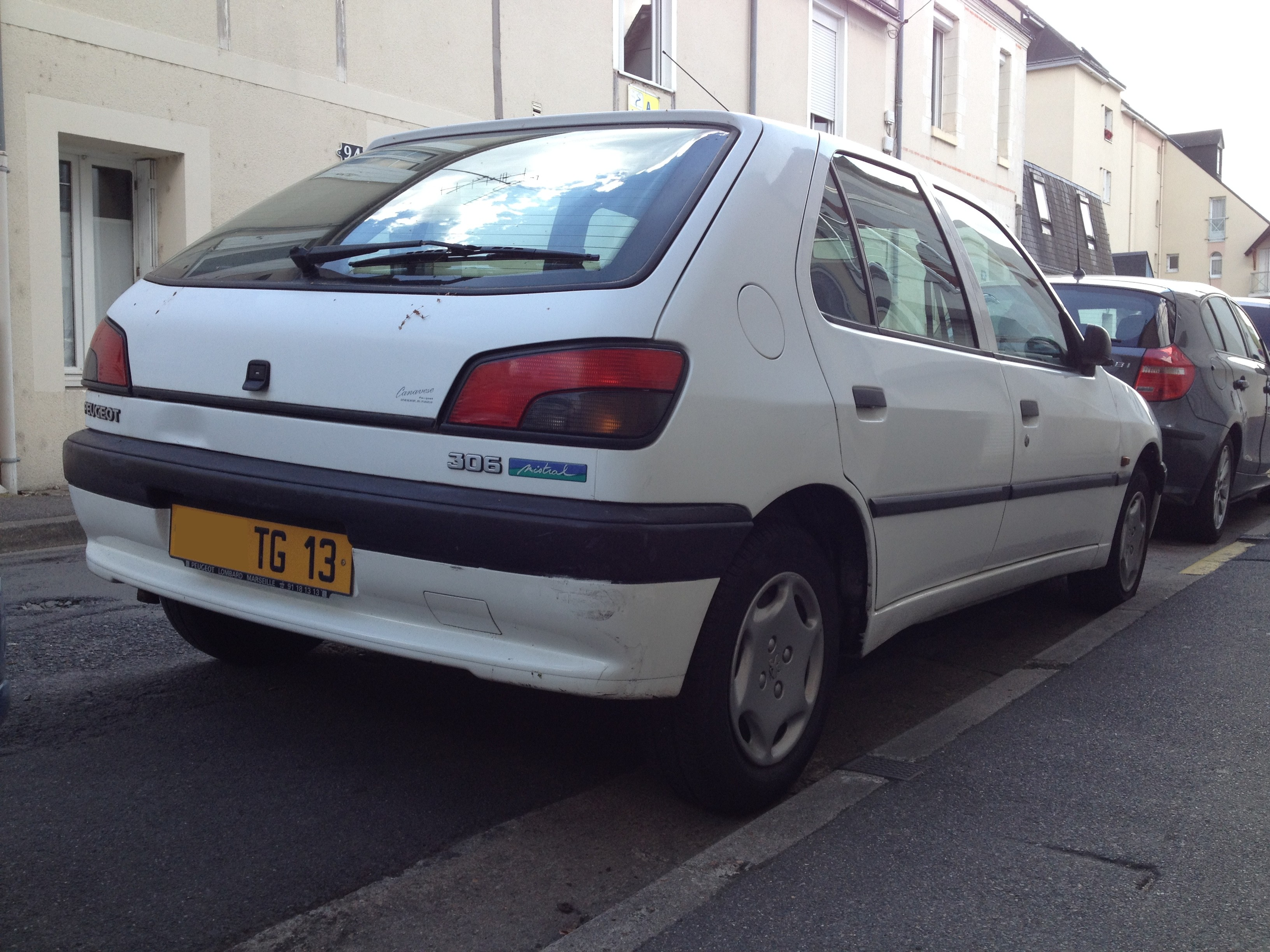
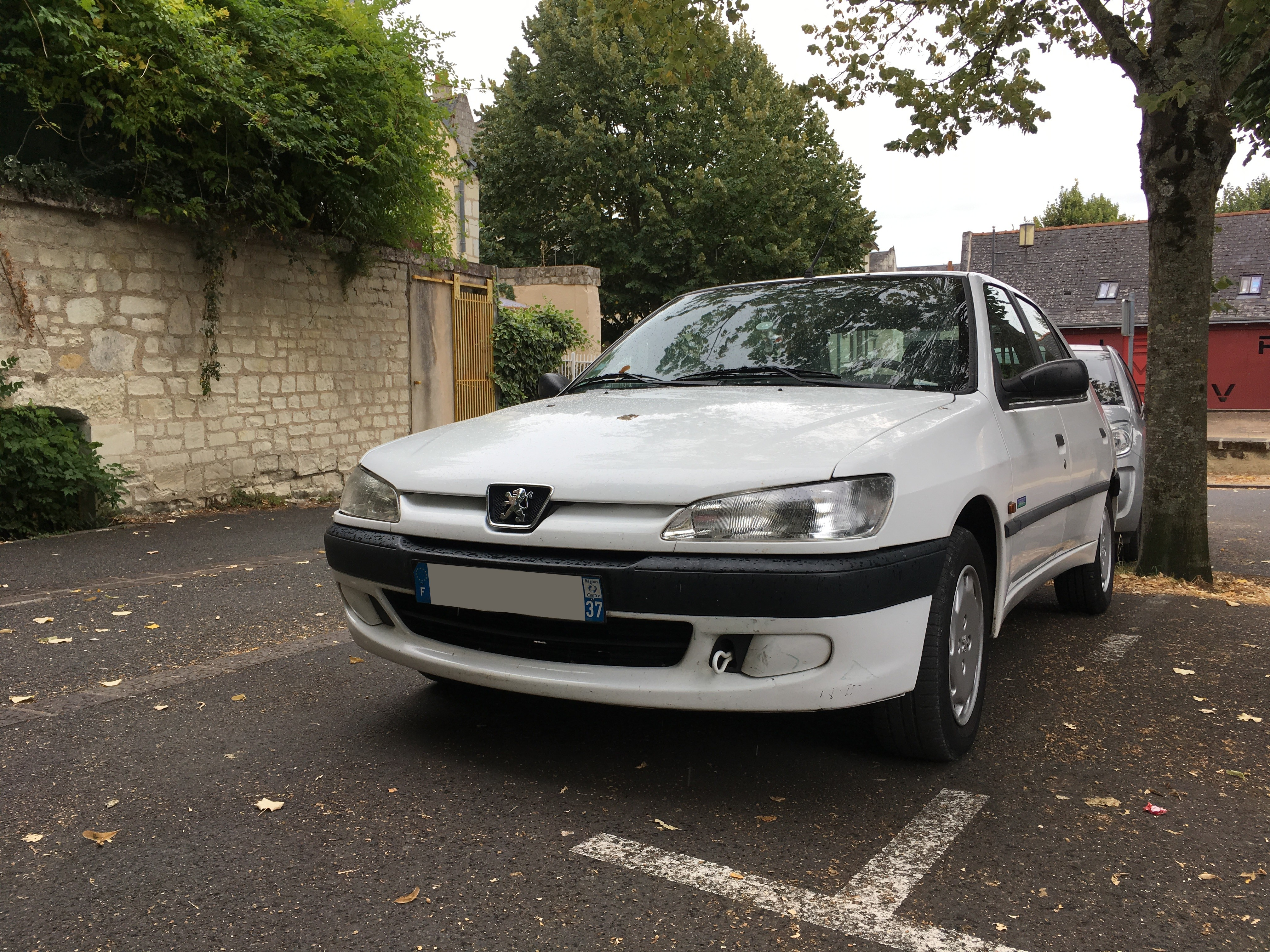
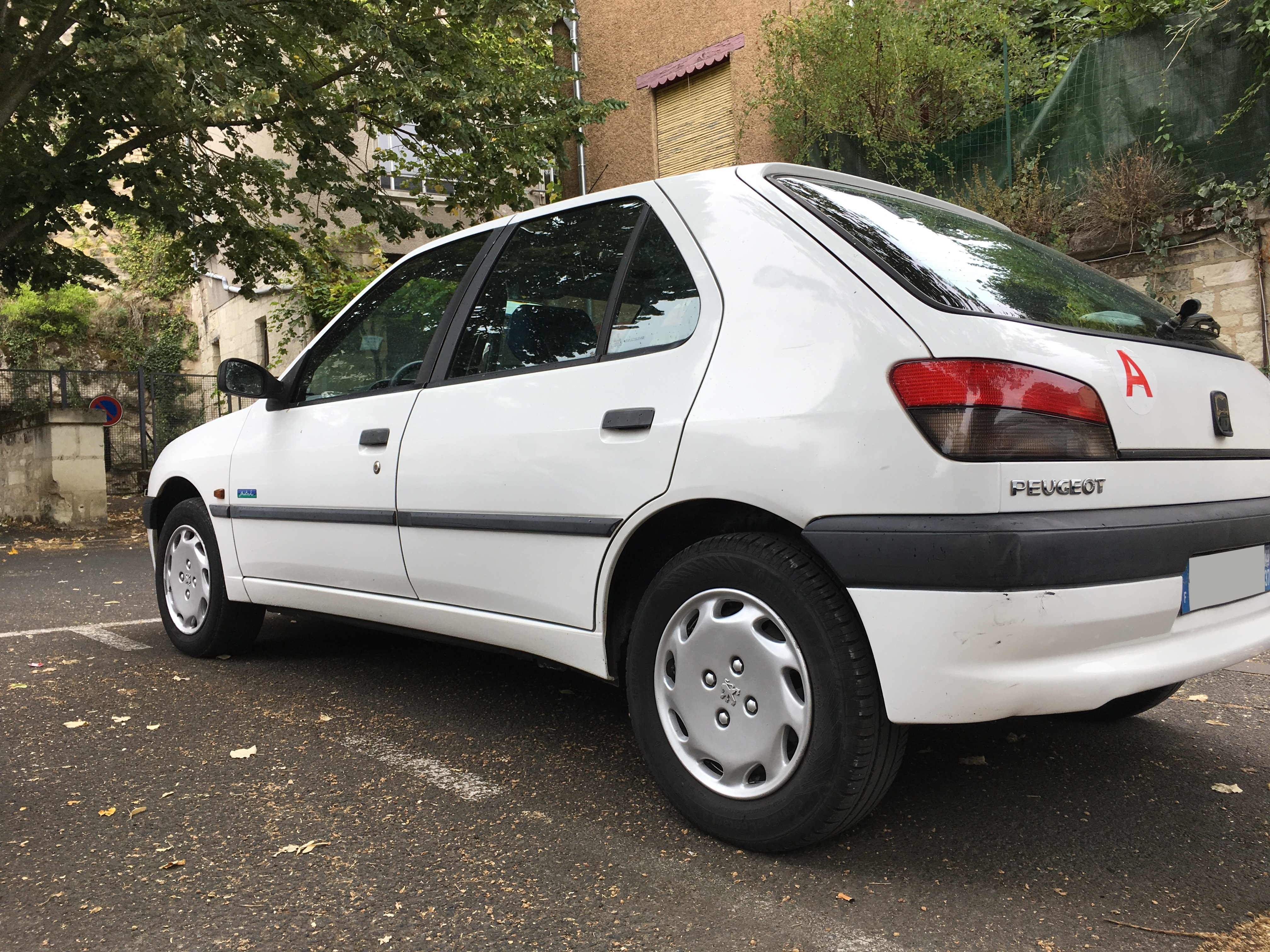

Serie especial francesa disponible en las fases 1.2 y 2.1. Se produce como sedán de 5 puertas. Disponible en Blanc Banquise P0WP et Bleu de Provence M0GR.

#### Music Line

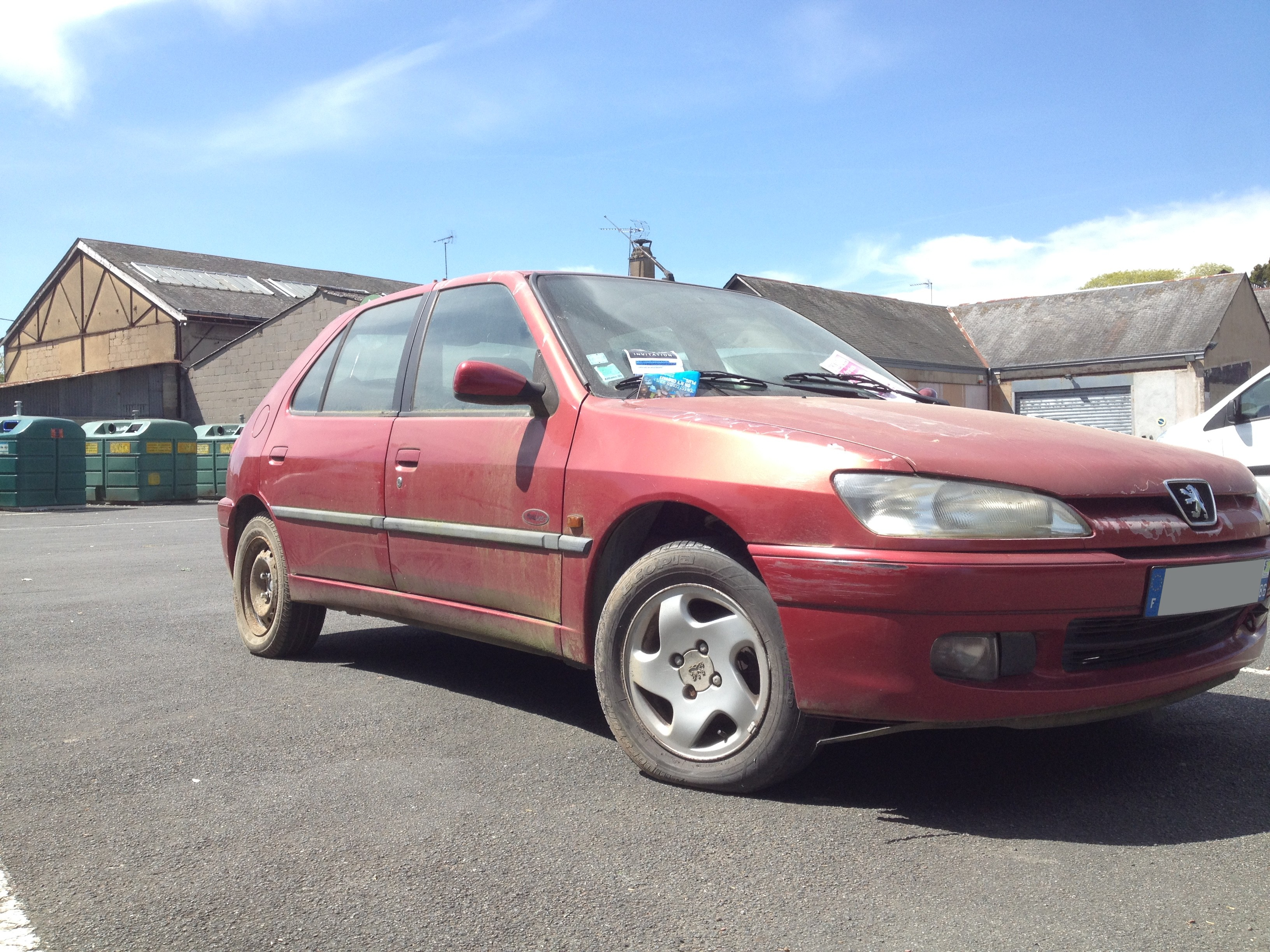

Serie especial francesa disponible en la fase 2.1, con equipo de audio de serie. Disponible en Rouge Lucifer M0KQ y como sedán de 5 puertas.

#### Palm Beach

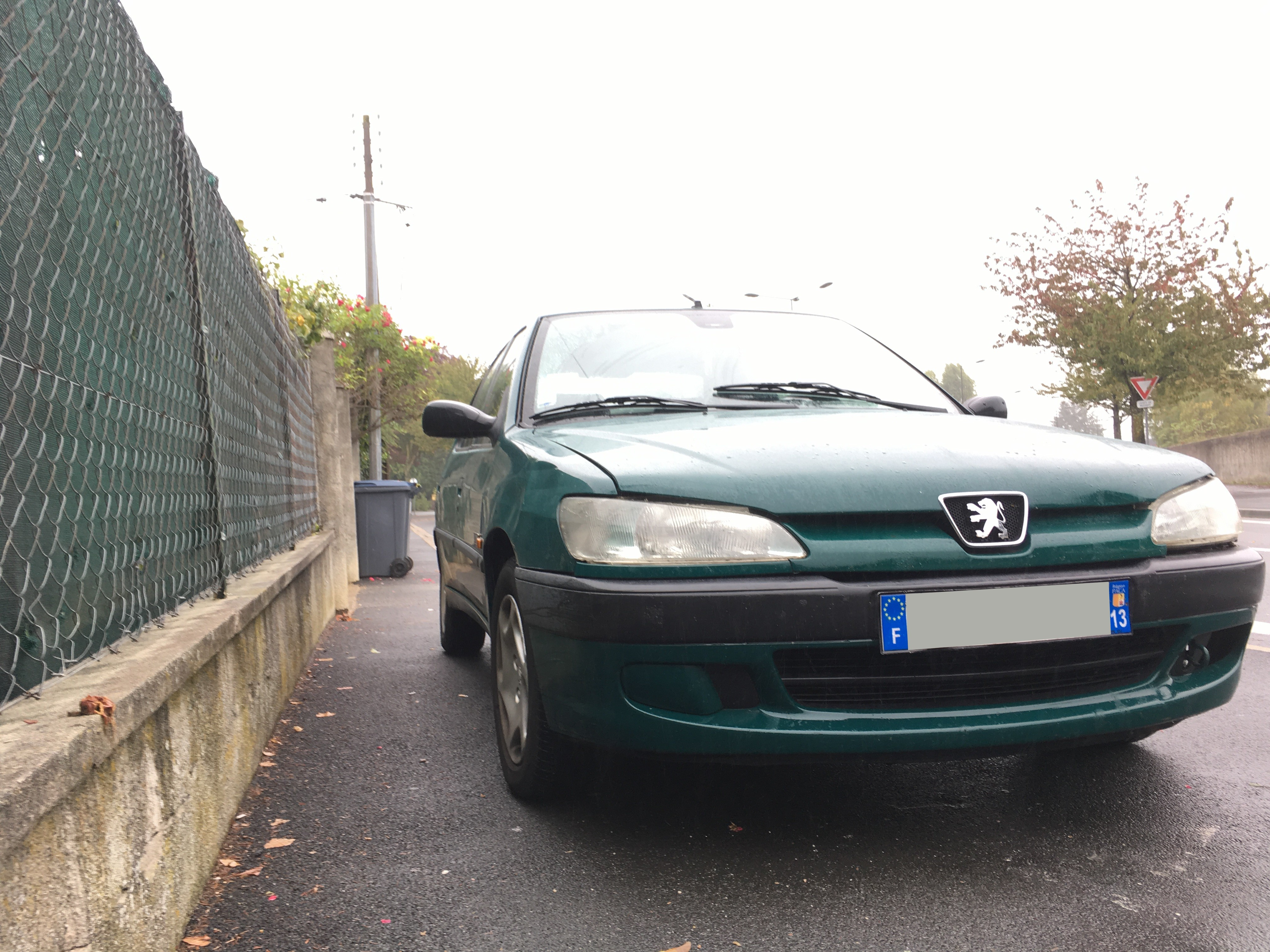
Cupé de 3 puertas, sedán notchback de 4 puertas y sedán hatchback de 5 puertas
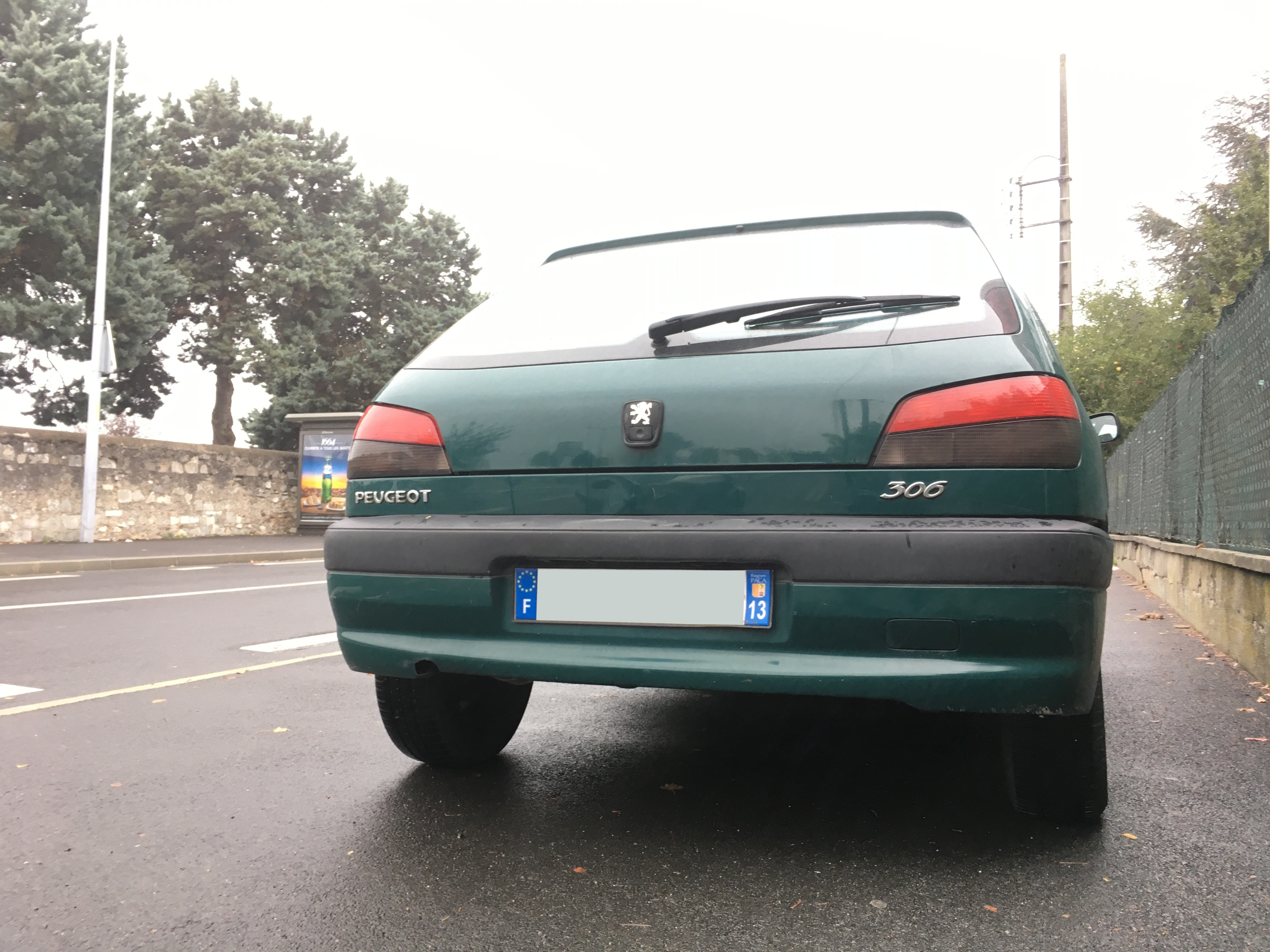
3, 4 y 5 puertas
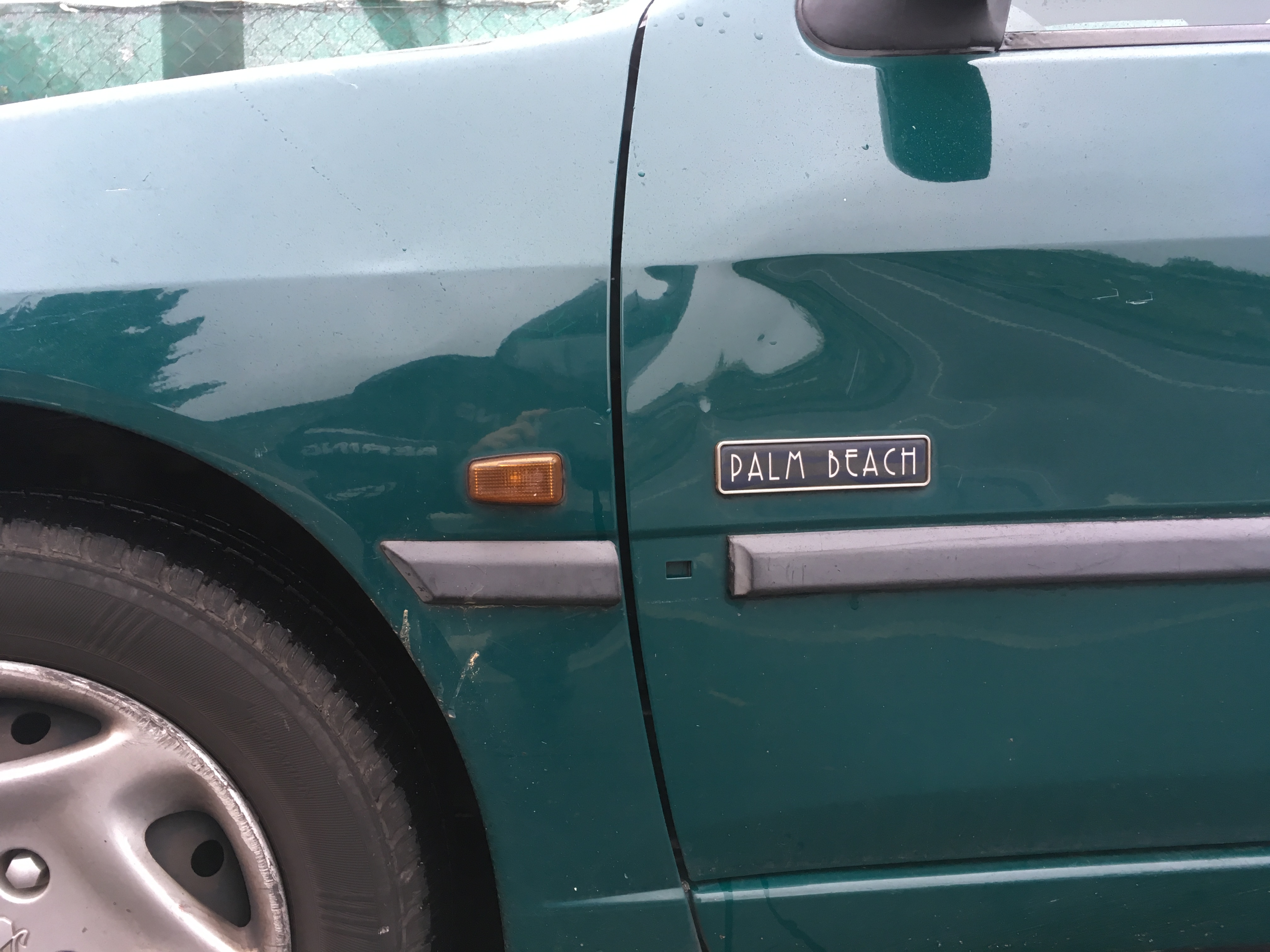
3, 4 y 5 puertas

Esta serie está disponible en versiones Coupé de 3 puertas y Sedán de 4 y 5 puertas. Varios colores estaban disponibles, como Vert Patagonie P3RG y Vert Nausicaa M0QU.

#### Platinium y Suisse
Versión de exportación (Alemania y Suiza) del descapotable en las fases 2.1 y 2.2 con equipamiento completo (interior de cuero, paquete de frío con asientos calefactables y lavafaros, aire acondicionado en la fase 2.2) y dos motores: 1.8 16v (poco común) y 2.0 16v. Disponible en 5 colores. Noir Kazan M0XC, Gris Thallium M0VW, Bleu de Chine M4GE, Jaune Genet EAU P3AU et Rouge Lucifer.

#### Référence

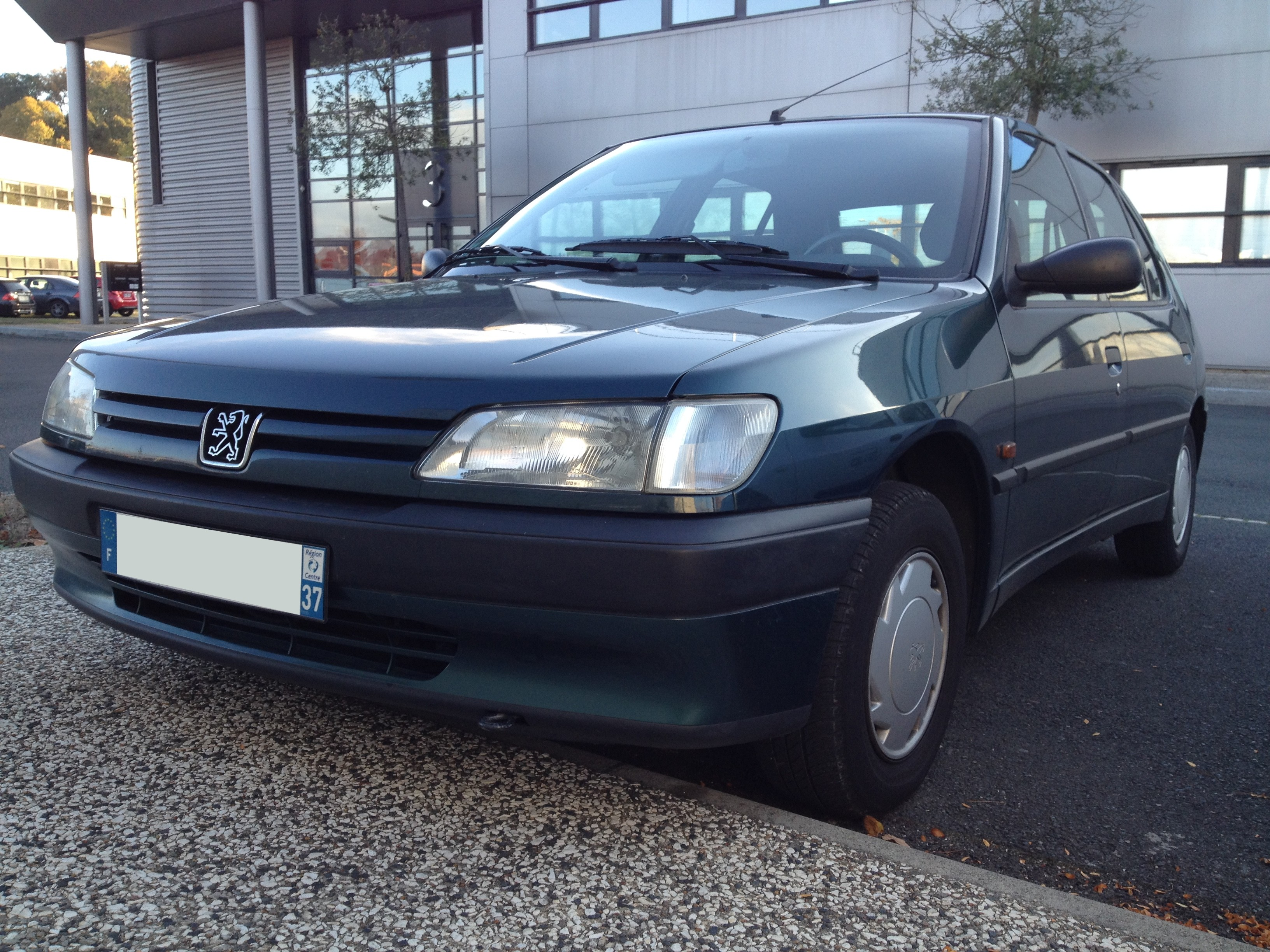
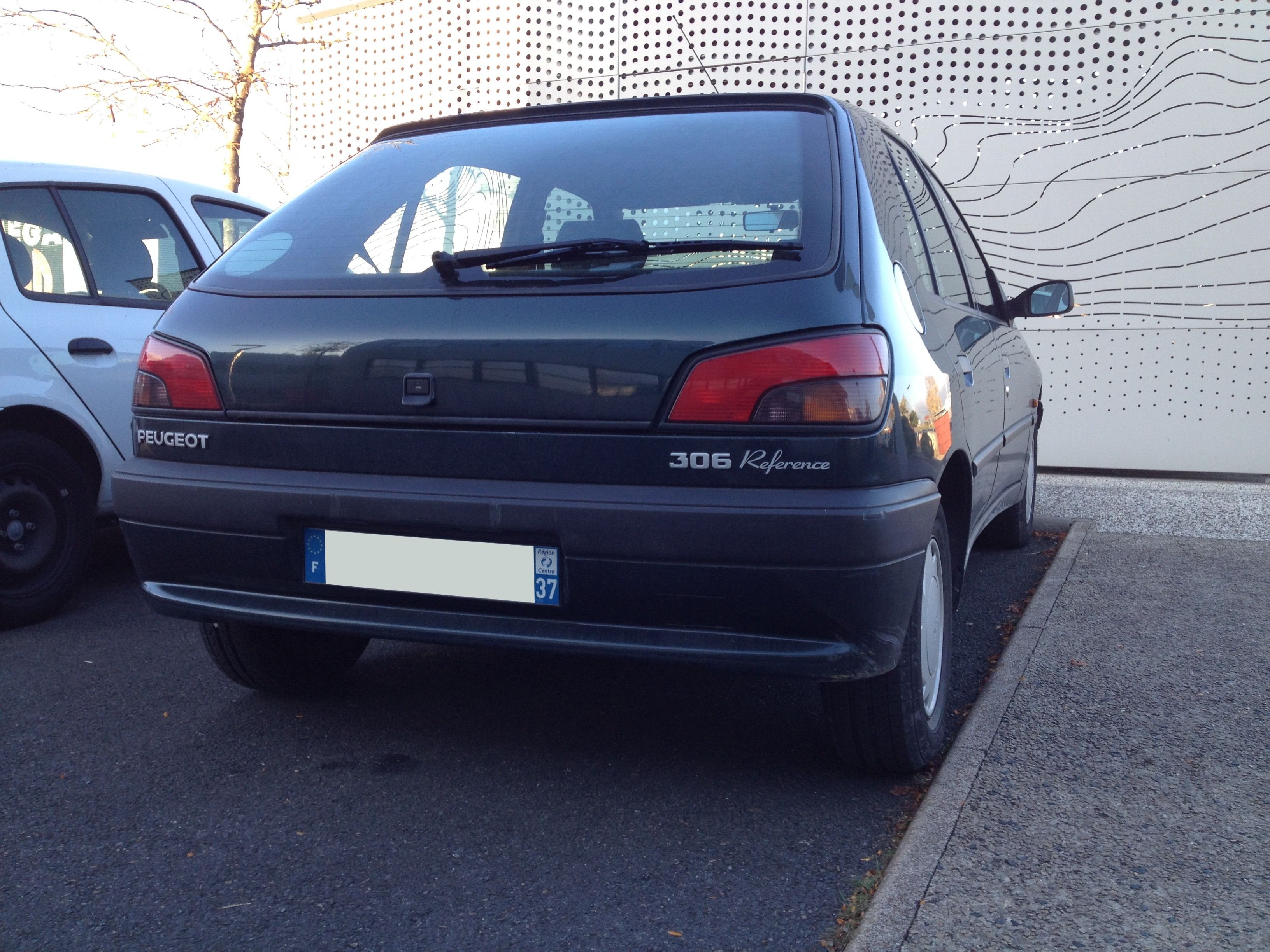

Finition XN (moteur 1360 cm3 TU3MC, sièges tissu, tableau de bord sans compte-tours) à laquelle s'ajoutent la direction assistée, les vitres avant électriques, et la fermeture centralisée (mais curieusement sans télécommande à infrarouge).

#### Roland Garros
La serie 306 Roland Garros se ofreció en todos los modelos 306 (berlina, familiar, descapotable) hasta el año 2000 y en 2002 para el descapotable y el familiar.
Esta serie especial cuenta con un equipamiento mejorado, cuenta con techo solar eléctrico, un interior en semicuero blanco con medallones de tela en los colores del coche, así como cinturones de seguridad de color rojo que recuerdan a los colores de la pista de arcilla de Roland Garros. En los primeros modelos de las fases 1 y 2. La fase 3 adoptará cuero beige y verde con el logotipo de Roland Garros, cinturones de seguridad a juego con la tapicería (beige) y un volante deportivo de cuero de 3 radios. En el convertible, la capota es eléctrica.

Los colores son Vert Roland Garros M0RP al principio y luego Vert Grand Slam M0QL desde junio de 1995 hasta 2002.

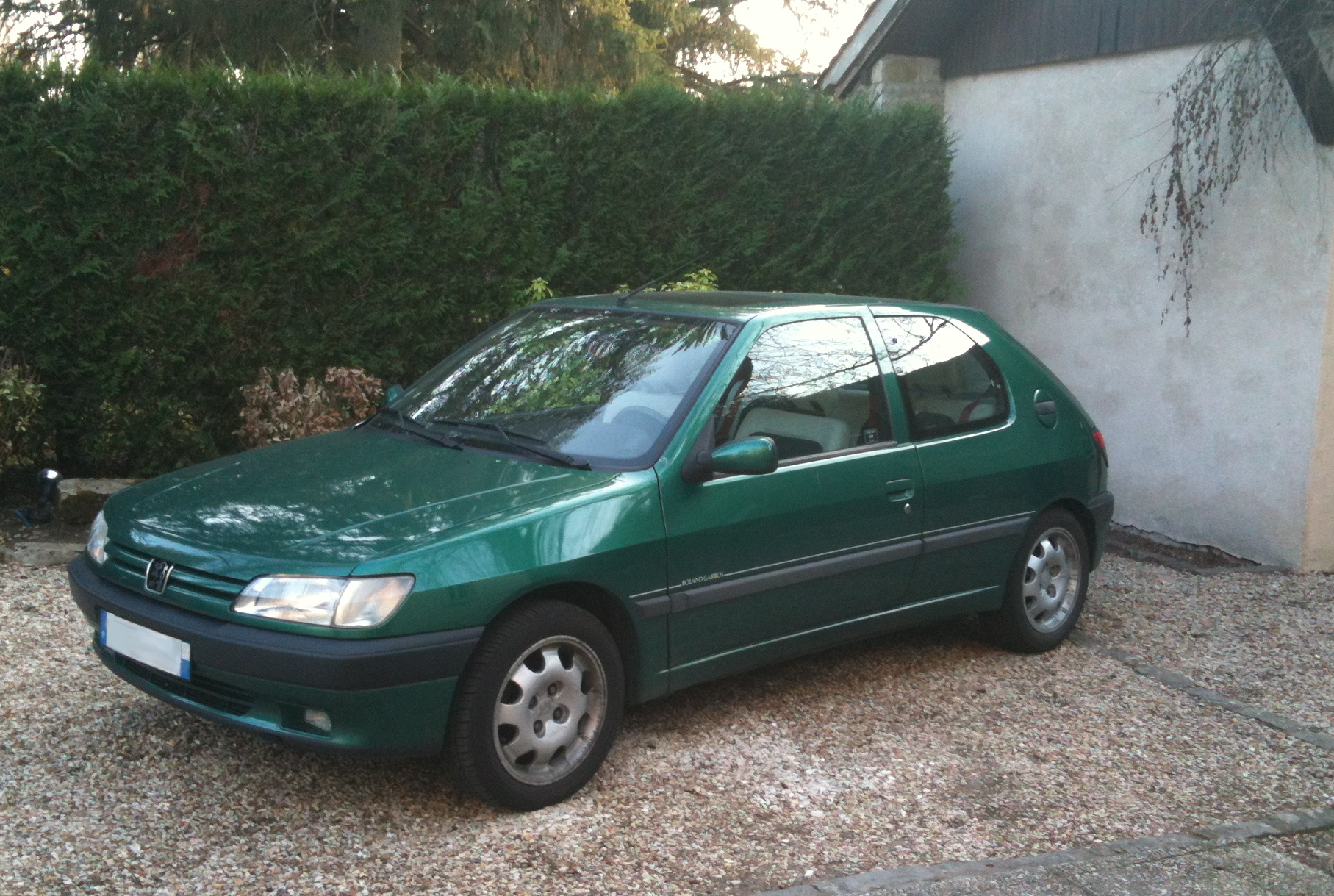
Serie Roland Garros 3 o 5 puertas, familiar y descapotable.

#### Saint-Tropez

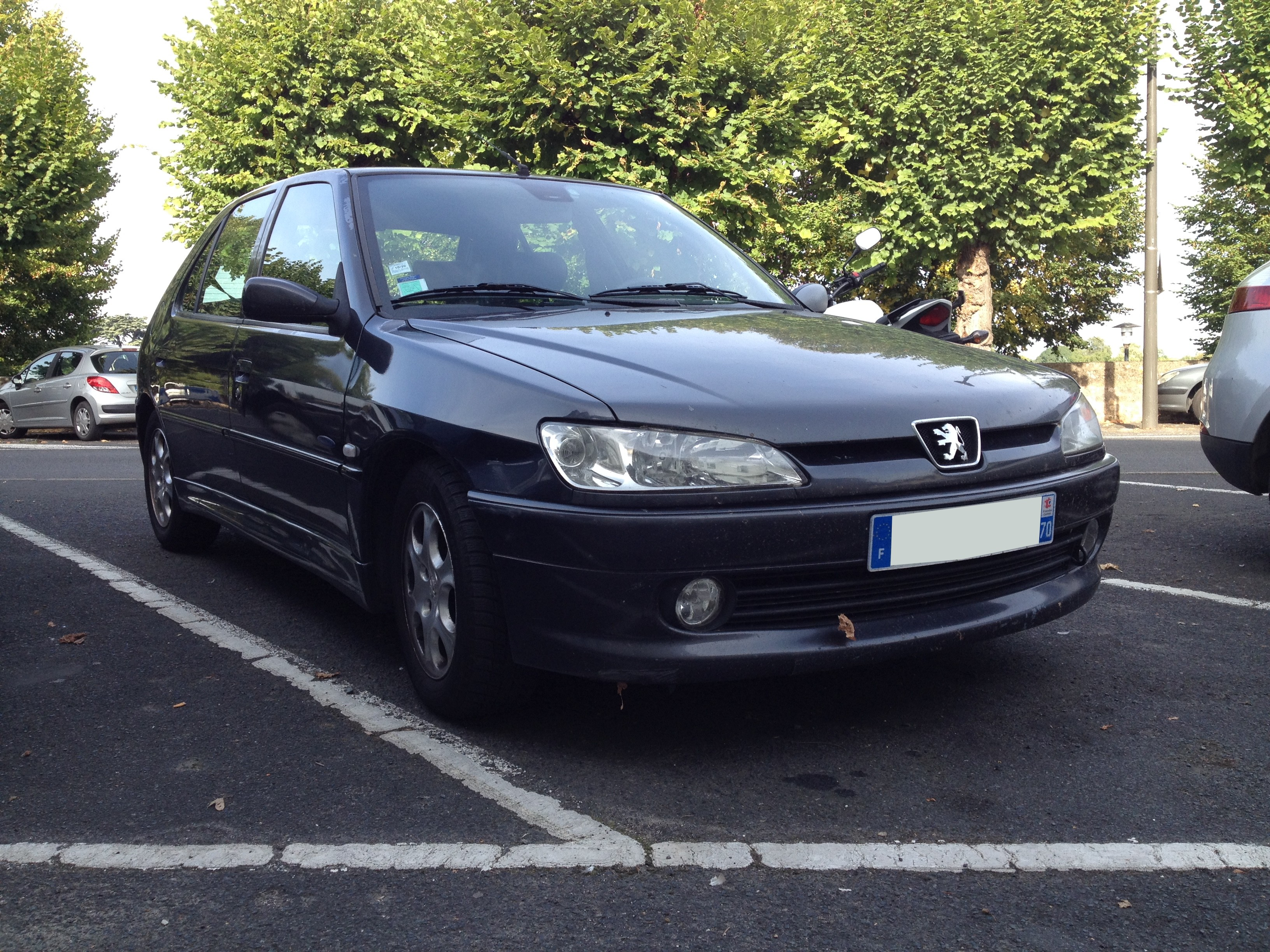
2 versiones: descapotable y 3 o 5 puertas.
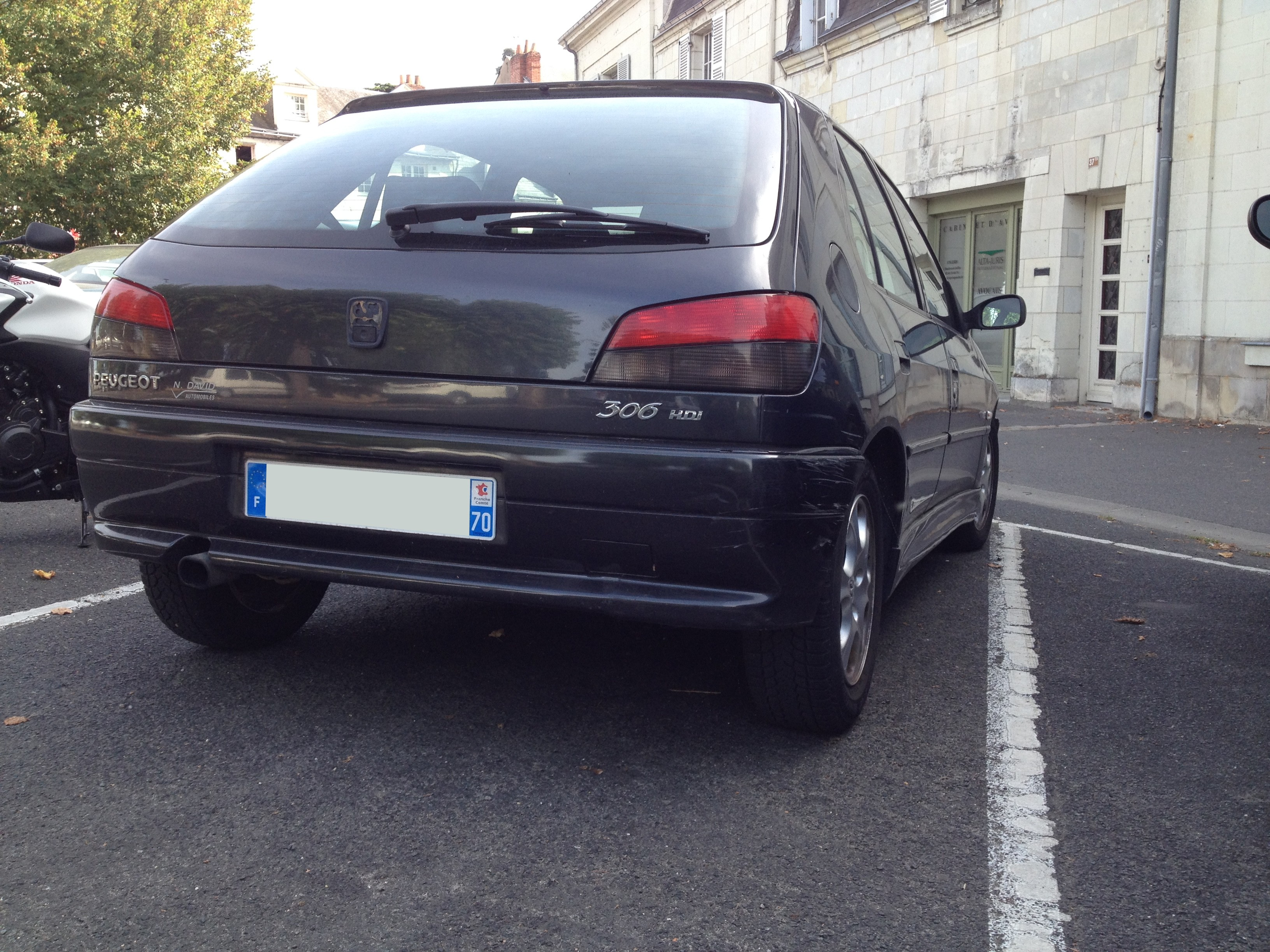
2 puertas, 3 y 5 puertas.
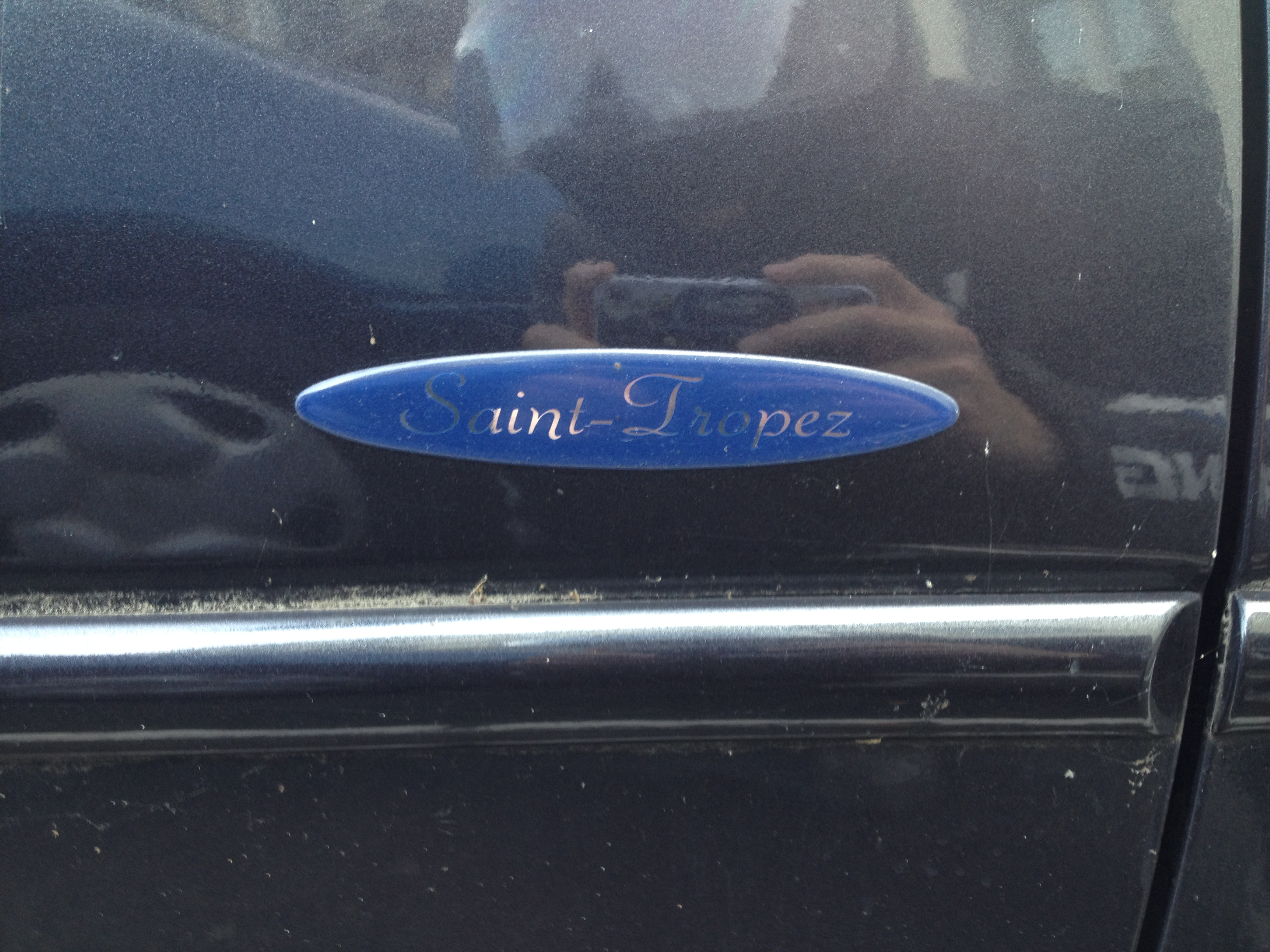
2 puertas, 3 y 5 puertas (monograma).

#### Slalom
La serie 306 Slalom se vendió en Gran Bretaña. Esta serie se basaba en el modelo XN, en versiones de 3 y 5 puertas. Estaba disponible en dos motores: el 1.4i de gasolina de 75 CV y el 1.9 diésel de 70 CV. Estaba disponible en tres colores (Blanc Banquise P0WP, Rouge Vallelunga P3KB et Noir Onyx P3XY).
El modelo cuenta con un interior de tela "Bali", una insignia "Slalom" junto a la luz trasera derecha, tapacubos, airbag para el conductor, dirección asistida, lunas tintadas, faros antiniebla delanteros y traseros, y portón trasero.
La versión de 3 puertas se vendió por 10.140 £ (1.4i) y 10.440 £ (1.9d).
La versión de 5 puertas se vendió por 10.545 £ (1.4i) y 10.845 £ (1.9d).

#### Tariffa

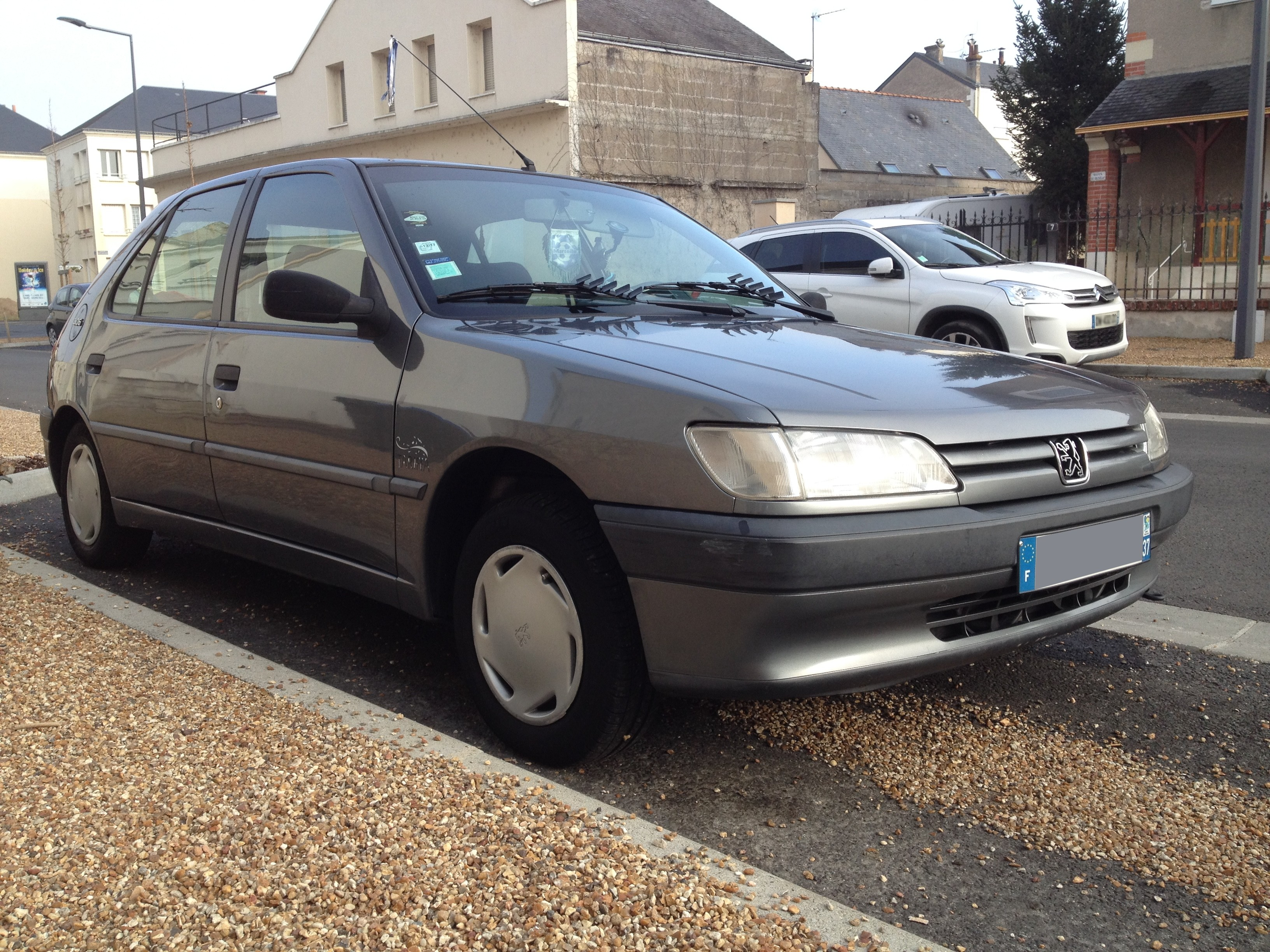
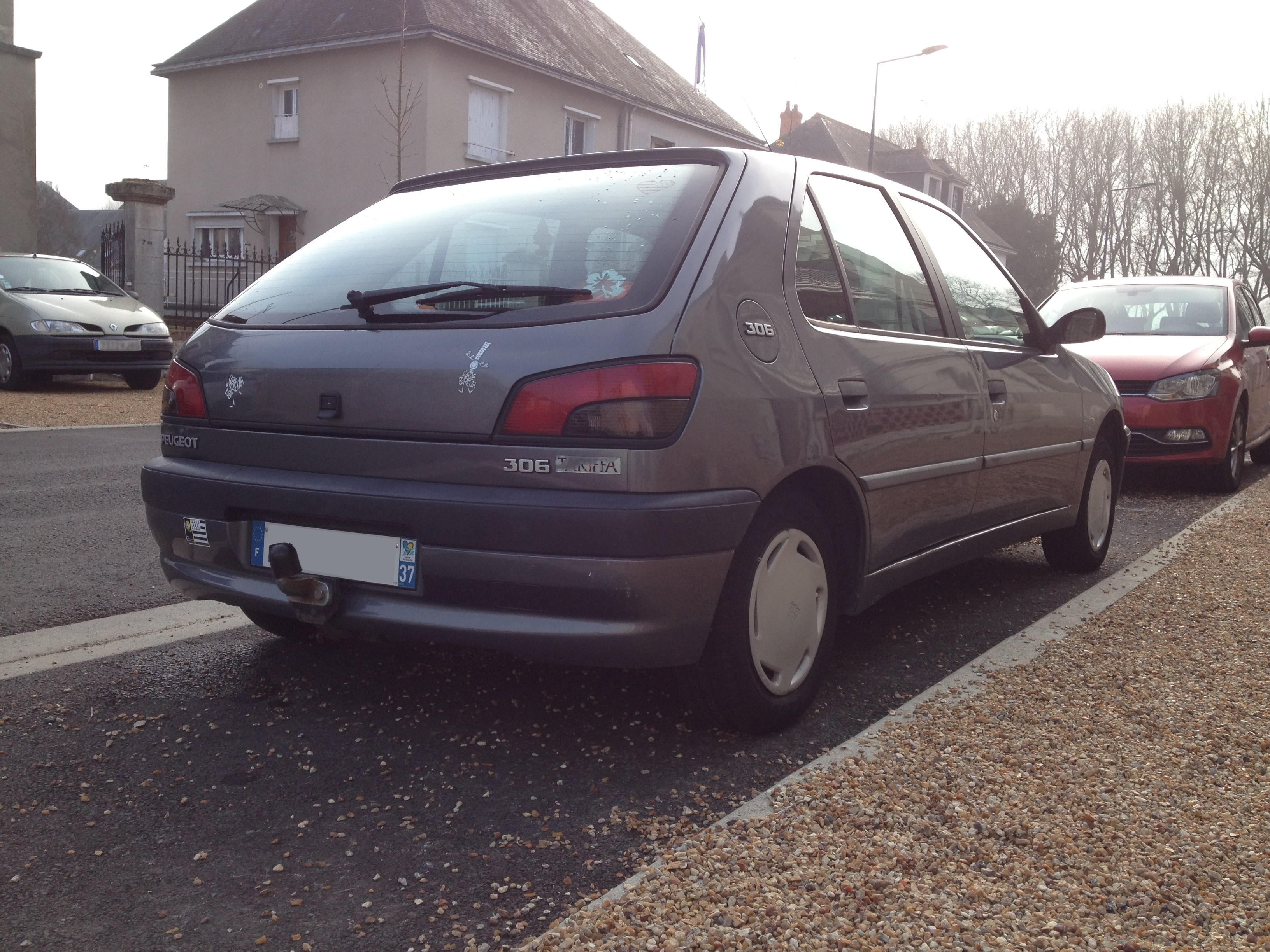
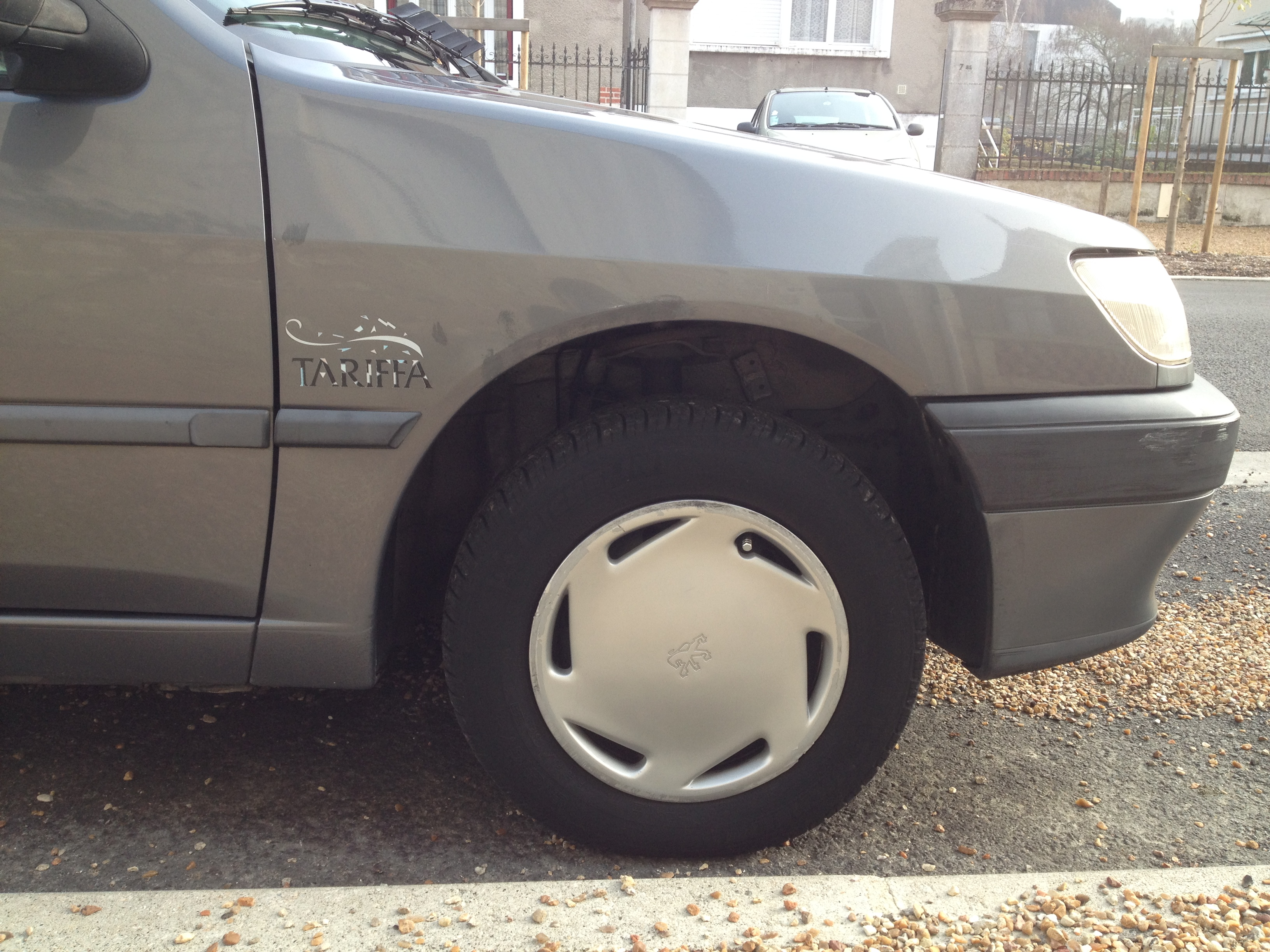
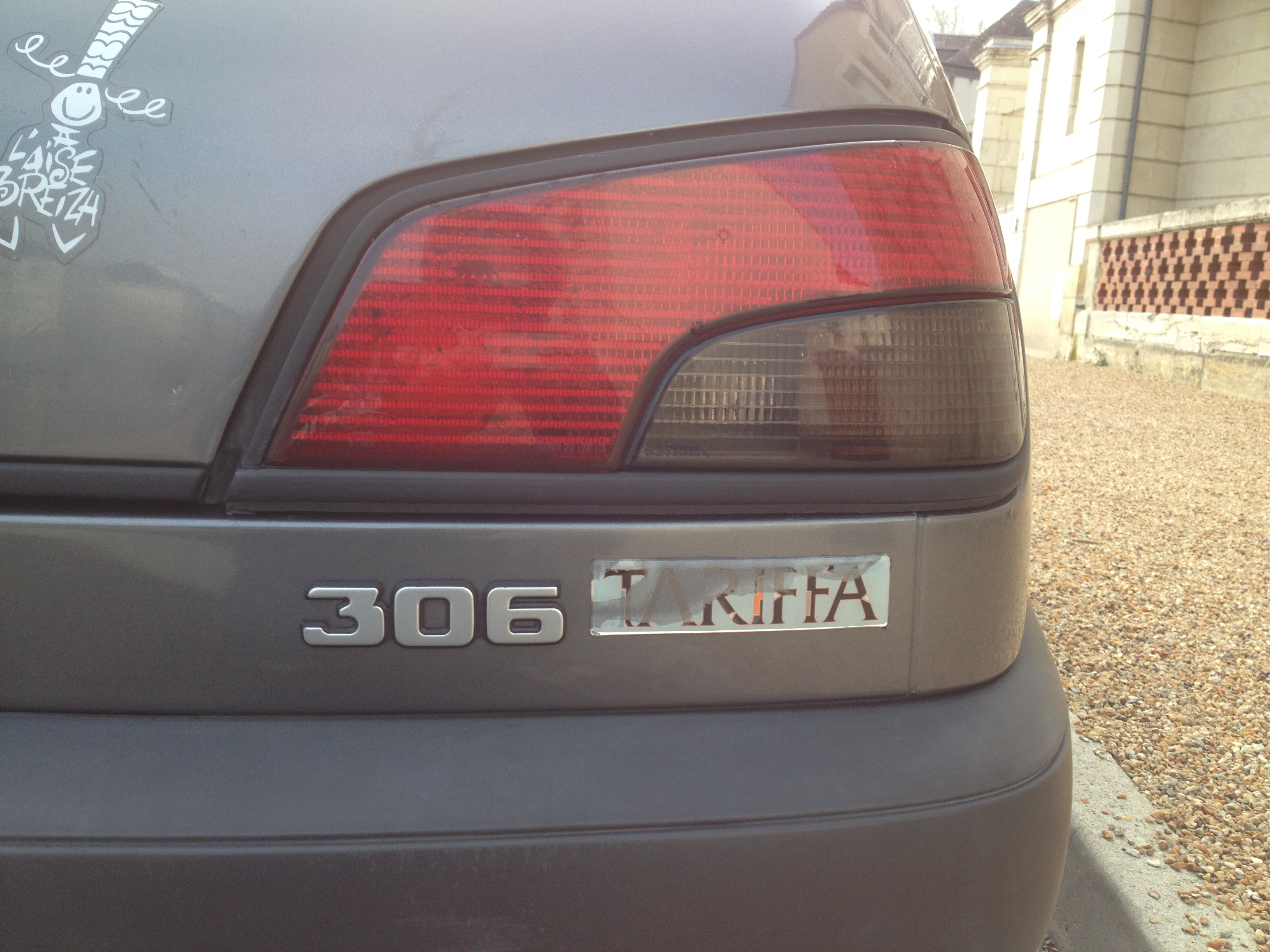

Serie de exportación española disponible como sedán de 4 o 5 puertas. Tres colores disponibles: Gris Magnum M1TA, Blanc Banquise P0Wp ou Rouge Lucifer M0KQ.

#### Totem

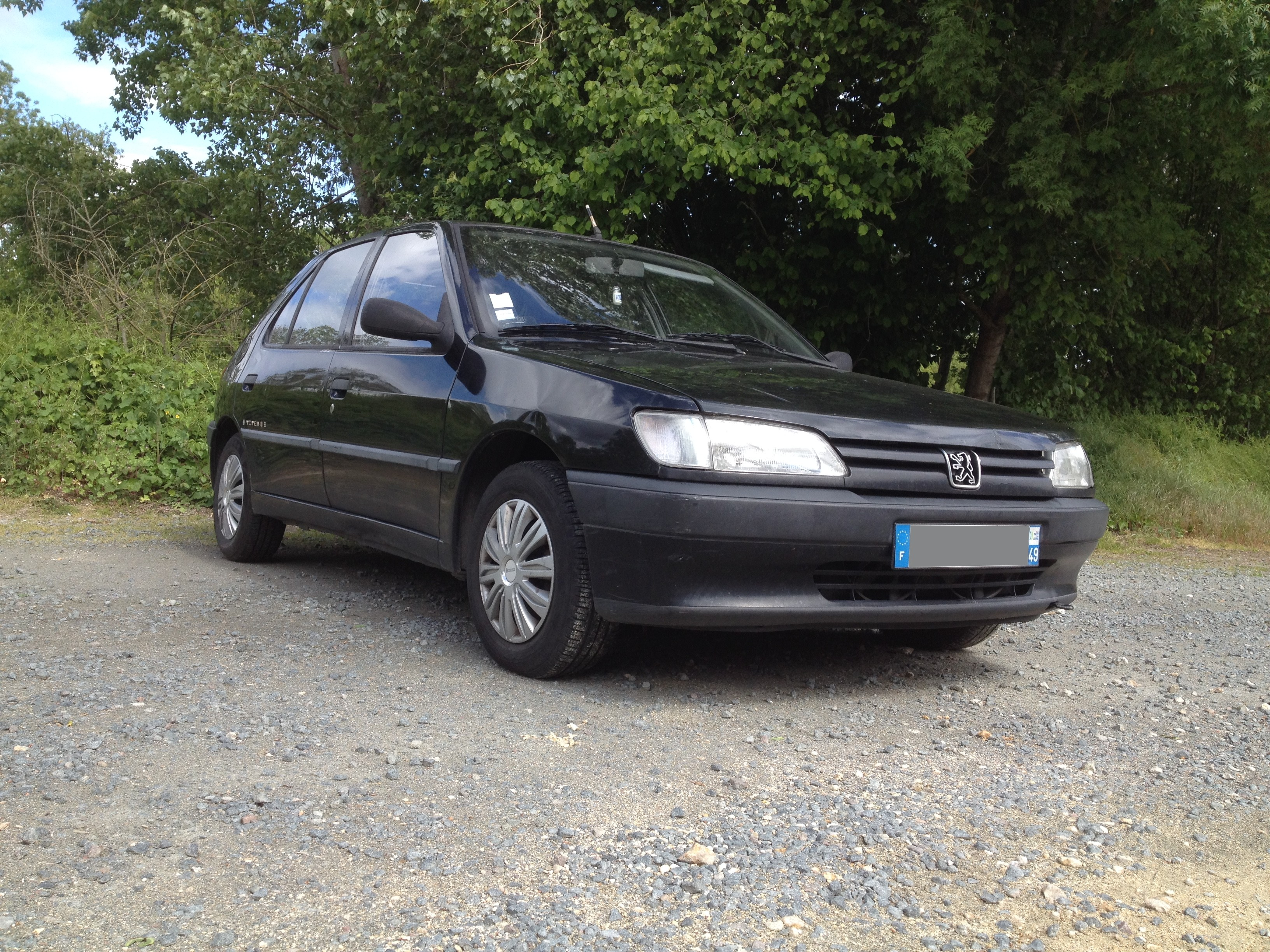
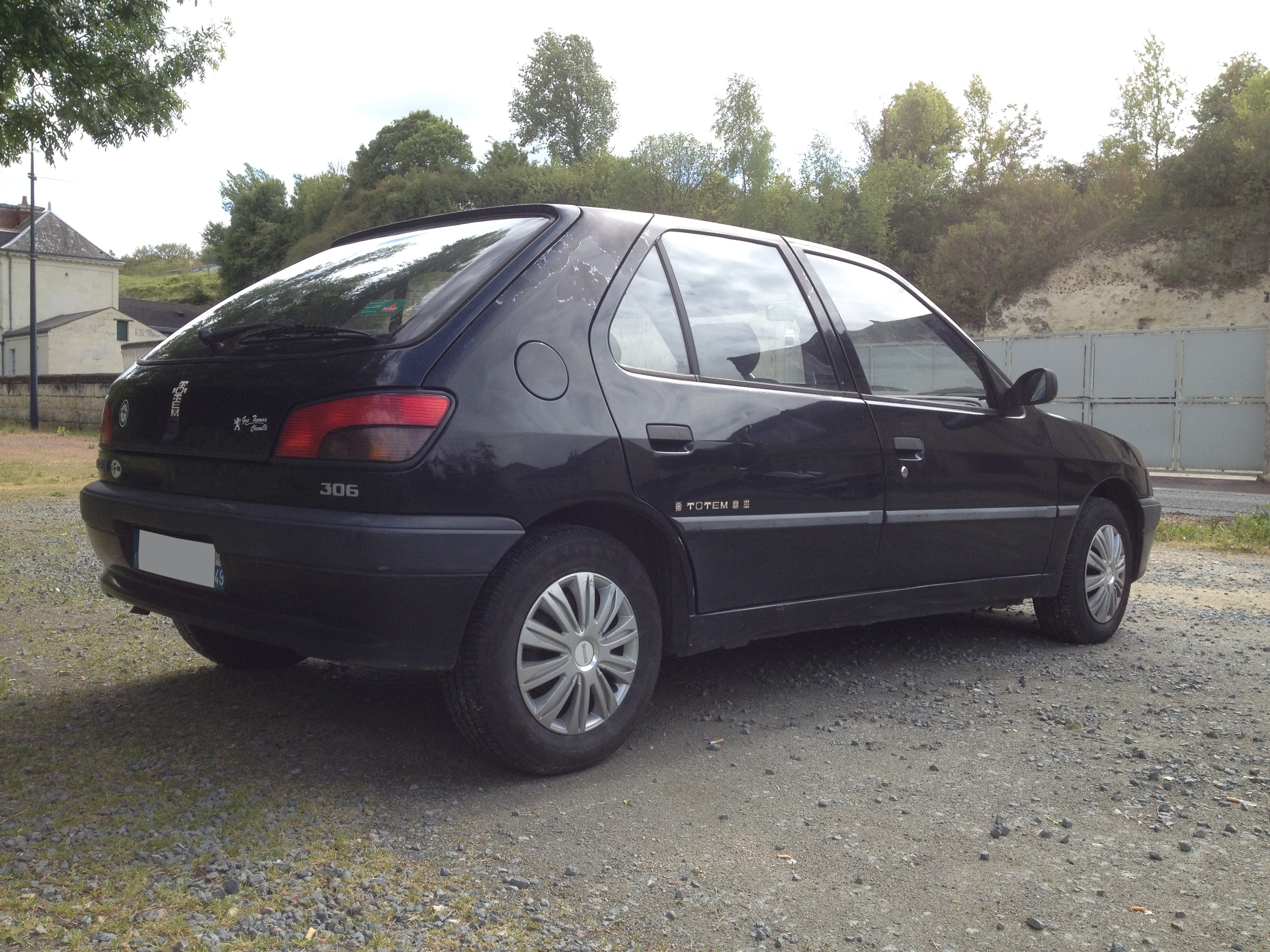
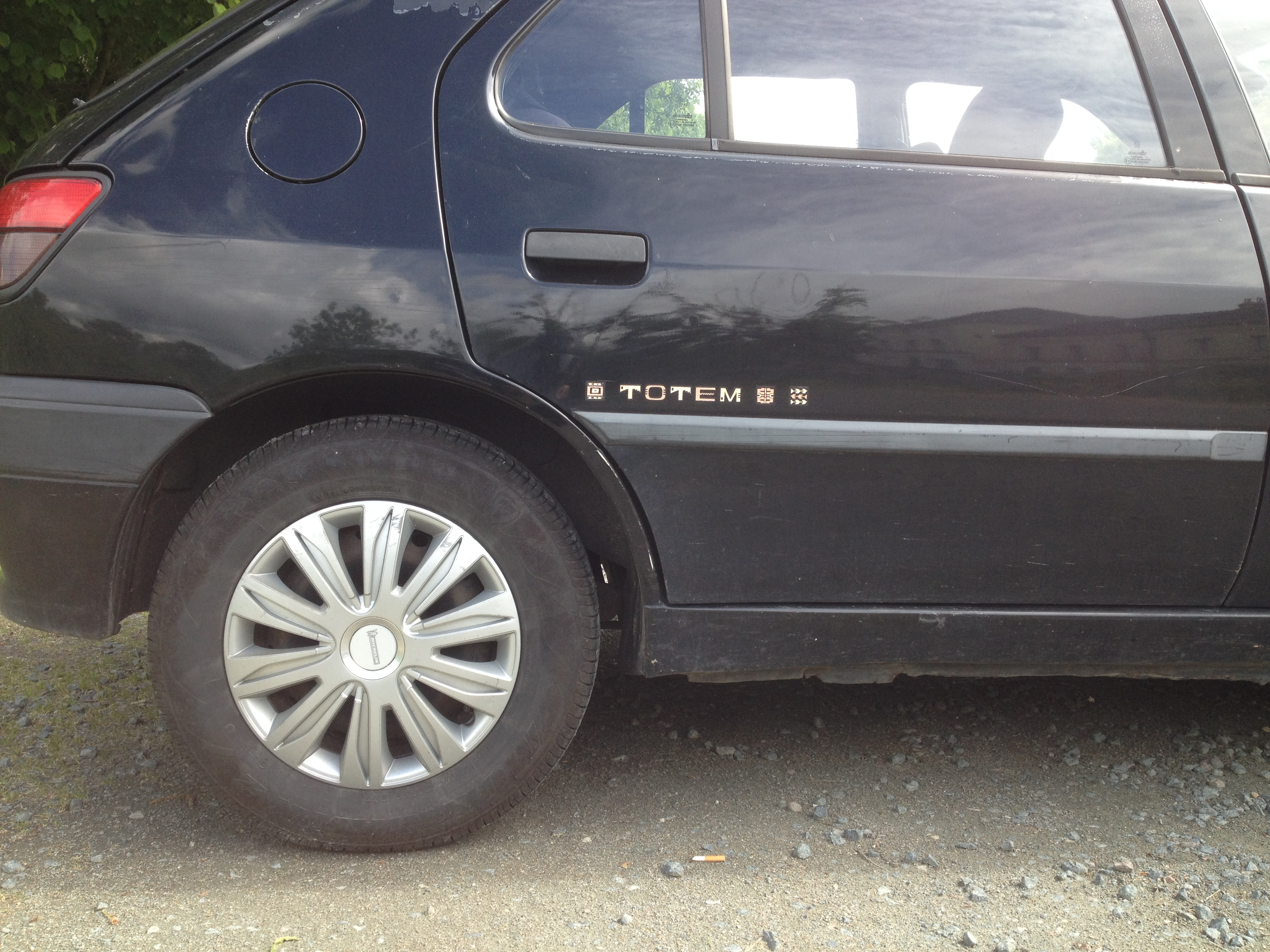
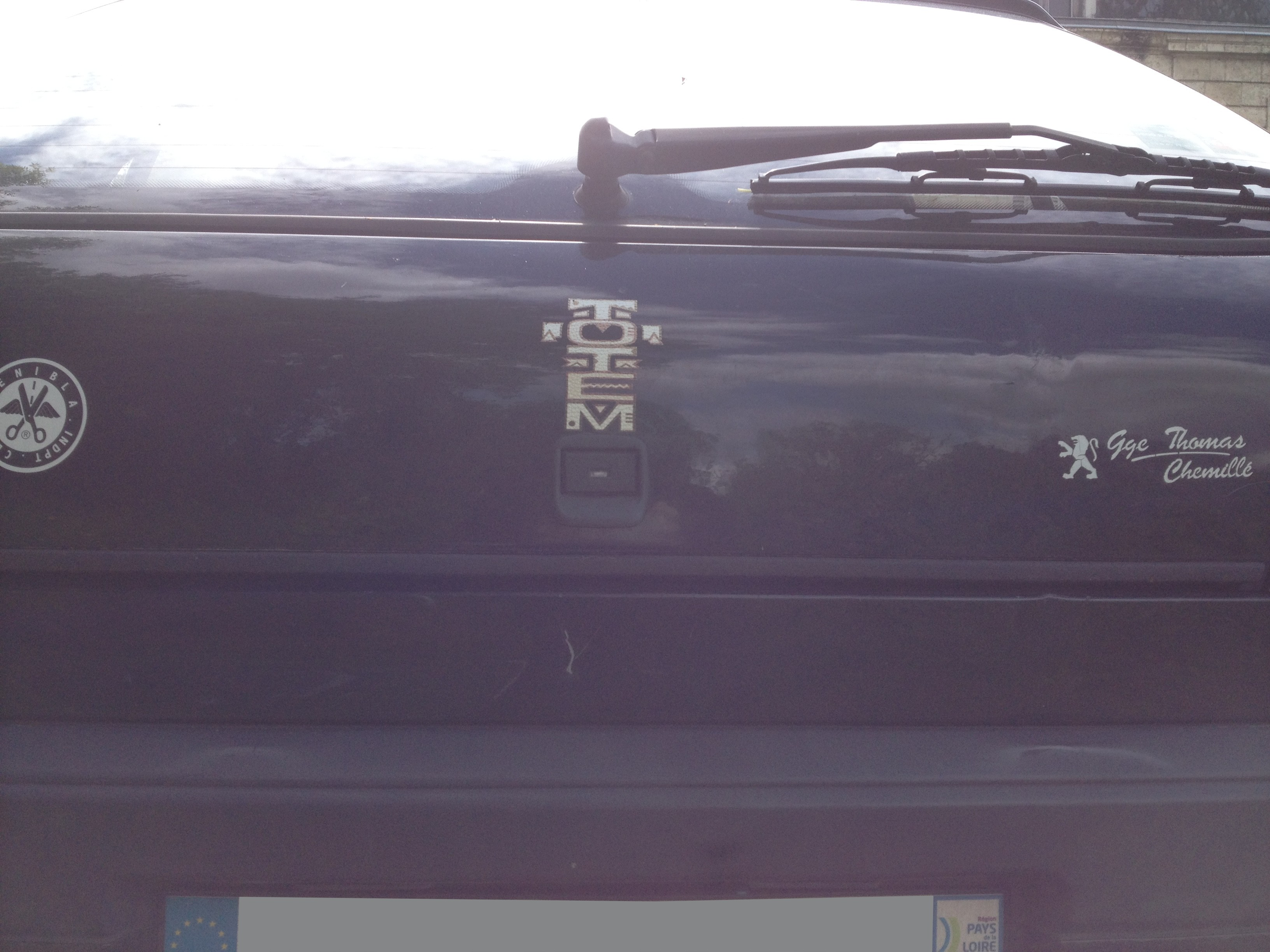

#### XSS
La serie 306 XSS se vendió exclusivamente en Gran Bretaña, similar a la serie especial DTurbo S, pero con un motor de gasolina de 1,6 l. El equipamiento era prácticamente idéntico. Cabe destacar que esta versión XSS ofrecía dos colores a elegir: Bleu Sigma M0NQ ou Vert Fluorite M0SS.

## Competición

### 306 Maxi
El Peugeot 306 Maxi es un coche de competición diseñado para rallies y basado en el 306 S16. Marcó el verdadero regreso de Peugeot a la vanguardia de los rallies, tras la era del Grupo B y el legendario 205 Turbo 16. Su desarrollo comenzó en 1995, con Jean-Pierre Nicolas a cargo del departamento de competición, utilizando el 306 GTI Grupo A como base de competición. El preparador Pipo se encargó del desarrollo del motor.

#### Presentación
El 306 Maxi fue el rey de los coches en kit antes de la llegada del Xsara. En manos de Gilles Panizzi y François Delecour, ganó varios rallies del campeonato francés y le permitió a Panizzi ganar dos títulos del Campeonato Francés de Rally en 1996 y 1997. Era más avanzado y competitivo que el Maxi Mégane, antes de ceder su lugar en el campeonato francés al Citroën Xsara Kit-car, otro fabricante del grupo PSA.
De 1996 a 1998, el Peugeot 306 Maxi también participó oficialmente en el Campeonato Mundial de Rallyes, principalmente en rallies de asfalto, donde terminó entre los seis primeros en varias ocasiones. Terminó el Tour de Córcega de 1997 en tercer y cuarto puesto, tras haber liderado durante mucho tiempo las disputas contra Colin McRae y Carlos Sainz (ambos en el WRC), y, sobre todo, como mejor resultado, el segundo puesto obtenido por François Delecour en el Tour de Córcega de 1998, Todavía se enfrenta a World Rally Cars más potentes y con tracción total, pero también más pesados. El 306 Maxi fue diseñado exclusivamente para rallies de asfalto, pero un piloto privado portugués, Adruzilo Lopes, inscribió una versión modificada para tierra en el Rally de Portugal, ganando su categoría (A7) en 1998.También en 1998, el 306 Maxi demostró todas sus capacidades en el Campeonato Belga de Rally Inter con Jean-Pierre Vande Wauwer al volante, quien ganó el Rally de Valonia, pero sobre todo el Campeonato Belga. El 306 Maxi logró sus últimos éxitos internacionales en 2004, permitiendo al piloto privado italiano Luca Pedersoli terminar segundo en el Campeonato Europeo de Rally de 2004, ofreciendo cierta resistencia a los Super 1600, menos potentes, pero mucho más recientes.
Aunque el 306 Maxi ya no está homologado para participar en los grandes rallies internacionales, sigue haciendo las delicias de los pilotos privados en el Campeonato de Francia de Rally, así como en pruebas regionales y nacionales.

#### Pilotos
- Sébastien Loeb (algunos rallies en 2017 y el Rally Mont Blanc de 2021)
- Eddy Bénézet (Campeón de Europa de Rallycross D2 en 2000)
- Will Gollop de 1994 a 1997
- Gilles Panizzi de 1995 a 1998. Campeón de Francia de Rally en 1996 y 1997
- François Delecour de 1996 a 1998 y el Rally Mont Blanc de 2021

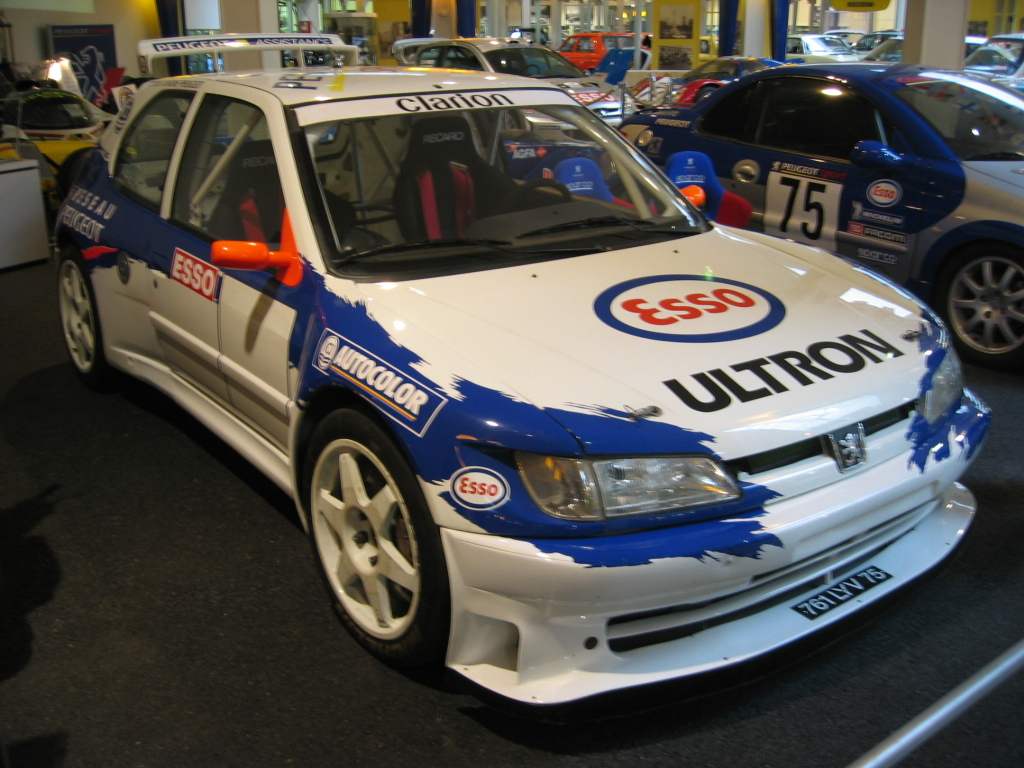
Peugeot 306 Maxi Kit Car.

El Peugeot 306 cuenta con una versión homologada para rallyes en la categoría Kit Car conocida como Peugeot 306 Maxi o Peugeot 306 Kit Car. Tanto Peugeot como equipos privados utilizaron el 306 Maxi en numerosos campeonatos de turismos y rally. Fue especialmente exitoso la versión para rallyes, resultando campeón francés de rally con Gilles Panizzi al volante en 1996 y 1997. En el campeonato del mundo logró varios podios: fue segundo en el Montecarlo de 1996 con François Delecour y tercero en Rally Cataluña de 1997 y Córcega 1997 con Panizzi. También participó en el Campeonato Británico de Turismos y el TC 2000.

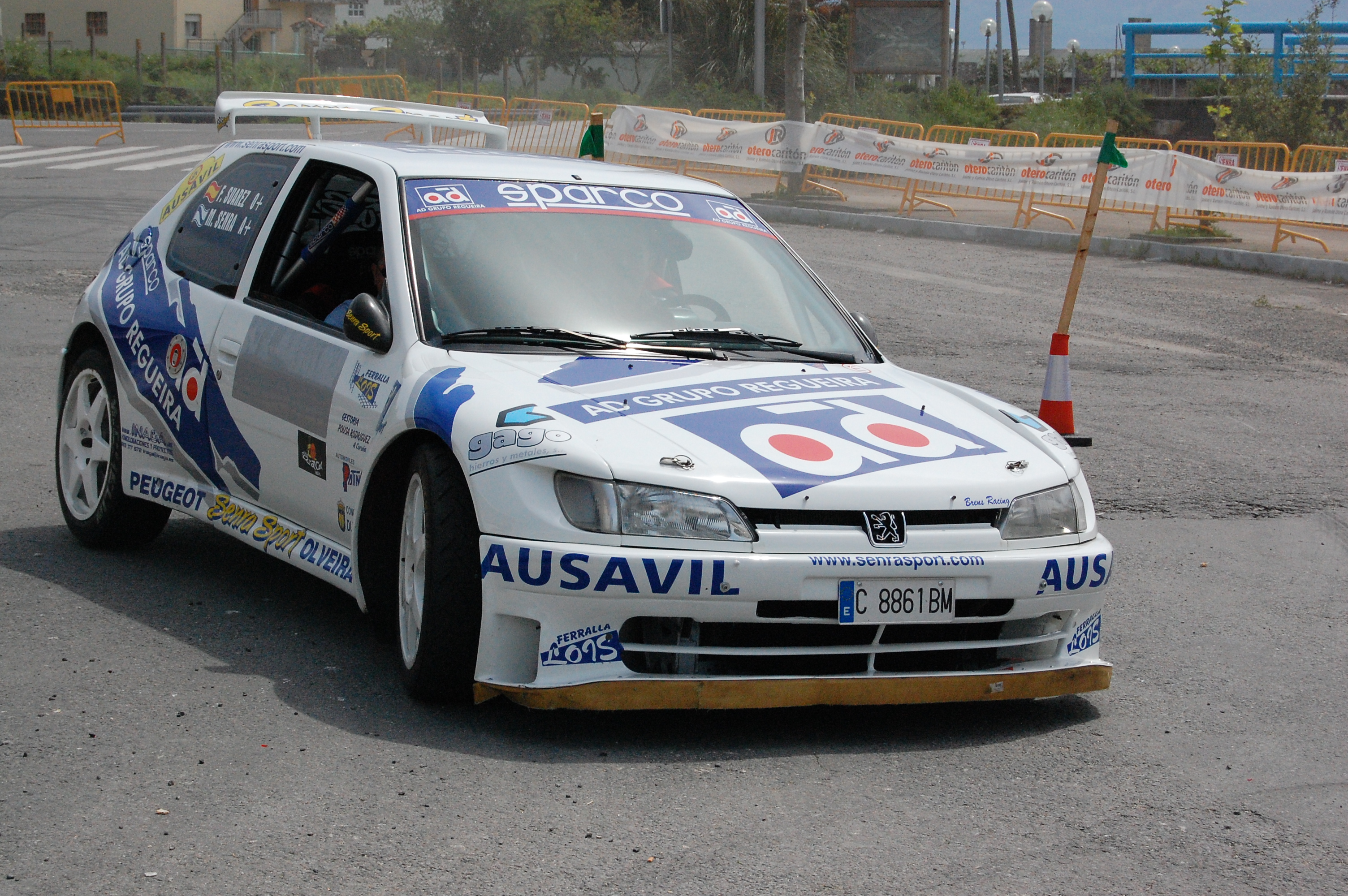
Peugeot 306 Maxi

El Peugeot 306 Maxi compitió en el Grupo A del Campeonato de Francia y del Mundo de Rallyes. La versión GTI del coche también ganó la carrera de resistencia 24 horas de Spa en 1999 y 2000.
El coche ganó el Campeonato Danés de Turismos en 1999, 2000 y 2001, y el título de la Serie Asiática de Turismos en 2000, 2001 y 2002.

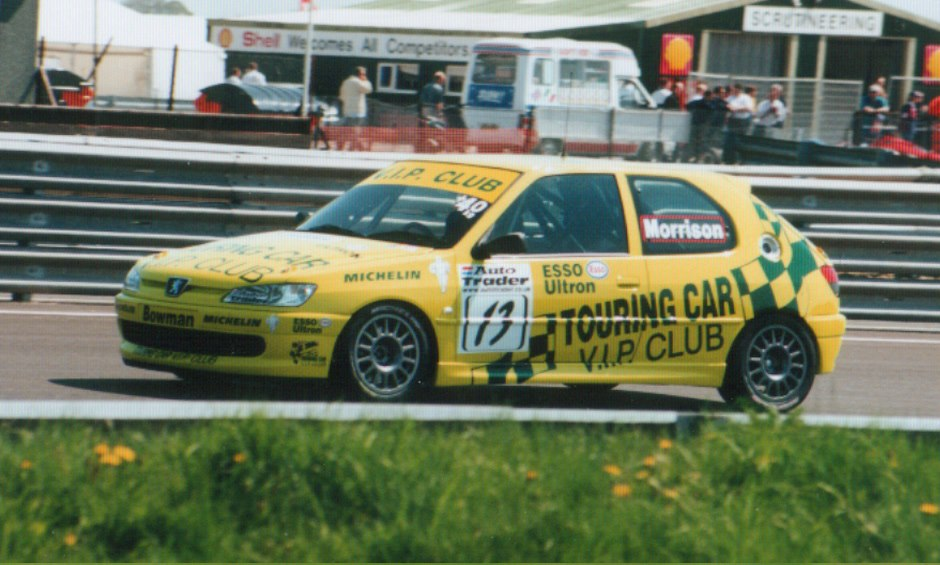
Alan Morrison al volante del Peugeot 306 GTi del "VIP Touring Car Club"

El Peugeot 306 GTi fue un coche común en el BTCC de 2000 a 2003. En 2000, la inscripción de un 306 GTi fue la de Alan Morrison conduciendo para Vic Lee Racing en la Clase B, que estaba compuesta por coches más pequeños y lentos. Terminó primero en la clase (12º en la general) en la primera carrera en Brands Hatch. Morrison obtuvo una ventaja sobre James Kaye. Al final de la temporada, tenía 13 victorias en su clase y eso le había dado la victoria con el 306 con 264 puntos, solo 4 puntos por delante de Kaye con 260 puntos. Otras entradas incluyeron a Will Hoy, Lee Linford, Toni Ruokonen y Dan Eaves. Los otros pilotos del 306 para el equipo: Hoy, Linford, Ruokonen y Eaves, todos anotaron puntos. Ruokonen y Eaves obtuvieron podios.
En 2001, se registraron más unidades del 306 GTi. Dos 306 patrocinados por HTML se inscribieron para la temporada en la clase de producción con el piloto noruego Roger Moen, y Simon Harrison. Harrison y Moen terminaron en una formación 1-2 en la primera carrera. Roger logró otro segundo puesto en la segunda carrera. En muchas ocasiones, el dúo terminó muy cerca en casi todas las carreras. Después de once podios entre ellos, terminaron primero y tercero en la clasificación del campeonato con Simon Harrison con 227 puntos y Roger Moen, 212 puntos. Tech-Speed Motorsport inscribió dos 306 con Paul O'Neill y Annie Templeton al volante. El mejor resultado de O'Neill fue un segundo puesto en la clase (sexto en la general), el de Templeton fue un sexto puesto en la clase (undécimo en la general). O'Neill terminó octavo con 74 puntos y Templeton decimonoveno con 21 puntos. Tom Boardman también comenzó la temporada con su propio 306. Su temporada no fue mala; su mejor resultado fue un tercer puesto en su categoría (séptimo en la general). Boardman terminó la temporada undécimo en la clasificación, con 66 puntos.

## Acabados

### Colores
Todos los colores que se indican a continuación estaban disponibles como equipamiento estándar u opcional en los modelos 306. Algunos permanecieron en el catálogo durante toda la producción del modelo, mientras que otros se ofrecieron durante periodos más cortos.

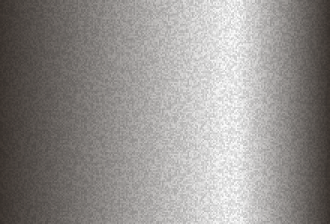
Beige Mayfair - M0CN
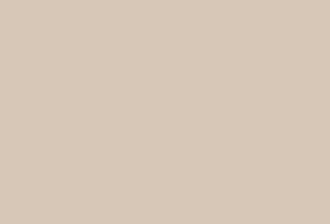
Beige Tibesti - P0CX
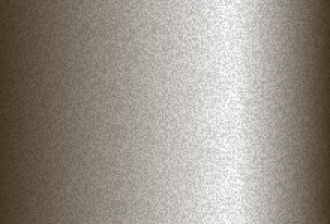
Beige Versailles - M0DU
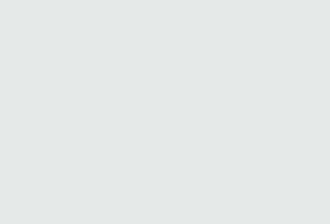
Blanc Banquise - P0WP
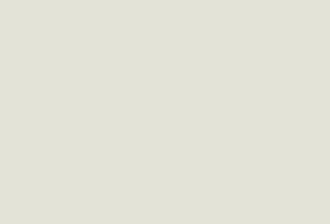
Blanc Meije - P0WT
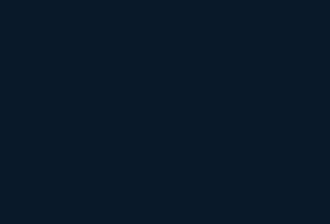
Bleu Amiral - P3NC
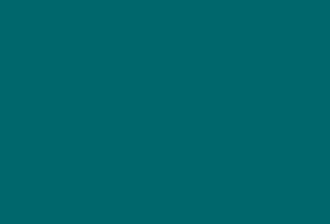
Bleu Bermudes - P3SD
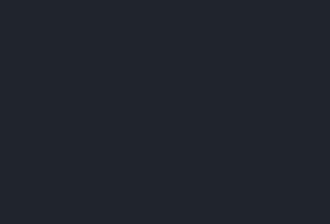
Bleu d'Arabie - P3LA
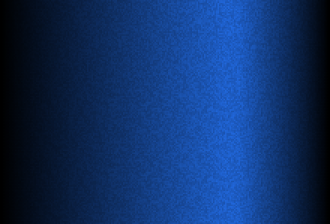
Bleu de Chine - M4GE
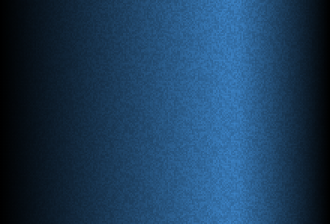
Bleu de Rhodes - M4MP
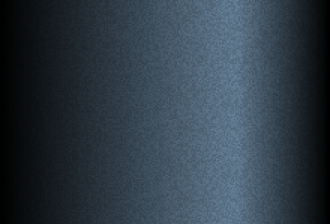
Bleu de Saxe M0PJ
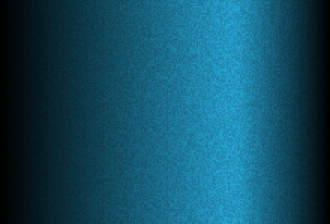
Bleu Genesis- MONW
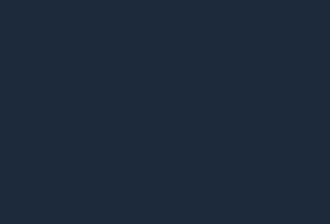
Bleu Impérial - P3NP
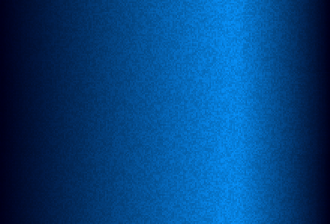
Bleu Miami - M0MY
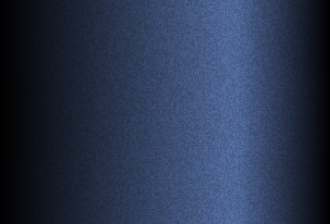
Bleu Pharaon - MOGQ
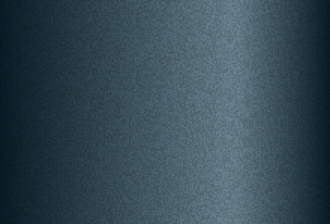
Bleu Polaire - M0PQ
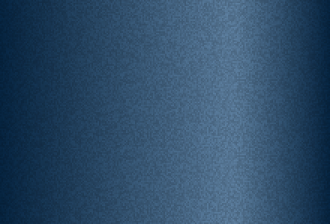
Bleu de Provence - M0GR
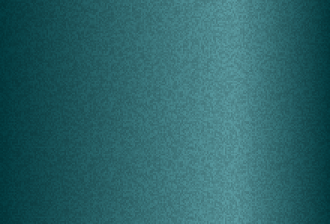
Bleu Samoa - M0GF
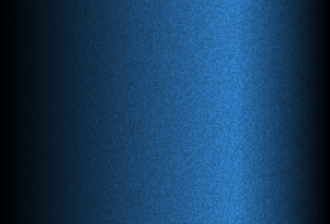
Bleu Sigma - M0NQ
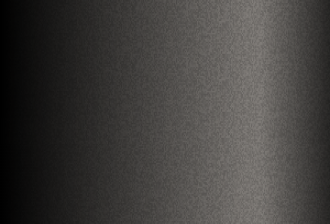
Brun Castillane - M0EA
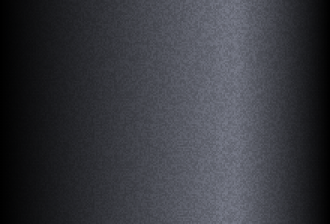
Gris Aster - M0YJ
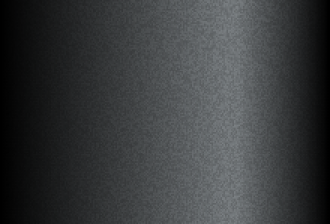
Gris Château - M0TH
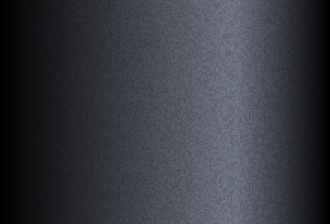
Gris Cosmos - M0YF
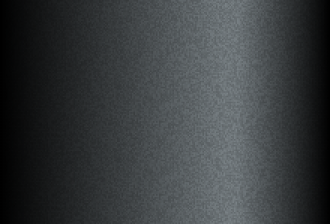
Gris Hades - EZDC
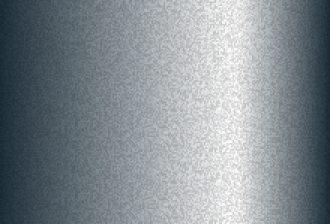
Gris Iceland - M0YL
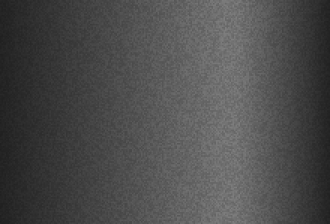
Gris London - M1VH où M0VH
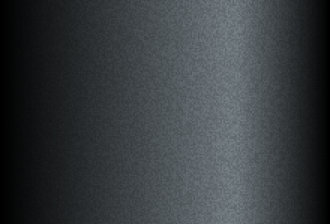
Gris Magnum - M1TA
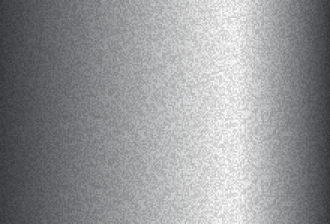
Gris Quartz - M0YC
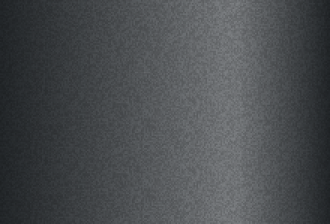
Gris Sidobre - M0ZA
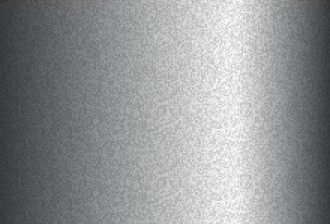
Gris Thallium - M0VW
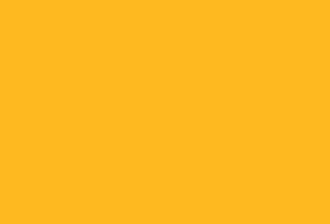
Jaune Genêt - P3AU
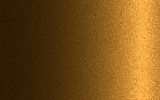
Jaune Vermeer - M0DX
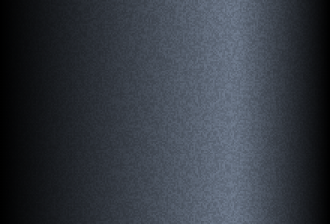
Noir Kazan - M0XC
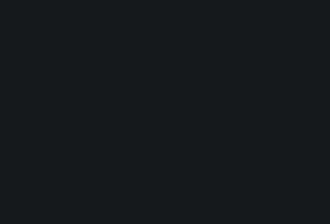
Noir Onyx - P3XY
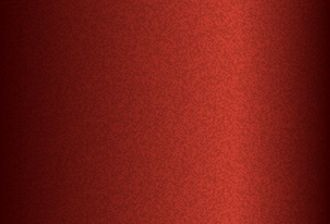
Orange Newport - M4HA
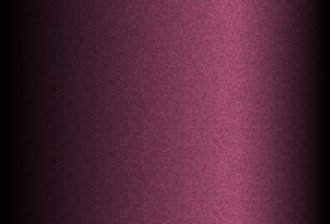
Prune Nacrée - M4KW
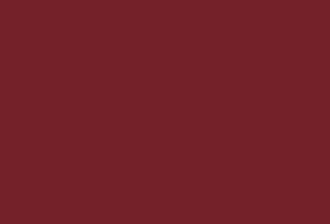
Rouge Andalou - P0JZ
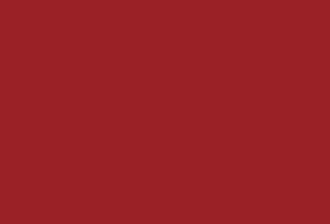
Rouge Ecarlate - P3KG
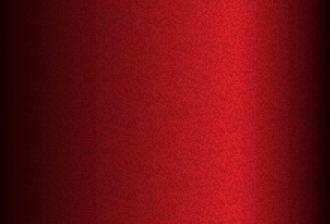
Rouge Lucifer - M0KQ
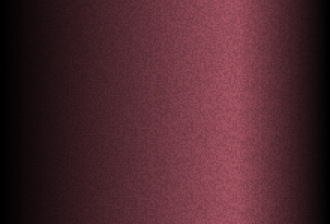
Rouge Trévisé - M0JY
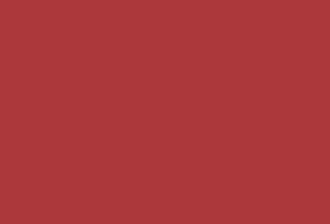
Rouge Vallelunga - P3KB
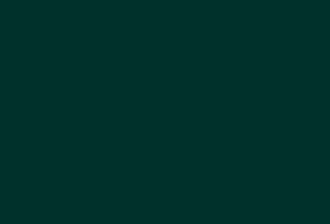
Vert Epicea - P0QY
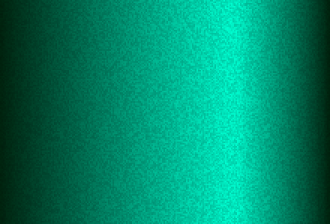
Vert Fluorite M0SS
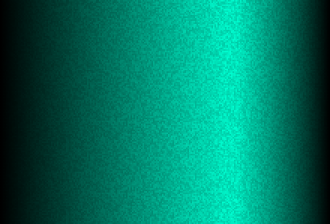
Vert Grand Chelem - M0QL
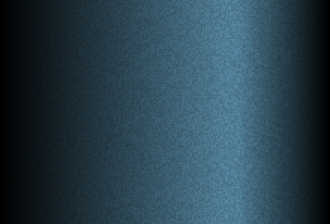
Vert Mayerling - M0SB
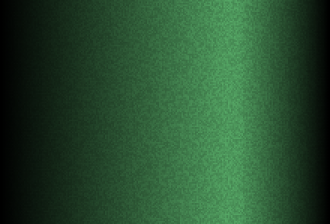
Vert Nausicaa - M0QU
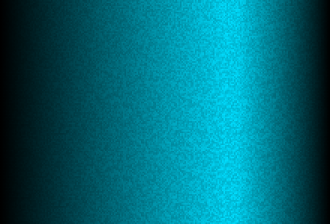
Vert Reflex - M1SU
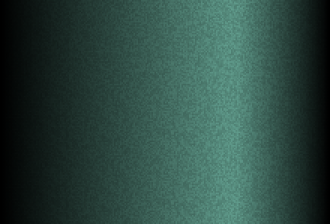
Vert Roland Garros - M0RP
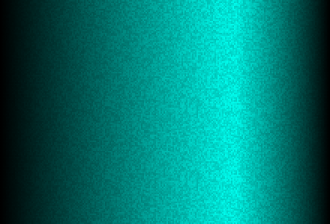
Vert Sherwood - M0RF
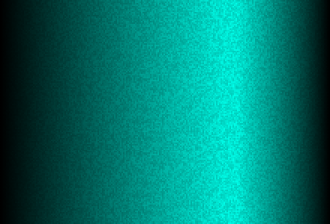
Vert Tie Break Iséo- MOSJ
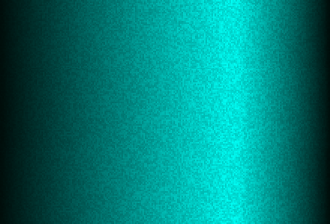
Vert Watteau - M0QS

También podemos destacar varios colores de servicio que ahora están en manos de particulares:

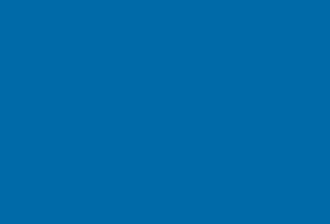
Bleu EDF - P0MG
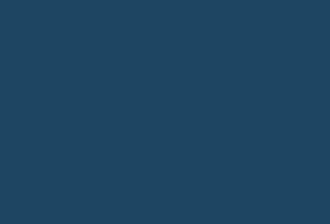
Bleu Gendarmerie- P0P4
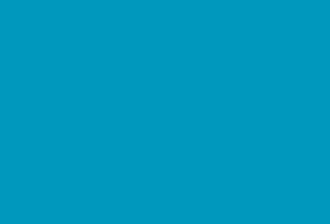
Bleu Télécom - P3MF
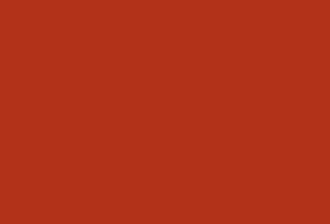
Rouge Pompier - P0KB

1993-1994
| Colores            | 1993 | AM 93 | AM93      | AM 93     | nov-93  | dic-93   | AM94      | AM94          | AM94     | abr-94    | abr-94        | may-94        | ago-94 | sept-94         | oct-94 | 1994 |
|                    |      | Niv 1 | Niv 2 Bis | Niv 2 & 3 | Le Mans | Sportive | Niv 1 & 2 | Niv 2 Bis & 3 | Sp 1 & 2 | Cabriolet | Roland Garros | Roland Garros | Sedan  | Griffe J→ 07/96 | Griffe |      |
| Beige Mayfair      | X    |       | X         | X         |         |          | X         | X             |          |           |               |               | X      | X               | X      | X    |
| Beige Tibesti      |      | X     |           | X         |         |          |           |               |          |           |               |               |        |                 |        |      |
| Blanc Banquise     |      |       |           |           |         | X        | X         | X             | X        | X         |               |               | X      |                 |        | X    |
| Blanc Meije        | X    | X     | X         | X         |         |          |           |               |          |           |               |               |        |                 |        |      |
| Bleu Bermudes      |      |       |           |           |         |          | X         | X             |          |           |               |               | X      |                 |        | X    |
| Bleu d'Arabie      | X    | X     | X         | X         |         |          | X         | X             |          |           |               |               |        |                 |        | X    |
| Bleu Polaire       |      | X     | X         | X         |         |          |           |               |          |           |               |               |        |                 |        |      |
| Bleu de Saxe       | X    | X     | X         | X         |         |          | X         | X             |          |           |               |               | X      |                 |        | X    |
| Bleu Génésis       |      |       |           |           |         |          |           |               |          |           |               |               | X      |                 |        |      |
| Bleu Miami         |      |       |           |           |         |          | X         |               |          |           |               |               | X      |                 |        | X    |
| Bleu Sigma         |      |       |           |           |         | X        |           |               | X        |           |               |               |        |                 |        | X    |
| Brun Castillane    |      | X     | X         | X         |         |          |           |               |          |           |               |               |        |                 |        |      |
| Gris Château       |      |       |           |           |         |          |           |               |          |           |               |               | X      | X               | X      |      |
| Gris Graphite      |      | X     | X         | X         |         |          |           |               |          |           |               |               |        |                 |        |      |
| Gris London        |      |       |           |           |         |          |           |               |          | X         |               |               |        |                 |        |      |
| Gris Magnum        | X    | X     | X         | X         |         | X        | X         | X             | X        |           |               |               |        |                 |        | X    |
| Gris Quartz        | X    | X     | X         | X         |         | X        | X         | X             | X        |           |               |               | X      |                 |        | X    |
| Noir Kazan         |      |       |           |           |         |          |           |               |          | X         |               |               |        |                 |        |      |
| Noir Onyx          | X    | X     | X         | X         |         | X        | X         | X             | X        |           |               |               | X      |                 |        | X    |
| Prune Nacrée       |      |       |           |           |         |          |           |               |          | X         |               |               |        |                 |        |      |
| Rouge Andalou      | X    | X     | X         | X         |         |          | X         | X             |          |           |               |               | X      |                 |        | X    |
| Rouge Écarlate     |      |       |           |           |         |          |           |               |          | X         |               |               |        |                 |        |      |
| Rouge Lucifer      |      |       |           |           | X       | X        |           |               | X        | X         |               |               |        |                 |        | X    |
| Rouge Trévisé      |      |       |           |           |         |          |           |               |          |           |               |               |        | X               | X      |      |
| Rouge Vallelunga   | X    | X     | X         | X         |         | X        | X         | X             | X        |           |               |               | X      |                 |        | X    |
| Vert Mayerling     | X    | X     | X         | X         |         |          | X         | X             |          |           |               |               | X      | X               | X      | X    |
| Vert Reflex        |      |       |           |           |         |          |           |               |          | X         |               |               |        |                 |        |      |
| Vert Roland Garros |      |       |           |           |         |          |           |               |          |           | X             | X             |        |                 |        |      |

1995
| Couleur            | AM95      | AM95      | AM95    | AM95  | AM95     | AM95  | AM95          | AM95         | AM95     | AM95             | 1995  | ene-95    | marz-95 | jun-95        | jul-95    | jul-95    | dic-95    |
|                    | Niv 1 & 2 | Niv 2 ter | Niv 2 + | Niv 3 | SP 1 & 2 | Niv 5 | Roland Garros | 4p Niv 1 & 2 | 4p Niv 3 | Cab Niv 2 & Sp 2 | Sedan | Eden Park | Totem   | Roland Garros | Cabriolet | Cabriolet | Slalom UK |
| Beige Mayfair      | X         |           |         | X     |          | X     |               | X            | X        |                  | X     |           |         |               |           |           |           |
| Beige Tibesti      |           |           |         |       |          |       |               |              |          |                  | X     |           |         |               |           |           |           |
| Blanc Banquise     | X         | X         | X       | X     | X        |       |               | X            | X        | X                | X     |           |         |               | X         | X         | X         |
| Bleu Bermudes      | X         |           | X       | X     |          |       |               | X            | X        |                  | X     |           | X (5p)  |               |           |           |           |
| Bleu d'Arabie      | X         |           |         | X     |          |       |               | X            | X        |                  | X     | X         |         |               |           |           |           |
| Bleu Polaire       |           |           |         |       |          |       |               |              |          |                  | X     |           |         |               |           |           |           |
| Bleu de Saxe       | X         |           |         | X     |          |       |               | X            | X        |                  | X     |           |         |               |           |           |           |
| Bleu Génésis       | X         |           | X       | X     |          |       |               | X            | X        |                  | X     |           |         |               |           |           |           |
| Bleu Miami         | X         | X         |         |       |          |       |               | X            | X        |                  | X     |           |         |               |           |           |           |
| Bleu Sigma         |           |           | X       |       | X        |       |               |              |          |                  | X     |           |         |               |           |           |           |
| Brun Castillane    |           |           |         |       |          |       |               |              |          |                  | X     |           |         |               |           |           |           |
| Gris Château       | X         | X         | X       | X     |          | X     |               | X            |          |                  | X     |           |         |               |           |           |           |
| Gris Graphite      |           |           |         |       |          |       |               |              |          |                  | X     |           |         |               |           |           |           |
| Gris London        |           |           |         |       |          |       |               |              |          | X                |       |           |         |               | X         | X         |           |
| Gris Magnum        |           |           |         |       |          |       |               |              |          |                  | X     |           |         |               |           |           |           |
| Gris Quartz        | X         | X         | X       | X     |          |       |               | X            | X        |                  | X     |           | X (5P)  |               |           |           |           |
| Jaune Genêt        |           |           |         |       |          |       |               |              |          |                  |       |           |         |               | X         | X         |           |
| Noir Kazan         |           |           |         |       |          |       |               |              |          | X                |       |           |         |               | X         | X         |           |
| Noir Onyx          | X         | X         | X       | X     |          |       |               | X            | X        |                  | X     |           | X       |               |           |           | X         |
| Prune Nacrée       |           |           |         |       |          |       |               |              |          | X                |       |           |         |               | X         | X         |           |
| Rouge Andalou      | X         |           | X       | X     |          |       |               | X            | X        |                  | X     |           |         |               |           |           |           |
| Rouge Écarlate     |           |           |         |       |          |       |               |              |          | X                |       |           |         |               | X         | X         |           |
| Rouge Lucifer      |           |           | X       |       |          |       |               |              |          | X                | X     |           |         |               | X         | X         | X         |
| Rouge Trévisé      |           |           |         |       |          | X     |               |              |          |                  | X     |           |         |               |           |           |           |
| Rouge Vallelunga   | X         | X         |         | X     |          |       |               | X            | X        |                  | X     |           | X       |               |           |           |           |
| Vert Grand Chelem  |           |           |         |       |          |       |               |              |          |                  |       |           |         | X             |           |           |           |
| Vert Mayerling     | X         |           |         | X     |          | X     |               | X            |          |                  | X     |           |         |               |           |           |           |
| Vert Reflex        |           |           |         |       |          |       |               |              |          | X                |       |           |         |               | X         | X         |           |
| Vert Roland Garros |           |           |         |       |          |       | X             |              |          |                  |       |           |         |               |           |           |           |

1996-1997
| Couleur          | mai-96    | 1996      | 1996  | 1996      | 1996      | avr-97    | août-97  | août-97  | nov-97    | déc-97       | 1997 |
|                  | Cabriolet | Cabriolet | Green | Privilège | Référence | Cabriolet | Miami UK | Midnight | Eden Park | Champion usa | S16  |
| Blanc Banquise   |           | X         | X     |           | X         |           |          |          |           |              | X    |
| Bleu de Chine    | X         |           |       |           |           | X         |          |          |           |              |      |
| Bleu de Rhodes   |           |           |       |           |           |           |          |          | X         |              |      |
| Bleu Génésis     |           |           |       | X         | X         |           |          |          |           |              |      |
| Bleu Pharaon     |           |           |       |           |           |           |          |          |           |              | X    |
| Bleu Provence    |           |           |       |           |           |           | X        |          |           |              |      |
| Bleu Samoa       |           |           | X     |           |           |           |          |          |           |              |      |
| Bleu Sigma       |           |           |       |           |           |           |          | X        |           |              |      |
| Gris Château     |           |           |       | X         | X         |           |          |          |           |              |      |
| Gris London      | X         | X         |       |           |           |           |          |          |           |              |      |
| Gris Quartz      |           |           | X     | X         | X         |           |          | X        |           | X            | X    |
| Jaune Genêt      | X         | X         |       |           |           | X         |          |          |           |              |      |
| Jaune Vermeer    |           |           |       |           |           | X         |          |          |           |              | X    |
| Noir Kazan       | X         | X         |       |           |           | X         |          |          |           |              |      |
| Noir Onyx        |           |           | X     |           |           |           |          |          |           | X            | X    |
| Prune Nacrée     | X         | X         |       |           |           | X         |          |          |           |              |      |
| Rouge Écarlate   | X         | X         |       |           |           | X         |          |          |           |              |      |
| Rouge Lucifer    | X         | X         |       | X         | X         | X         | X        | X        |           |              | X    |
| Rouge Vallelunga |           |           |       |           |           |           |          |          |           |              | X    |
| Vert Fluorite    |           |           | X     |           |           |           |          |          |           |              |      |
| Vert Mayerling   |           |           | X     | X         | X         |           |          |          |           |              |      |
| Vert Reflex      | X         | X         |       |           |           | X         |          |          |           |              |      |

1998
| Colores          | febr-98   | abr-98    | jun-98    | jun-98 | jun-98   | jun-98        | jun-98   | jun-98       | jun-98      | jun-98 | jun-98      | jun-98      | oct-98     | 1998 | 1998        |
|                  | Cabriolet | Rallye UK | Cabriolet |        | Equinoxe | Symbio        | Cashmere | Champion USA | XS & Dturbo | Xsi    | S16 Confort | S16 Premium | Music Line |      | S16 Confort |
| Blanc Banquise   |           | X         |           | X      | X        | X             | X        |              | X           | X      | X           | X           |            | X    | X           |
| Bleu de Chine    | X         |           | X         |        |          |               |          |              |             |        |             |             |            |      |             |
| Bleu Impérial    |           |           |           | X      | X        | X             | X        |              | X           | X      | X           |             |            | X    | X           |
| Bleu Pharaon     |           |           |           | X      | X        | X             | X        | X            | X           | X      |             | X           |            | X    |             |
| Bleu Provence    |           |           |           | X      | X        | X             | X        |              | X           | X      |             |             |            | X    |             |
| Bleu Sigma       |           |           |           | X      | X        | X             | X        |              | X           | X      |             | X           | X          | X    |             |
| Gris Aster       |           |           |           | X      | X        | X             | X        |              | X           | X      |             | X           |            | X    |             |
| Gris Cosmos      | X         |           | X         |        |          |               |          |              |             |        |             |             |            |      |             |
| Gris Quartz      |           |           |           | X      | X        | X             | X        | X            | X           | X      |             | X           | X          | X    |             |
| Jaune Genêt      | X         |           | X         |        |          |               |          |              |             |        |             |             |            |      |             |
| Jaune Vermeer    | X         |           | X         | X      |          | X (5 puertas) |          |              | X           | X      |             | X           | X          | X    |             |
| Noir Onyx        |           | X         |           | X      | X        | X             | X        | X            | X           | X      | X           | X           |            | X    | X           |
| Orange Newport   | X         |           | X         |        |          |               |          |              |             |        |             |             |            |      |             |
| Rouge Écarlate   | X         |           | X         |        |          |               |          |              |             |        |             |             |            |      |             |
| Rouge Lucifer    | X         |           | X         | X      | X        | X             | X        | X            | X           | X      |             | X           | X          | X    |             |
| Rouge Vallelunga |           | X         |           | X      | X        | X             | X        |              | X           |        | X           | X           |            | X    | X           |
| Vert Épicéa      |           |           |           | X      | X        | X             | X        |              |             |        |             |             |            | X    |             |
| Vert Reflex      | X         |           | X         |        |          |               |          |              |             |        |             |             |            |      |             |
| Vert Nausicaa    |           |           |           | X      | X        | X             | X        |              |             |        |             |             |            | X    |             |
| Vert Watteau     |           |           |           | X      | X        | X             | X        |              |             |        |             |             |            | X    |             |

1999
| Colores             | ene-99              | ene-99   | ene-99       | ene-99      | ene-99 | ene-99      | ene-99      | ene-99             | ene-99 | febr-99 | febr-99      | jul-99 | jul-99 | jul-99 | jul-99         | jul-99      | jul-99      | jul-99    | nov-99       | dic-99             | 1999    | 1999        |
|                     | Equinoxe & Cashmere | Symbio   | Champion USA | XS / Dturbo | Xsi    | S16 Confort | S16 Premium | Break Champion USA | Break  |         | Saint Tropez | XR     | XT     | XS     | XS Hdi Premium | S16 Confort | S16 Premium | Cabriolet | Family Break | Champion USA Break | Berline | Xsi Édition |
| Beige Versailles    |                     |          |              |             |        |             |             |                    |        |         |              | X      | X      | X      | X              |             |             |           |              |                    | X       |             |
| Blanc Banquise      | X                   | X        |              | X           | X      | X           | X           |                    | X      |         |              | X      | X      | X      | X              | X           | X           |           | X            |                    | X       |             |
| Bleu de Chine       |                     |          |              |             |        |             |             |                    |        |         |              | X      | X      | X      | X              |             | X           | X         | X            |                    | X       |             |
| Bleu Impérial       | X                   | X        |              | X           | X      | X           | X           |                    | X      |         |              | X      | X      | X      | X              | X           |             |           |              |                    | X       |             |
| Bleu Pharaon        | X                   | X        | X            | X           | X      |             | X           | X                  | X      |         |              | X      | X      | X      | X              |             | X           |           |              | X                  | X       | X           |
| Bleu Provence       | X                   | X        |              | X           | X      |             |             |                    | X      |         |              | X      | X      | X      | X              |             |             |           |              |                    | X       |             |
| Bleu Sigma          | X                   | X        |              | X           | X      |             | X           |                    | X      |         |              |        |        |        |                |             |             |           |              |                    |         |             |
| Gris Aster          | X                   | X        |              | X           | X      |             | X           |                    | X      |         | X            | X      | X      | X      | X              |             | X           |           |              |                    | X       | X           |
| Gris Cosmos         |                     |          |              |             |        |             |             |                    |        |         |              |        |        |        |                |             |             | X         |              |                    |         |             |
| Gris Iceland        |                     |          |              |             |        |             |             |                    |        |         |              |        |        | X      | X              |             | X           |           |              |                    | X       |             |
| Gris Quartz         | X                   | X        | X            | X           | X      |             | X           | X                  | X      |         |              | X      | X      | X      | X              |             | X           |           | X            | X                  | X       |             |
| Gris Thallium       |                     |          |              |             |        |             |             |                    |        |         |              |        |        |        |                |             |             | X         |              |                    |         |             |
| Jaune Genêt         |                     |          |              |             |        |             |             |                    |        |         |              |        |        |        |                |             |             | X         |              |                    |         |             |
| Jaune Vermeer       |                     | X (5pts) |              | X           | X      |             | X           |                    |        |         |              |        |        |        |                |             |             |           |              |                    |         | X           |
| Noir Onyx           | X                   | X        | X            | X           | X      | X           | X           | X                  | X      |         |              | X      | X      | X      | X              | X           | X           |           |              | X                  | X       |             |
| Orange Newport      |                     |          |              |             |        |             |             |                    |        |         |              |        |        |        |                |             |             | X         |              |                    |         |             |
| Rouge Écarlate      |                     |          |              |             |        |             |             |                    |        |         |              |        |        |        |                |             |             | X         |              |                    |         |             |
| Rouge Lucifer       | X                   | X        | X            | X           | X      |             | X           | X                  | X      |         |              | X      | X      | X      | X              |             | X           | X         |              | X                  | X       | X           |
| Rouge Vallelunga    | X                   | X        |              | X           |        | X           | X           |                    | X      |         |              | X      | X      | X      | X              | X           | X           |           |              |                    | X       | X           |
| Vert Patagonie      | X                   | X        |              |             |        |             |             |                    | X      |         |              | X      | X      | X      |                |             |             |           |              |                    | X       |             |
| Vert Sherwood       |                     |          |              |             |        |             |             |                    |        |         |              | X      | X      | X      | X              |             |             |           |              |                    | X       |             |
| Vert Tie Break Iséo |                     |          |              |             |        |             |             |                    |        |         |              |        |        |        |                |             |             | X         |              |                    |         |             |
| Vert Nausicaa       | X                   | X        |              |             |        |             |             |                    | X      |         |              |        |        |        |                |             |             |           |              |                    |         |             |
| Vert Watteau        | X                   | X        |              |             |        |             |             |                    | X      |         |              |        |        |        |                |             |             |           |              |                    |         |             |

| Colores             | ene-00       | jun-00    | jun-00      | jun-00      | jun-00      | jul-00       | sept-00   | dic-00 | 2000      | abr-01    | jun-01 | jun-01    | dic-01    | dic-01    |
|                     | XR & XT Pack | Cabriolet | S16 Confort | S16 Premium | XR, XT & XS | Cabriolet UK | Eden Park |        | Eden Park | Cabriolet | Break  | Cabriolet | Cabriolet | Cabriolet |
| Beige Versailles    |              |           |             |             | X           |              |           |        |           |           |        |           |           |           |
| Blanc Banquise      | X            |           | X           | X           | X           |              |           |        |           |           | X      |           |           |           |
| Bleu Amiral         | X            |           | X           |             | X           |              |           |        |           |           | X      |           |           |           |
| Bleu de Chine       | X            | X         |             | X           | X           | X            | X         |        | X         | X         | X      | X         | X         | X         |
| Bleu Pharaon        |              |           |             | X           | X           |              |           |        |           |           |        |           |           |           |
| Gris Aster          | X            |           |             | X           | X           |              |           |        |           |           | X      |           |           |           |
| Gris Cosmos         |              | X         |             |             |             |              |           |        |           |           |        |           |           |           |
| Gris Hadès          |              |           |             |             |             |              |           |        |           |           |        | X         | X         | X         |
| Gris Iceland        | X            | X         |             | X           | X           | X            |           |        |           | X         | X      | X         | X         | X         |
| Gris Quartz         | X            |           |             | X           | X           |              |           |        |           |           | X      |           |           |           |
| Gris Sidobre        | X            |           |             |             |             |              |           |        |           |           | X      |           |           |           |
| Gris Thallium       |              | X         |             |             |             |              |           |        |           | X         |        | X         | X         | X         |
| Jaune Genêt         |              | X         |             |             |             | X            |           |        |           | X         |        | X         | X         | X         |
| Noir Onyx           | (Break)      |           | X           | X           | X           |              |           |        |           |           | X      |           |           |           |
| Orange Newport      |              | X         |             |             |             |              |           |        |           | X         |        | X         |           |           |
| Rouge Écarlate      |              | X         |             |             |             | X            |           |        |           | X         |        | X         |           |           |
| Rouge Lucifer       | X            | X         |             | X           | X           | X            |           |        |           | X         | X      | X         | X         | X         |
| Rouge Vallelunga    | X            |           | X           | X           | X           |              |           |        |           |           | X      |           |           |           |
| Vert Patagonie      | X            |           |             |             | X           |              |           |        |           |           | X      |           |           |           |
| Vert Sherwood       | X            |           |             |             | X           |              |           |        |           |           | X      |           |           |           |
| Vert Tie Break Iséo |              | X         |             |             |             | X            |           |        |           | X         |        | X         | X         | X         |

### Ruedas
Rueda de acero con tapacubos

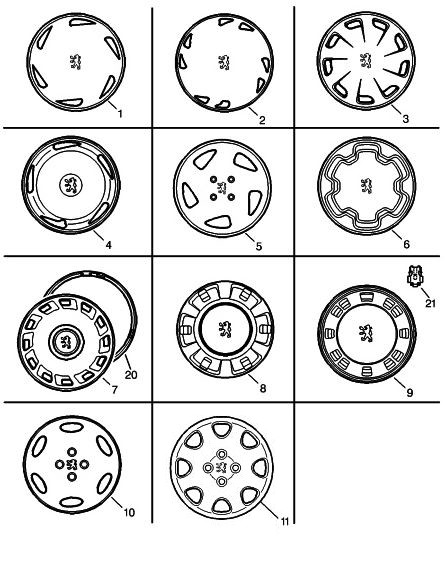
Fase 1
- 1- Pulsar 6 agujeros de 13 pulgadas
- Comète 6 agujeros de 14 pulgadas
- 2- Duo 8 agujeros de 13 pulgadas
- 3- Club 9 agujeros de 14 pulgadas
- 4- Hélice 5 agujeros de 13 pulgadas
- 5- Jade 5 agujeros de 15 pulgadas
- 6- Cannelle 6 agujeros de 14 pulgadas
- 7- Turbine 12 agujeros de 13 pulgadas
- Turbine 12 agujeros de 14 pulgadas
- 8- X 6 agujeros de 14 pulgadas
- 9- X 12 agujeros de 13 pulgadas
- 10- Style Alto 6 agujeros de 13 pulgadas
- 11- Silex 8 agujeros de 14 pulgadas
- 12- Quartz 8 agujeros de 15 pulgadas

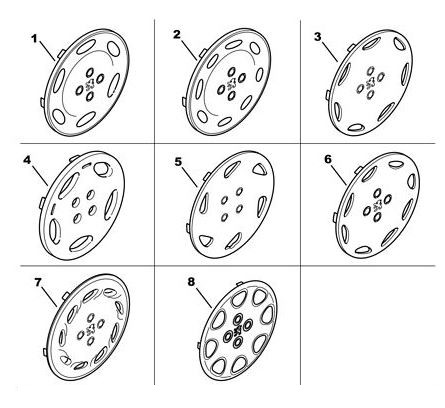
Fase 2
1. Alto 6 agujeros de 13 pulgadas
2. Tenor 7 agujeros de 13 pulgadas
3. Opus 7 agujeros de 13 pulgadas
4. Fugue 5 agujeros de 14 pulgadas
5. Sonate 6 agujeros de 14 pulgadas
6. Silex 8 agujeros de 14 pulgadas
7. Mica 9 agujeros de 14 pulgadas
8. Quartz 8 agujeros de 15 pulgadas